# 革命機ヴァルヴレイヴ
『革命機ヴァルヴレイヴ』（かくめいきヴァルヴレイヴ、英：Valvrave the Liberator）は、サンライズ制作の日本のテレビアニメ。分割2クールで、2013年4月11日から6月27日までMBS『アニメイズム』B1ほかで1stシーズンが放送され、同年10月10日から12月26日まで2ndシーズンが放送された。公式サイトなどで用いられている略称は「VVV」。
キャッチコピーは「世界を曝く」。

## 概要
成り行きから乗った巨大ロボットによって人ならざる者と化した少年と、幼少時の体験から冷酷に徹して世界の改革を目論むもう1人の少年を中心に描かれる、200年以上にも及ぶ戦いの物語である。
作品のテーマは「学生と軍人の遭遇から始まる群像劇」とされており、同じ出来事に際しての感想や言動、人間性の違いなどを描く方針となっている。
日本の市場（#放送局や#BD / DVDを参照）だけでなくアメリカの市場も視野に入れられており、アニプレックスの米国法人「アニプレックス・アメリカ」の運営する無料動画配信サイト「Aniplex Channel」では最新話が無料配信されている。そのため、オープニングテロップの人名や作品タイトルには英語による表記も行われている。

## 製作
キャラクター原案には『D.Gray-man』の漫画家・星野桂、監督には『ローゼンメイデン』や『夏雪ランデブー』の演出家・松尾衡、シリーズ構成には『コードギアス 反逆のルルーシュ』の脚本家・大河内一楼、キャラクターデザインには『いばらの王』のアニメーター・鈴木竜也、メカニカルデザインには『機動戦士ガンダム』の大河原邦男や『PSYCHO-PASS サイコパス』の石渡マコト、『蒼穹のファフナー』の鷲尾直広といった各デザイナーがそれぞれ起用された。また、デザイン協力には『コードギアス 反逆のルルーシュ』のアニメーター・木村貴宏が、オープニングアニメーションの絵コンテ・演出にはサンライズ作品の演出業へは初参加となるアニメーター・後藤圭二がそれぞれ起用された。音楽は『機動戦士Vガンダム』の千住明が担当している。ナレーションは本編と次回予告の両方を、アニメ作品以外のナレーション経験も豊富な声優・関俊彦が担当している。
企画は放送開始の約3年前に遡る。サンライズのプロデューサー・池谷浩臣が各所からの「ロボットアニメをサンライズで作りたい」という声に応える形で、池谷と共に『機動戦士ガンダム00』などサンライズのロボットアニメに携わってきたMBSのプロデューサー・丸山博雄ら「オリジナルアニメに携わりたい」という面々が集い、立案に至った。松尾の起用については『機動戦士Ζガンダム A New Translation』や『模型戦士ガンプラビルダーズ ビギニングG』での実績、石渡の起用については多面的な要素、星野の起用についてはスタッフに『D.Gray-man』のファンが多数いたことがそれぞれ決め手となった。
放送開始前の時点で1クール分の音声を収録済みというプレスコ形式で制作されており、後から作画以降の作業に取りかかっている。分割2クール放送は、2クール連続放送が難しいという制作状況を踏まえ、その代わりに視聴者の反響を後半1クールへ活かせるという見解によるものである。

## 沿革
2012年12月13日の深夜に『アニメイズム』枠で第一報のCMが放送され、それと同時に公式サイトが開設された後、翌日の12月14日には報道向けの制作発表が行われた。
放送開始前の宣伝の一環として、『アニメ コンテンツ エキスポ 2013』では作品出展に加え、2013年3月30日にステージイベント『「革命機ヴァルヴレイヴ」キックオフステージ』が開催された。事前に発表されていた主人公・時縞ハルト役の逢坂良太ら主要声優陣に加え、ドルシア側の声優陣が初めて発表されると共に登壇して主要声優12人が並び立ったほか、オープニングテーマ「Preserved Roses」を歌う西川貴教と水樹奈々も登壇し、「Preserved Roses」のシングルの発売日や、本作の誌面展開（詳細は#小説や#漫画を参照）が発表された。また、このイベントとは別に主役ロボ「ヴァルヴレイヴI」の約2メートル高の立像が製造され、2013年4月11日から同年4月13日まで秋葉原駅構内に展示されたほか、『「革命機ヴァルヴレイヴ」展』が2013年4月12日から同年4月24日まで東京アニメセンターで開催され、本作の版権画、スタッフや声優陣のサイン色紙、前述の立像、バンダイから発売されるプラモデルの展示、PVや第1話の上映などが行われた。なお、放送開始後の各種イベントについては#タイアップや#イベントを参照。

## タイアップ
主題歌については#主題歌、小説や漫画については#小説や#漫画をそれぞれ参照。
革命機ヴァルヴレイヴ×パセラ
カラオケボックスチェーン・パセラを運営するニュートンと本作の製作委員会によるタイアップ。2013年5月24日から同年6月23日までの期間限定で、新宿本店、池袋西口店、上野御徒町店、AKIBAマルチエンターテインメント、秋葉原昭和通り館の各店舗で本作とのコラボメニューが提供された。また、秋葉原パセラ昭和通り館には本作の版権画像やタイトルロゴで装飾したコラボルームも開設された。
goo×革命機ヴァルヴレイヴ プレゼントキャンペーン -ボイスメッセージ付き キャラクター診断-
インターネットポータルサイト・gooを運営するNTTレゾナントと本作の製作委員会によるタイアップ。2013年5月24日から同年7月24日までの期間限定で、ユーザーと本作の登場人物の相性を診断する。

## 反響
「アニメ!アニメ!」（イード）が2013年5月7日に公開した同年春放送開始のテレビアニメ視聴者アンケートでは、総合ランキングで第1位の『進撃の巨人』や第3位の『はたらく魔王さま！』と並び、第2位を獲得した。このうち、性別ランキングでは女性が第4位、男性が第5位であった。
2013年春期は本作以外にも『銀河機攻隊 マジェスティックプリンス』や『翠星のガルガンティア』といった同ジャンルの作品が同時期に放送開始となったため、それらと比較しながら評価する向きも見られる。その中でも「日刊サイゾー」（サイゾー）では、「オッサン世代も大興奮! 今期の本命ロボットアニメ『革命機ヴァルヴレイヴ』」と題して取り上げられたうえ、過去のロボットアニメへのオマージュシーンをはじめ本作に盛り込まれた様々な要素が「突き抜けた割り切りが実に心地いい」と評された。しかし、「Preserved Roses」のシングルの10万枚超ヒットやmoraにおける上半期ダウンロードランキング第1位、ヴァルヴレイヴIのプラモデルの即完売などといった好調な商業関連とは裏腹に、アニメ本編のストーリーはインターネット上で賛否両論となっている。

## ストーリー

### 1stシーズン
真暦71年。人類総人口の7割が地球から離れた宇宙都市・「ダイソンスフィア」で暮らす世界は、「ドルシア軍事盟約連邦」と「環大西洋合衆国（ARUS）」の2大勢力に分かれて対立し、中立の小国・「ジオール」は平和を謳歌していた。
ジオールの一区画・「モジュール77」で咲森学園に通う普通の高校生・時縞ハルトは、片思い中の幼馴染・指南ショーコとの平和な日常を過ごしていた。しかし、モジュール77は突如ドルシア軍の攻撃を受ける。ショーコが人命救助のために死亡したと思い込んだハルトは、突然地下から出現した謎のロボット・ヴァルヴレイヴIへ搭乗してドルシア軍を撃退するが、その対価として肉体が人ならざる者・マギウスと化したうえに戦闘後にショーコの生存を知ったことも重なり、居合わせた元アイドルの後輩・流木野サキと一部の友人たちだけが秘密を知る中、自責の念に悩むこととなっていく。また、間接的にヴァルヴレイヴIの力を知ったARUSも、機体を奪取すべく学園の生徒たちを半ば人質にして策を弄する。
一方、大佐のカイン・ドレッセルからヴァルヴレイヴIの奪取命令を受け、同僚・アードライたちと共に学園へ潜入していたドルシア軍のエージェントのエルエルフは、ハルトに肉体を乗っ取られた時の行動が原因で、ドルシアに裏切り者と見なされてしまう。エルエルフは再びハルトの前に現れ、「ドルシアを革命する」という自らの野望と「皆を助ける」というハルトの望みを両方とも達成するための「契約」を迫るが、それを拒んだハルトは2大勢力のどちらにも学園や自分たちの家族を攻撃させないためにヴァルヴレイヴIを「人質」に取ったショーコの発案による、「学園の独立」という道を選ぶ。
1週間後、学園の地下ではエルエルフがヴァルヴレイヴIII〜VIを発見していた。後からサキと共に地下を訪れたハルトはマギウスが増えることを懸念し、彼女に口外しないよう頼む。しかし、サキは迷わずヴァルヴレイヴIVのマギウスとなったうえ、学園の面々を翻弄してドルシア軍の再襲撃にも嬉々と出撃。イデアール級機動殲滅機を駆るエージェント・イクスアインの策に竦みながらも、ショーコの叱咤激励を受けて勝利する。
その後、ハルトはエルエルフを粛清すべくモジュール77へ再潜入したアードライと対峙するが、彼の同僚・クーフィアがエルエルフを殺害しようと乗機・バッフェの機銃を掃射したため、居合わせた友人・櫻井アイナは死亡してしまう。アードライと彼の部下たちによる攻撃は、モジュール77の外でハルトとサキを足止めする同僚・ハーノインたちと相俟って学園を窮地へ追い込むが、エルエルフの過去を垣間見て契約を結んだハルトにエルエルフが応えたことで、形勢は逆転する。
エルエルフを軍事指導に迎えて中立の月へ向かうモジュール77では、学生たちが有事に備えるようになっていく。そんな中、カインとマニンガーの艦隊がモジュール77を挟撃する。アイナの友人・犬塚キューマは友人を亡くした不良・山田ライゾウの熱い言葉に答えを見出し、ヴァルヴレイヴVのマギウスとなって出撃する。続いてライゾウもヴァルヴレイヴIIIのマギウスとなり、キューマと共にドルシア軍を撃退する。格納庫ではエルエルフに対し、物理教師・貴生川タクミが自分たち大人の大半が実はジオール軍人か軍属であることや、モジュール77自体がヴァルヴレイヴ専用の存在であることを明かす。しかし、ヴァルヴレイヴの根幹を成す情報原子・RUNE（ルーン）とヴァルヴレイヴIのみが持つ異質さは、タクミにも解明できていなかった。
ハルトはキューマとライゾウのマギウス化に複雑ながらも安堵感を覚えるが、サキは逆に疎外感を覚えていた。そんな中、新生ジオール暫定代表の教育実習生・七海リオンによって総理大臣の選挙が提案される。ショーコはジオール総理大臣だった父・指南リュージの消息が途絶え、皆に父を忘れられることに傷付いていたが、そのことから自責の念に憤るハルトを見て彼と並ぶために立候補し、当選する。しかし、ショーコを見送った後でかつてない衝動に自我を支配されたハルトは、傍にいたサキを強姦してしまう。
月を目前にしたモジュール77では、ショーコの下で新内閣が組織されていた。そこへリュージを人質にしたデリウス・バーテンベルク率いるドルシア艦隊が立ちはだかり、ショーコにヴァルヴレイヴ全機の譲渡と引き換えに学生や家族の第三国への亡命を提案するが、決断に迷う彼女の目前で敵艦隊の大半が「ハラキリ・ブレード」で一掃され、リュージも死亡する。その直後、モジュール77はカインの駆るイデアールと敵小隊に真下から侵攻され、窮地へ陥る。緊張の中、サキの本心や寂しさを汲んだハルトは求婚するが、彼女は責任感の先立つそれを断るのだった。
イデアールの発射したドリルビットは、致死性の毒ガスを噴出しながらモジュール77を貫いていく。ショーコや兄の連坊小路サトミから避難を呼びかけられたクラッカー少女・連坊小路アキラは、イジメによるトラウマから学園内に引きこもっていたが、ショーコの危機に飛び出してヴァルヴレイヴVIのマギウスとなり、ドリルビットを破壊する。一方、エルエルフと合流したハルトは、格納庫でカインと対峙する。カインはヴァルヴレイヴVI起動の混乱に乗じたヴァルヴレイヴIの攻撃を生身で防ぐと、未完成のヴァルヴレイヴIIへ搭乗して結晶体・プルーを使い、機体を起動させる。そのカインの変貌ぶりをハーノインは間近で目撃していた。
その頃、とある場所でARUS大統領のジェフリー・アンダーソンと、ドルシア総統のアマデウス・K・ドルシアが謎の会合を行っていた。

### 2ndシーズン
ジェフリーとアマデウスの会合場所に居たマギウスの集団「101人評議会」はアマデウスの裏切り行為を指摘し、彼の身体を乗っ取る。同じ頃、ヴァルヴレイヴIIを奪取したカインらは撤退する。それから2か月後、月へ到着したショーコたちは新生ジオール政府で他国との交渉を始めていたが、実務の権利をARUSに握られてしまう。
そんな中ハルトたちは、エルエルフの提案で5機のヴァルヴレイヴと共に地球への威力偵察に出発する。地球降下への旅には、ヴァルヴレイヴ制作者のジオール人に会い、マギウスの呪いを断ち切る方法を探るという目的もあった。一行はジオール領へ降下するために宇宙ステーションで降下用シャトルを強奪してフォロリングを使うが、降下中にドルシア軍の攻撃を受け、降下進路上から外れたシャトルはドルシア領内へ着陸してしまった。
降下場所の側には、エルエルフがかつて在籍していた「カルルスタイン機関」があった。ジオールへの足を確保するためにドルシアの輸送艦を奪う作戦を立てたエルエルフは、サキとアキラにジャックを利用した潜入作戦を命じる。ドルシア軍の新型機・キルシュバオムがキューマとライゾウを圧倒する戦況の中、ショーコの親友・野火マリエがヴァルヴレイヴIのテストパイロットを務めていたマギウスだったことが判明する。マリエはヴァルヴレイヴIのGUI・ピノから自らの記憶喪失の原因がRUNEを搾取されたためであることを聞かされ、記憶を失う恐怖に苦しみながらも仲間の窮地を救うべくヴァルヴレイヴIで出撃し、自らの記憶と命を引き換えにして作戦を成功させる。マリエの死を目の当たりにして恐怖に竦むハルトだったが、自ら戦うことのできないエルエルフの激情を垣間見たことによって、改めて戦う決意を固めていく。一方、訓練生時代の頃より別人の様に変わってしまったカインに疑念を深めていたハーノインは一人潜入行動を取るが、101人評議会の元へ辿り着き真実の一端を知った事でカインに殺害される。
エルエルフたちはドルシア王党派からの援助を受けるべく、現体制が隠し持つ所属不明の潜水艦「ファントム」の破壊任務を請け負うが、そこでは大量の人々がRUNEを搾取されていた。作戦終了後、ファントムの宇宙型が月へ向かっていることを知ったハルトたちは宇宙へ戻ろうとする。その前に強制収容されたジオール人を救うため、一行は彼らが捕われた古都ドルシアナへ潜入。作戦の最中、ハルトは父・時縞ソウイチとの再会に喜ぶが、彼こそがVVV計画の最高責任者であり、咲森学園の生徒全員がヴァルヴレイヴを使った人体実験のモルモットであったという事実を聞かされ、驚愕する。父と思っていた男の常軌を逸した悪行に絶望と怒りを覚え、ハルトはソウイチと完全に決別する。
一方、王党派に属していたカインの副官・クリムヒルトとの合流時、自らの想い人であるリーゼロッテ・W・ドルシアの居場所を知ったエルエルフは、捨て身の覚悟で行動を起こし、念願だったリーゼロッテの救出を果たす。しかし脱出の最中、敵の攻撃で一行は危機を迎え、その状況を察したリーゼロッテは自分を愛してくれたエルエルフのためにRUNEを使い果たし、彼らの大気圏離脱と引き換えに命を散らせた。一方、一人地球に残されてしまったサキは、ジャックしていた少年兵から元の体に戻る所をアードライに目撃され、捕縛されてしまう。
リーゼロッテの死に衝撃を受けエルエルフは戦意喪失し、それによって作戦行動に精彩さを欠きながらも一行はモジュール77へ無事帰還する。ショーコたちは地球降下隊が留守の間に高名なジャーナリストのバーネットを口説き落として自分たちのドキュメンタリー番組を作らせ、各国に呼びかけてドルシアへの非難決議を成功させるが、101人評議会は学生たちへの報復を決定する。新生ジオールが主催する世界各国のサミットの開始直後、アマデウスとカインは捕らえたサキを利用してヴァルヴレイヴのパイロットの正体を全世界に曝した。追い打ちをかけるようにファントム内部でRUNEを吸収されている人々の姿が報道され、アマデウスは自分たちの罪をハルトたちに擦り付ける形で新生ジオール殲滅を宣言する。
サミットは一転して魔女狩りへと変わり、ヴァルヴレイヴのパイロットたちのみならず普通の学生たちも危険生物とみなされ、虐殺が始まる。全て仕組まれていたようにドルシアとARUSは手を組み、新生ジオールは世界の敵となってしまう。そのうえ、ARUSから持ちかけられた「ヴァルヴレイヴのパイロットを差し出せば、生き残った学生を脱出させる」という取引により、生徒たちの裏切りが発生する。そしてついにはハルトの異常性、RUNEの消費により失っていた記憶の齟齬からショーコはハルトへの信頼を失い、彼の身柄を差し出してARUSの取引に応じるが、ハルトの身柄を確保した途端にARUSは攻撃を再開する。再び陥った絶体絶命の窮地の中、キューマは自らの意志で仲間たちの盾となり、捕らわれていたハルトとエルエルフを取り戻した後、敵を道連れにして宇宙に散る。
モジュールを脱出し一人また一人と仲間たちが息絶えていく中、ショーコは残されたI号機に乗り込むが、そこでピノからヴァルヴレイヴの秘密やハルトがマギウスになって戦う事になった原因を知らされ、後悔と自責の念に押しつぶされて号泣する。一方、月面に取り残されたハルトとエルエルフは、激しい殴り合いの末に互いに抱えていた秘密を暴露するが、それによってハルトは自分が望むこと、エルエルフはリーゼロッテの願いと向き合うことになる。「世界を暴く」という新たな目的を胸に二人は「契約」を超えた「約束」を交わし、そこにエルエルフの真意を察したアードライの助けによって脱出したサキが涙ながらに舞い戻る。
仲間たちの元に戻ったハルトは、人間とマギウスの共存のための国を作ると宣言し、パイロットたちを始めとする地球降下組も同意を示す。しかし、ショーコとの溝は互いに芽生えてしまった疑心や立場の違い等から修復不可能だと悟り、ハルトは世界を暴くことだけを告げて彼女と決別する。一方、負傷した兵士を装いドルシア軍に潜入したエルエルフは、ハーノインが残したイヤリングから真実を知ったアードライとイクスアインに合流し、ドルシアとARUSの同盟式典に乗じた作戦が開始する。ヴァルヴレイヴによる総攻撃で敵陣を突破し、ライゾウの命を賭した守りによってモジュール77のアンテナに辿り着いたアキラは、VI号機を用いて放送電波をクラッキングする。その中でエルエルフがアマデウスを襲撃し、ついにマギウスの正体が全世界に暴かれる。その最中、カインは鹵獲したヴァルヴレイヴII号機を改修した新型機「ダーインスレイヴ」に搭乗し、人間を憎み続けるプルーと共に出撃する。
ハーノインの仇を討つべくカインに挑んだイクスアインは返り討ちに遭って戦死し、自らの欲望のままに暴走を続けたクーフィアもアードライとの戦闘でその命を散らせた。このままではカインに勝てないと判断したエルエルフは、自分の身体をハルトにジャックさせ、文字通り一心同体となってカインと壮絶な激闘を繰り広げる。RUNEの流出によって記憶が失われ、カインから自分たちが世界における悪であると断言されながらも、ハルトは最後まで諦めず、その力を振り絞ってダーインスレイヴを破壊し、プルーも奪われたカインは爆発と共に死亡する。ヴァルヴレイヴIの中でピノとプルーは再会し、ハルトのジャックから目覚めたエルエルフは全てのRUNEを失ったハルトに対し、自らが「友達」である事を告げ、それを聞いたハルトはいつもの優しい微笑を浮かべた後、安らかな眠りにつく様に息を引き取る。サキのヴァルヴレイヴIVによってモジュール77は奪還され、遂にエルエルフやショーコ、サキたちは、多くの犠牲を経る形で自分たちの「居場所」を取り戻す。
モジュール77を巡る決戦は終結したが、それが戦いや世界の混乱の終わりを意味している訳ではなかった。WIREDによりマギウスの真偽不明な情報が拡散され、マギウスに裏から支配されていたドルシアではアードライ等を中核とする王党派の決起で勢力各地で反乱が起き始め、それらを抑える力を持つ権力者の殆ども、混乱に乗じて101人評議会の殲滅を目論むジェフリーの陰謀によって次々と強引に逮捕された。やがて真実を隠しきれなくなった事でパニックが発生し、世界ではマギウスを標的とした無関係の者を多く巻き込んだ血の粛清が行われ、追い詰められた101人評議会の面々も武装勢力によって倒れていった。そして、この年が第三銀河帝国成立の元年となるのだった。
それから約200年後、若い姿のままのサキとアキラが幼い皇子に第三銀河帝国始まりの戦いを語っていると、異星人（第53生命体）が潜入したとの知らせが入る。異星人が辿り着いたメモリアルコアには「始まりの騎士」としてかつての戦いで死んでいったハルト達の胸像が建てられていた。その場には、200年前と変わらぬ姿で赤いパイロットスーツに身を包んだショーコが待受け、自らに銃口を向けてくる異星人たちに笑顔で対話を持ちかける。そして、ヴァルヴレイヴIのコクピットには、咲森学園の思い出の数々と、「ニンゲンシンジマスカ？」のメッセージが灯っていた。

## 登場人物

### 主要人物
時縞ハルト（ときしま ハルト）（HARUTO TOKISHIMA）
声 - 逢坂良太
本作の主人公。咲森学園の2年生。陸上部所属。誕生日は10月15日。星座は天秤座。血液型はO型。身長173cm。ヴァルヴレイヴIのマギウス（詳細は#ヴァルヴレイヴ関連を参照）。
VVV計画の責任者・時縞ソウイチを父に持つ。新生ジオール内閣設立に伴い、国防大臣に就任。争い事はじゃんけんすら苦手で、勝負事に奮起できない温厚な性格。しかし、譲れないもののために戦渦へ立ち向かう勇敢さや、怒りに我を忘れると躊躇せずに敵を殺す冷徹さも併せ持つ。
ドルシア軍の初襲撃時にヴァルヴレイヴIに搭乗し、衝動的に機体を起動しマギウスとなる。初戦でヴァルヴレイヴIの秘めた力を開放してドルシア軍を撤退させたことや、アキラによってその奮戦ぶりを世界中へ流出されたことで、7億人以上の人間から「世界と戦う少年」というキャッチフレーズと共に英雄視されていく。しかし、本人はマギウスの力を「呪い」と評して恐れを抱いており、自分以外のマギウス化に強く反対している。また、オリジナルレイヴの眷属であるハルトのみ、ヴァルヴレイヴのエネルギー源であるRUNEを回収・供給するために度々発作に襲われては顔に赤い痣が浮かんだ状態で凶暴化する。なお、その不死性からカインには「第三世代」のマギウスと見なされており、マギウスの紋章が左の鎖骨下に現れている。
エルエルフとは彼に一度殺されたことに加え、手段や理念の不一致から反目し合っている。一度は革命への「契約」を迫られて拒絶するが、ジャックを通じてエルエルフのリーゼロッテに対する想いと行動理念を知ったため、逼迫する戦況と窮地を打開できる彼の能力を信じて契約を果たす。あくまでその契約は協力関係として留まっているが、緊急時には采配に自分の身を委ねるなど軍事面では信頼しているため、キューマとライゾウのマギウス化における経緯や、機密保持と地球降下部隊の瓦解阻止のためにマリエを銃撃したことには憤りを隠せずにいた。
幼馴染のショーコへは片思いで、ドルシア軍の襲撃直前に一度は告白を試みたものの、自分がマギウスであることを顧み、はぐらかしてしまった。ただしショーコを支えたいという思いは人一倍強く、彼女を「大切な人」と面と向かって宣言した。しかし知らずして父親のリュージを殺害してしまい、本人も意図せずにショーコと距離を作ることとなってしまう。傍目には良好な関係が続いていたが、双方を思いやっての行動は確実な溝を育み、サミット直後に表面化してしまった。
サキとは戦争が始まってから最も多くの秘密を共有しており、同じマギウスとして共に窮地を切り抜けてきた。サキの奔放な性格には振り回されてもいるが、次第に彼女の内に秘めた本心や孤独感を感じ取っていく。その関係はマギウスの「呪い」も絡みながら、肉体関係を経て求婚にも至った。求婚に至ったのは責任感の面が大きくはあるものの、後述の自棄になった際には大切な人としてショーコと共に浮かんだことから、その存在は次第に大きくなりつつあり、後にサキとある約束を交わすことになる。
『2nd』では、自分の身に起こる異変の危険性から人体実験を出願し、自分が人を襲うことでヴァルヴレイヴの動力源が供給されるという「誰かの犠牲の上に成り立つ存在」であることを知る。一度は「自分が死ねば誰にも迷惑をかけない」と自棄になりかけ、エルエルフから「お前が死ねば次のパイロットを選ぶだけだ」と突き放されて死を宣告されたが、誰かに代わりを務めさせたくないという思いと大切な人を守りたいという願いから、改めて彼と契約を結ぶ。
地球降下後、ドルシアに強制連行されたジオール人の救出作戦で3年ぶりに父・ソウイチと再会するが、父の本性やVVV計画のために咲森学園の学生たちや他のジオール人が犠牲になったことに激しい失望や憤怒を見せつつ、前述の決意を明かして決別する。
モジュール77へ帰還後は浮かれる周囲とは反対に、エルエルフの力の欠如やサキの安否、101人評議会の魔の手に焦慮していた。サミットと共に暴かれた秘密を契機に「英雄」から一転して「化け物」扱いされ、数々のすれ違いがショーコとの決裂を生んでしまう。取引材料として売り渡された後、キューマの決死の救出によりエルエルフと共に月面へ不時着し、エルエルフとの殴り合いの末に互いの気持ちを知り合い、「契約」ではなく「約束」を結び、世界を曝き、マギウスと人間の理想郷を作るために立ち上がる。そして、モジュール77奪還作戦前、合流したサキとも「最後まで絶対に諦めない」約束を交わす。同盟式典の戦いの中、マリエと同じようにRUNEが漏出し過去の記憶を失いながらも、前に進むべきだと戦闘を続け、カインの乗るダーインスレイヴと交戦する。エルエルフの身体をジャックし彼の戦闘経験を活かして戦いに勝利するが、その代償としてRUNEを全て使い果たしてしまう。そして、エルエルフに看取られ、自分を「友達」と言ってくれた彼に微笑みながらその生涯を閉じる。
ハルトたちの命がけの戦いは「第三銀河帝国」誕生の切っ掛けとなった。
エルエルフ（L-ELF）
声 - 木村良平
本作のもう1人の主人公。17歳。誕生日は5月25日。双子座のA型。身長177cm。ドルシア軍のカルルスタイン機関出身のエージェント。階級は特務大尉。
「エルエルフ」はコードネームであるために姓はなく、便宜上のフルネームとしてエルエルフ・カルルスタインを名乗ったことがあるだけで、本名はミハエル（姓は不明）。聡明な状況把握能力と一瞬で大多数の相手を殲滅するほど高い戦闘能力から、ARUSには「一人旅団」という通称で恐れられている。また、その能力は予言の域にまで達したり、マギウスの力を容易に把握するほか、咲森学園の特殊なカリキュラムの目的も看破した。作戦や戦略を立てる際、シミュレーションの材料要因を列挙した後に「導き出される結論は」と言う癖がある。
元は孤児。ストリートチルドレンであり、物語開始10年前の真暦61年には反政府運動を行うテログループの末端構成員となっていた。組織を利用していた総統派が彼らを切って捨て、捕まったエルエルフも脱走を図って危うく殺されるところを王女のリーゼロッテに救われた。そのため、現在は常に携帯しているリーゼロッテの写真と、時折口にする彼女の名に強い思い入れを持っている。リーゼロッテの方もエルエルフのことを知っており、3年前に再会した際には彼女を幽閉から解放し共に逃げようとしたが、逃亡の先に安全な場所は無く自分達にはまだ道がないと諭され断念する。
カルルスタイン機関に所属していた当時、仲間の1人・エフゼクスが王党派の反政府分子であることを知り、「裏切り者を見過ごせば全員が殺される」という機関の非情な原則に従って彼を殺害した。この件は殺害を躊躇いつつもこれを止められなかったアードライたちにとっても消せない過去となっており、エルエルフ本人はこの経験から自分にとって絶対に容認できない事態を防ぐためなら、たとえ仲間であっても殺害を辞さない非情さを持つようになった。
モジュール77への潜入の際にはクーフィアと2人で偽名を使って咲森学園への転校生を装い、入国審査官らを殺害すると共に転校生として未登録だった他の3人も連れて潜入した。当初はモジュール77でハルトを殺害してヴァルヴレイヴIの鹵獲を目論んだが、彼にジャックされたことをきっかけにドルシア軍から裏切り者と認識される。しかし、ドルシアを革命して世界を変えるという野望を持っていたため、ハルトをその軌道修正と前倒しに使えると考え、彼に「契約」を迫る。その後もモジュール77に潜伏しながらヴァルヴレイヴの格納庫を発見してハルトとサキにそこへ向かうよう仕向けたり、新生ジオールの軍事国家化を計画してモジュール77の占領を開始するなど、自らの野望を実現すべく暗躍し始める。やがて、自身の能力をハルトから求められたことで契約は成立し、彼との協力締結に伴って新生ジオールへの最初の亡命者となる。
その後は相互監視を目的としてハルトと同室になり、モジュール77の配置整備や軍事教練で生徒たちを指導する一方、密かに彼らのヴァルヴレイヴへの適正を把握し、替えの効かないマギウスを厳選しながら事態を思う方向へ誘導していく。しかし、月へ到着する直前にドルシア軍の侵攻を受けた際にはカイン率いる小隊にモジュール77内へ侵入され、ハルトと共にカインと対峙するも圧倒されてヴァルヴレイヴIIを奪われてしまった。
『2nd』では月に到着後、新生ジオールを影ながら支える一方、ハルトの人体実験を通してヴァルヴレイヴやマギウスの研究をタクミと共に行う。その結果、ハルトが人を襲うことでヴァルヴレイヴが稼働するという事実を突き止め、ハルトと「ヴァルヴレイヴの動力源供給のため、発作を起こした際は自らを襲わせる」という契約を交わした。地球降下後は、パイロット適性を持たない故に直接革命に手を下せないことを歯がゆく思っている旨をハルトに吐露している。
ジオール人救出作戦の際にはドルシア王党派と通じ、古都ドルシアナ内で再会したクリムヒルトから「ミハエル」の名を聞いたことでリーゼロッテが近くにいることを確信し、単身で救出に向かい彼女への愛を打ち明ける。しかし、追手との戦いで満身創痍となった果てにハルトに回収されての脱出中、リーゼロッテが自分たちを守るために犠牲となったことを知り、生きる意志すら失ってしまう。新生ジオール崩壊後にはハルトと共に売り渡されそうになったところをキューマによって救出され、月面へ不時着する。そこでハルトからリーゼロッテがマギウスであった事実を告げられて驚くも、彼女の想いを知ったことで立ち直る。その後、負傷兵を装ってドルシアに戻り、真相を知ったアードライやイクスアインと行動を共にして、マギウスの真実を世界に暴いた。その後、追い込まれるI号機と合流し、ハルトに自分の身体をジャックさせ、カインと戦うよう指示する。戦闘が終わり意識を取り戻すと、瀕死のハルトに「（ハルトは）俺の友達だ」と告白し、彼の最期を看取りながら涙を流す。
モジュール77奪還作戦後はサトミとタカヒの結婚式に出席し笑顔を浮かべて祝福していた。
外伝作品『アンダー・テイカー』では、ヴァルヴレイヴ5機とカゲロウ2機の双方の存在を知る数少ない一人でもあり、月到着前にドリルビットと毒ガスを伴ったドルシア軍小隊の侵攻を受けた際にカゲロウの存在を知る。カゲロウの操縦装置「DRI-Ve」による遠隔操作という形でカゲロウに搭乗したジンとナオの操縦技能を高く評価し、ヴァルヴレイヴ5機がモジュール77から離れてもカゲロウ2機が防衛を担えると判断したため、これが地球降下作戦実行の後押しとなっている。なお、ジンたちにはカゲロウ2機をモジュール77の潜在的な防衛力とするため、最悪の事態に陥るまではその存在を周囲に漏らさないよう、緘口令を敷いている。
指南 ショーコ（さしなみ ショーコ）（SHOKO SASHINAMI）
声 - 瀬戸麻沙美
本作のヒロイン。咲森学園2年生。クラスはB組。誕生日は4月11日。牡羊座のO型。身長160cm。陸上部所属。総理大臣選挙で当選し、新生ジオールの内閣総理大臣に就任。
ハルトの幼馴染で同級生にして、ジオール総理大臣・指南リュージを父に持つ。
明るい性格で友人が多い。入学時にマリエと友人になった際は「記憶が無いのならこれから作ればいい」と励まし、戦争中に偶然出会ったアキラにも多少強引ながら接し続け、心を開かせることに成功している。ハルトとも喧嘩友達にして彼の性格を叱咤するような関係であるが、ハルトの癖や性格を熟知しており、彼が告白しようとした際にはまんざらでもない反応を見せた。また、ドルシア軍の再襲撃でフィガロが逃亡しようとした際にはヴァルヴレイヴIを「人質」に取り、学園の独立を宣言して生徒一同の支持を得るなど、大胆さやカリスマ性も持ち合わせている。落ち着かなくなるとスカートの裾を握る癖を持ち、その際に事態を好転させる発想や行動を出す傾向にある。その一方、補給の目処が付いていない状況下でも遊び半分で食料を粗末に扱う、友人たちが一触即発となった状況下でも唐突に歌い出すなど奇人的な一面も強い。そういった理由から、ハルトには「黙っていれば美人」と評されている。また、服装のセンスは壊滅的で、周囲から度々指摘されるも一向に改善していない。
作る料理はサキ曰く「カエルに変身できそう」なほど見た目が悪く、好きなおやつに「福神漬を乗せたウエハース」を挙げるなどゲテモノ好きに見られるが、いずれも味は美味であったため、マリエには「見た目よりも中身の女」と評された。また、エルエルフの「保存食を作れ」という指示に逆らって作った羊羹は、無理矢理食べさせられた彼がその美味に思わず素の表情を見せたほどである。
ドルシア軍の初襲撃の際、車内からタクミを救助しようと向かった時に流れ弾で死亡したと思われたが、車が地中に埋もれていたことでタクミ共々無事だった。マギウスとなったハルトに告白をはぐらかされたことをきっかけに、自身の総理大臣就任、マギウスの秘密を共有するサキの存在や、月付近での戦闘でリュージを結果的に殺されてしまった悲しみも重なり、ハルトとの関係は揺れ動いていく。
『2nd』での月到着後は、学生だけで国を運営していく現実の厳しさを目の当たりにするようになり、同時に総理大臣としての責務を理由としてハルトと距離を置くようになる。モジュール防衛に関してはエルエルフの指示が残っていた為、ハルトたちがモジュール77を発った後は、自身はメディア活動に専念しバラエティ番組への顔出しや報道記者への接触などのアピールを行っていた。それが結実し、月で新生ジオール主催の世界各国サミットの開催までに至るが、ドルシア軍の妨害により生徒達が虐殺され、ハルトがやむを得ず隠していた秘密を目の当たりにし、彼の記憶の齟齬も重なって数々のすれ違いが表面化する。大切な共通の思い出をハルトが忘れた事で冷静さを失い、怒りのままハルトを「人ならざる者」と認識してエルエルフ諸共ARUSに売り渡し、結果二人を救おうとしたキューマが戦死してしまう。その後、自ら戦おうとシャトルに残っていたヴァルヴレイヴIに乗り込むが、ピノにコクピット内の録画映像を見せられたことでハルトがマギウスとなった原因が自分にあったと知り、自責と後悔の念から泣き崩れる。ハルトの生還後は、報復を恐れる「ハルトを売り渡そうとした者たち」である学園生徒に対する自分の立場もあってか謝りたい気持ちを押し殺して他人行儀な態度で接し、まともに言葉を交わすことはなかった。モジュール77奪還作戦終了後、ハルトとは最後まで仲直りできぬまま永遠に別れることとなり、アキラから受け渡された彼のヘルメットを抱きながら号泣する。
小説版においては、ピノの録画映像を見て全ての真実を知った後、ハルトに涙ながらに謝罪し、望むなら自分を殺しても構わないとまで言い放つが、無事に彼と和解した。その後、生徒達を集めてモジュール77にハルト達が帰ってきたら彼らを迎え入れ、彼らの言葉をちゃんと聞いて欲しいと説得している。
200年後、第三銀河帝国にヴァルヴレイヴ用と思われる赤いパイロットスーツに身を包んだ彼女が変わらぬ姿で存在することから、マギウスとなったことが示唆されている。遭遇した異星人（第53生命体）に銃口を向けられながらも、臆することなく「私達仲良くしましょう。それですべてが解決するなんて言わないけれど、そうしたら痛みも喜びも半分こにできるから」と手を差し伸べるという結末で締めくくられた。
流木野 サキ（るきの サキ）（SAKI RUKINO）
声 - 戸松遥
本作のもう一人のヒロイン。咲森学園1年生。誕生日は9月4日。乙女座のA型。身長163cm。家庭科部所属。ヴァルヴレイヴIVのマギウス。
新生ジオール内閣設立に伴い、広報大臣に就任。
かつては人気アイドルとして活動していたが、現在は休止中。実際は所属事務所からの突然の契約解除通告を受けており、さらにその真相は、VVV計画に備え彼女を咲森学園に入学させようとしたジオール軍からの圧力によるものだった。授業に無関心な行動を取る一方、他人頼みではなく自分の意志で進もうとする大人びた性格。また、自分を特別視せずに接してくれるアイナを助けたり、初戦闘の際に率先して応援してくれたショーコへ料理の手伝いを申し出たり、地球降下後のアキラとの潜入行動では不器用ながらも自分を気遣ってくれた彼女と友誼を交わすなど、他人に借りを作ることを良しとしない律儀な面も持ち合わせている。
その裏で、幼い頃やアイドル時代に両親を含む大人たちから受けた非情な仕打ちから、大人を「汚いもの」と見なして強い不信感を持っており、自分を虐げた世界への反抗心を燃やし続けている。それゆえに疎外感も抱えており、誰か1人からでも大切にされたいという「ふたりぼっち」という関係に憧れ、望んでいる。
ドルシア軍の初襲撃の際にハルトがヴァルヴレイヴIのマギウスとなったことを知り、エルエルフの身体を乗っ取った彼と共にヴァルヴレイヴIへ同乗するなど、ハルトの身体の異常を知る1人として最も深く関わることとなる。独立を宣言した学園から世界中へ歌を披露して独立維持の資金集めに貢献した後、モジュール77の地下で発見したヴァルヴレイヴIVへ搭乗し、「有名になりたい」という願望を露にして躊躇せずにマギウスとなった。
ハルトの身体をジャックして自分の売名に利用する一方、彼の前では素の表情を見せたり抱きついたりするなど、気を許している描写が多く見られたが、自分の過去を嘘とはぐらかして煙に巻いたり、あえて自虐的な態度で突き放すなど、本心は押し隠していた。しかし、秘密を共有して戦ったり助けられていくうちにハルトの心の強さや甘さと優しさに触れ、その感情はいつしか好意にまで発展していた。特に、『1st』の後半ではハルトとショーコの親密さに機嫌を損ねたり、パイロットが自分たち2人だけでなくなったことに寂しさを覚えるなどの姿が散見された。また、かつてなく狂暴化したハルトに強姦された際には、完全に正気を失った彼の眼差しからマギウスの「呪い」を理解し、半ば受け入れていた。ハルトへ自分の「ふたりぼっち」の願いを明かした後には再び開かれた戦端の中で彼から求婚されるが、責任感の先立つそれをあえて断り、自らの行動に苛まれながらショーコの救出を促した。
『2nd』では、月到着後からの2か月間でリリースされた歌は世界中の学生に歌われるベストセラーとなり、「有名になりたい」という願いは果たされる。エルエルフもメロディラインを暗号の解除に使用するほどサキの歌を聞きこんでいた。求婚は断ったもののハルトへの想いは変わっておらず、人を襲う危険性と過ちを犯したくない想いで人体実験を申し出た彼のことを他の誰よりも心配しており、発作に苦しむハルトには状態の深刻さと強姦後に発作が治まっていたことから推測し、自分の身体を投げ打つこともいとわない献身的な思いを寄せるようになっていた。
地球降下後は、エルエルフの命令でカルルスタイン機関の少年兵・カーツベルフ（声 - 鷄冠井美智子）をジャックしてドルシア軍へ潜入する。作戦中にはアードライと遭遇し、彼からエルエルフとの過去を聞かされる。エルエルフたちが輸送艦を奪取した後は別行動となり、なし崩し的にアードライと行動を続けることになる。エルエルフの奪取した輸送艦に潜入して本体へ戻れたものの、その光景をアードライに目撃されてドルシア軍に捕縛され、新生ジオールへの報復の一手として利用されてしまう。その後、真実を知ったアードライから釈放され、ヴァルヴレイヴIVと共に脱出して月面に打ち捨てられていたハルトとエルエルフを救助し、涙ながらに喜ぶ。モジュール77奪還作戦前にはハルトと「最後まで絶対に諦めない」約束を交わし、同盟式典の戦いでは殿を務め、ハルトたちを先行させた。作戦中、ハルトへの想いやショーコへの憧れと嫉妬心を吐露し、たとえハルトがショーコを選ぶとしても、前述の約束どおり彼を好きであり続ける決意を新たにした。その後、モジュール77奪還に成功し、無事に戦いを生き延びることになった。
200年後には、モジュール77から始まった第三銀河帝国の一員となっており、落ち着いた物腰で母性的な人物になっている。帝国の歴史について知る者として、帝国暦211年の時点では皇子へ帝国の成り立ちを教えている。その3年後の帝国暦214年には黄金のヴァルヴレイヴIVを駆って可変メカを操る中年男性と戦っており、とある人物との約束を守り続けているらしい。その男からは「黄金の七人」と呼ばれている。

### マギウス（ヴァルヴレイヴ搭乗者）
時縞 ハルト（ときしま ハルト）
時縞 ハルトを参照。ヴァルヴレイヴIのマギウス。
流木野 サキ（るきの サキ）
流木野 サキを参照。ヴァルヴレイヴIVのマギウス。
犬塚 キューマ（いぬづか キューマ）（KYUMA INUZUKA）
声 - 小野友樹
咲森学園3年生。バレーボール部所属。誕生日は1月9日。山羊座のO型。身長179cm。ヴァルヴレイヴVのマギウス。新生ジオール内閣設立に伴い、財務大臣に就任。
ハルトたちにとっては良き先輩であり、ハルトやショーコ、アイナとよく行動を共にする。高額な手術費用が捻出できずに病気の姉を亡くした過去があり、お金への強い執着を持っている。そのため、「将来は大金持ちになる」と公言してお金の話ばかりするが、性格自体は明朗快活。学園の独立後は義捐金を集めようとホームページで独立維持費を募ったり、ショーコの作った羊羹を新生ジオールの名物として売り出そうと考えるが、本人の金儲けの能力自体はさほど高くない模様。執着心は企業からの契約金目的で愛機名を決めるほどで、ライゾウには呆れられた。
ドルシア軍の初襲撃の際、ハルトの身体とヴァルヴレイヴIの奪還に協力し、彼の身体の異常を知る1人となった。それゆえ、ショーコへの告白を断念してしまったハルトを心配している。アイナに好意を持っていたため、彼女の死を目の当たりにして深く悲しむと同時に自分の無力さを痛感し、戦うための術を身に付けていく。ドルシア軍の策略でハルトらが引き離されたモジュール77の窮地に際し、どさくさに紛れてヴァルヴレイヴIIIへ搭乗しようとするライゾウと口論を繰り広げた末、自分もアイナへの思いから戦う意志を固め、「皆を守るための盾」を持つヴァルヴレイヴVのマギウスとなった。
『2nd』では地球降下作戦に参加し、年長者として他のパイロットのまとめ役を務める。輸送艦奪取時には、ライゾウと共にイデアール・ブルーメを撃破した後、キルシュバオムによって窮地に陥るものの、マリエの駆るヴァルヴレイヴIに救われ、作戦を成功させる。その後もヴァルヴレイヴVの特性を活かし、輸送艦の盾になる活躍を見せる。
月への帰還後は金策に奔走する一方、思い悩むハルトを先輩として支えるが、サミットを契機に他のパイロットたちと同様に周囲から迫害され、脱出の際にはショーコたちの裏切りに直面する。それでも「神憑き」の名に込めた想いやアイナのことを胸に秘めながらショーコたちの盾となり、売り渡されたハルトとエルエルフを救出。追撃を受ける中、ハルトにショーコへの気持ちを訊くと、彼らだけでも逃がすべく、敵を道連れに宇宙へ散った。その後、第三銀河帝国誕生の英雄の1人（始まりの騎士）として祀り上げられている。
山田 ライゾウ（やまだ ライゾウ）（RAIZO YAMADA）
声 - 中村悠一
咲森学園2年生。誕生日は12月10日。射手座のO型。身長184cm。部活動では茶道部に所属（ただし幽霊部員）。ヴァルヴレイヴIIIのマギウス。
リーゼント頭で不良グループのリーダーを務めており、粋がって「サンダー」を自称しているが、仲間達からそう呼ばれたことはなく、そのたびに修正するのがお決まりとなっている。やや粗暴な性格から学園内での評判は良くないが、ドルシア軍の初襲撃で死亡した友人のノブ（風本ノブテル）の墓を前に涙して、彼の仇を討つためにヴァルヴレイヴIを自分に渡すようハルトに迫ったほか、ダウンした環境システムのリストアへ向かった際にはユウスケの窮地を咄嗟に救い、アイナの死を気安く扱う集団を「可哀想ごっこ」と吐き捨てるなど、根は義理人情に厚く勇気に溢れた性格である。その一方、おだてられると調子に乗ってしまう軽薄な面もあり、代表選出総選挙の際は「面白そう」という理由だけで出馬した。
自分の手で友人の仇を取れない現状にもどかしさを感じ、何度も保管中のヴァルヴレイヴへの搭乗を目論んでは独房入りとなっていたが、モジュール77が窮地に陥った際に独房を脱出して格納庫でヴァルヴレイヴへの搭乗を巡りキューマと口論を繰り広げた末、結果的に彼のマギウス化を後押しすることとなった。また、自身もイメージカラーである黄色をしていたヴァルヴレイヴIIIのマギウスとなるが、サキやキューマと違ってハルトの異変を目にしていなかったため、搭乗者登録時の質問を深く考えずに承諾した。初戦後にハルトたちから詳しく説明されるが、むしろ自分に起きた変化を嬉々として受け入れている。
『2nd』では地球降下作戦に参加し、ハルトたちと行動を共にしている。輸送艦奪取作戦時にはキューマと共にイデアール・ブルーメを撃破する戦果を挙げるものの、キルシュバオムによってヴァルヴレイヴIIIの左腕を損失したため、月に帰還するまではアキラと共に後方支援に回る。ショーコたちの裏切りを知った時は真っ先に激昂し、殿を買って出たキューマとの別れに悔し涙を流しつつ、生き残った学生たちのシャトルとともに月を脱出する。その後、シャトルへの乗船を拒否するショーコに罵声を浴びせながらも、キューマの遺志を尊重して彼女たちを守り続けることを誓う。
同盟式典の戦いの最中、アキラを守るべくクーフィアと交戦。死闘の末、油断した隙を突かれ敗北するが、マギウスとなったことは後悔せず、仇討ちができて仲間を守れることを誇りに思いながら戦死した。その後、第三銀河帝国誕生の英雄の1人（始まりの騎士）として祀り上げられている。
連坊小路 アキラ（れんぼうこうじ アキラ）（AKIRA RENBOKOJI）
声 - 悠木碧
咲森学園2年生。誕生日は2月2日。水瓶座のA型。身長155cm。連坊小路サトミの妹。ヴァルヴレイヴVIのマギウス。
卓越したクラッキングスキルを持ち、学園内のシステムどころか軍用最新式暗号回線もクラッキングできる。WIREDの開発者。
かつて両親からの重圧・受験に苦悩していたサトミを助けたい一心で受験校の試験問題をハッキングで入手し補導されたことが原因で、 小・中学校時代に渡っていじめを受けていた。その経緯から重度の対人恐怖症に陥っており、サトミ以外とは会話もおぼつかなく、大勢との接触を促されるとパニックに襲われる。そのため、学園の校舎内に設立したダンボールハウスへ引きこもり、外部とはWIREDのユーザー・「RAINBOW」として接触している。サトミとは顔を合わせて接触できる程度には気を許しているが、自身へのいじめに対して見て見ぬふりをされていたため、少々邪険に扱っている。
ドルシア軍の襲撃以降は、ハルトがヴァルヴレイヴIでドルシア軍を相手に奮戦する映像をWIREDを介して世界中へ拡散したり、ARUSの通信を傍受したりと、独自の情報戦略を用いて対応する。チャンネルを求めるためハッキングをしている最中、サトミが携帯電話を介して避難を呼びかけても「うるさい」と無視して通信を切る一方、その最中に偶然拠点を発見したショーコに遭遇し、エルエルフの予言で地震でモニターを抑えている。自分の存在を他言無用とするようパニックに陥って恐怖から取り乱して拒絶してしまう。「あなた、咲森の生徒?」と知られてしまったため、「私の事は誰にも言わないで」とガタガタ震えて訴えた。
モニターでタカヒにフラれたサトミを見て笑っていたところ、映像を切り替えた先で、エルエルフがなにやら消火器を触っているシーンを見てカメラに気づいたはずが、すでにエルエルフの策によって拘束されてしまうが、縄を解いてあげたショーコに「ありがとう」と言おうとするが、しかし、ショーコは突然泣き出してしまう。するとそこへ差し入れを持ってやってきたサトミがダンボールハウスに入ろうとするが、クッションで「見るな」と蹴りだされ、追い出してしまう。ダンボールハウスにて、ショーコが用意されたラー油とポテトチップスを一口で食べた後に「おいしい」と感じ、「月についたら一緒にスーパーに行こうよ!」と約束を交わす。すると、隠してあったウエハースが好きだったようでショーコがおすすめする「福神漬けのせ」や「オリーブオイル焼き」という無意味な発言で彼女の心を開いていく。ショーコの総理大臣就任のお祝いメールを送信し、「どういたしまして」とメールで返そうとしていたが、今まで会話ができなかったことで声を出した。記念撮影しているという生徒たちが盛り上がる中、ショーコが「アキラも来ないか」と誘われる。だが、そのショーコが「外の世界も楽しいよ。友達も増えるし」という一言のほかに、「外の世界を見なくては」とアキラのために言った両親や、「友達になってください」と言ってきた同級生たちの過去のトラウマを引き起こした原因で無茶苦茶にわめき散らし、キーボードが破壊することで通信が切れてしまう。
モジュール77がドリルビットの侵攻を受けた際には避難せずそのまま死を選ぼうとするが、モニター越しにショーコの危機を目にし、彼女を救うべくダンボールハウスから飛び出す。救出に向かう最中に瓦礫の中で偶然見つけたヴァルヴレイヴVIへ搭乗し、躊躇せずにマギウスとなった。すぐにショーコを救い、ヴァルヴレイヴVIのハッキング性能を使いこなしてカインの作戦を破綻させ、モジュール77全体を救う。これ以降、ショーコへの友情はさらに固いものとなり、ハルトとの仲睦まじい姿を見て嫉妬するほか、彼女を危機に晒す者へ容赦の無さを見せるようになっていく。
『2nd』では地球降下作戦に参加し、当初はヴァルヴレイヴVI内に閉じこもって皆と顔を合わせようとしなかったが、夜中に食料を調達しようとコクピットから出た際にマリエと友人になり、輸送艦奪取の際にはサキとも友誼を交わすなど、徐々に周囲との距離を縮めていく。
大気圏突入時、サトミのミスが原因で敵に見つかった事実を知った際には、そのフォローをしようと必死に戦う。輸送機と離れすぎた事で孤立してしまい大気圏の摩擦で命の危機に瀕するが、サトミが自身を助ける為にエルエルフに進路変更を懇願したことを知り、ハッキング能力で情報を送って彼に助けを求め、一応の仲直りをした。その後も数々の作戦にて、その類稀なクラッキング能力を最大限に駆使した電子戦によって、作戦を成功に導いている。
ARUSによる咲森学園の虐殺時には、ヴァルヴレイヴVIでパイロットたちの反撃の端緒を作り、生き残りの学生たちと共に月を脱出する。また、カミツキの存在を拒絶するショーコに対して次第に悲しみと憤りを募らせていく（しかし、親友であるショーコにカミツキのことを黙っていた後悔もあり、責める立場ではなかった）。一方で、自身がマギウスと知ってからも変わらず接しようと努力してくれたサトミに対しては安心感を覚えていた様である。
同盟式典の戦いではライゾウに守られながらアンテナをクラッキングし、アマデウスの正体を全世界に向けて発信。無事に戦いを生き残り、ショーコに死んだハルトのヘルメットを渡し、泣き続ける彼女の姿を見届けた。
モジュール77奪還作戦後、サトミとタカヒの結婚式に参列していた際には、どこか寂しそうな表情をしていた。その後は第三銀河帝国の一員となっており、サキと共に自分達の経験した戦いについて皇子に語っている。
野火 マリエ（のび マリエ）
声 - 福圓美里
咲森学園2年生。誕生日は2月27日。魚座のB型。身長144cm。水泳部所属。新生ジオール内閣設立に伴い、総務大臣に就任。
ショーコの親友。幼い外見に反して精神的には成熟しており、ショーコに片想いしているハルトを見て「青春」と茶化している。口数が少なくマイペースな面を持ち、リオンやアキラにセクハラまがいの行動を取ることもあった。その一方、負傷したタクミを手当てしたり、選挙ではショーコを信じて立候補用紙を用意しておいたりするなど、気の配り方は上々。2年前から記憶喪失であり、かつてはそのことに引け目を感じ他人との交流を持たなかったが、ショーコの言葉により「未来の思い出」を作っていくことを決め、以来「友達」という言葉に強い思い入れを抱くようになる。モジュール77司令部の配置整備後は、モニター監視を担当。
『2nd』では失われた記憶の手掛かりを求め、ハルトたちと共に地球降下部隊に参加する。ショーコからはアキラの面倒を見るよう頼まれており、降下作戦前に彼女と友人になる。大気圏突入中の戦闘にてハルトの右目が負傷からすぐ治るという異変を目撃するが、輸送艦奪取作戦時にそれをハルトに詰問していた際、エルエルフの銃撃を受けたことで自分も人間でないことを知る。直後に、キルシュバオムの爆撃に遭って地盤崩落に巻き込まれ、エルエルフやヴァルヴレイヴI共々生き埋めになる。
彼女の正体は、ヴァルヴレイヴIのテストパイロットにして人類初の第三世代マギウス（神憑き）である。ただし、レイヴによるRUNE搾取へのリミッターを持たず、搭乗するだけでもRUNEを急速に消費する「欠陥品」であることから、テストパイロット登録を抹消されていた。ヴァルヴレイヴIを操縦すれば記憶を失うことをピノから聞かされるが、状況の打開と仲間の窮地を救うために再度パイロット登録を行い、出撃する。かつてショーコに激励された時のように「思い出も友情もまた作ればいい」と、残存する2年間の記憶と引き換えにヴァルヴレイヴIの出力を上昇させ、圧倒的な力でドルシア陸軍を殲滅した。そして、モニター越しのハルトと言葉を交わした後に「自分にも大好きな友達がいた」と微笑み、残された力でハラキリ・ブレードを使用したことで全てのRUNEを失い、命を落とした。ハルトたちが月へ帰還した後、マリエの死は多くの生徒たちの悲しみを呼び、彼女の亡骸は地球に残されたまま、他の生徒たちの亡骸と同じ場所に墓が作られた。その後、第三銀河帝国誕生の英雄の1人（始まりの騎士）として祀り上げられている。

### ジオール

#### 咲森学園
時縞 ハルト（ときしま ハルト）
時縞 ハルトを参照。
流木野 サキ（るきの サキ）
流木野 サキを参照。
犬塚 キューマ（いぬづか キューマ）
犬塚 キューマを参照。
山田 ライゾウ（やまだ ライゾウ）
山田 ライゾウを参照。
連坊小路 アキラ（れんぼうこうじ アキラ）
連坊小路 アキラを参照。
野火 マリエ（のび マリエ）
野火 マリエを参照。
櫻井 アイナ（さくらい アイナ）
声 - 茅野愛衣
1年生。誕生日は4月28日。牡牛座のAB型。身長155cm。放送部所属。
ツインテールと眼鏡が特徴の少女で、ハルトやショーコ、キューマとよく行動を共にする。孤立しがちなサキとも普通に接して彼女が最も心を許せる存在となり、嫌われ者のライゾウが撃たれた際には駆け寄って気遣うなど、内気ながらも芯は強く優しさに満ちている。キューマ曰く「悲しい話は嫌いだけどホラーが好き」。
キューマやサキと同じく、ハルトの身体の奪還に協力し、彼の身体の異常を知る1人。マギウス化による狂暴化について苦悩するハルトを「神憑き」と称えて労わったが、モジュール77へ潜入してきたクーフィアの駆るバッフェの無差別機銃掃射に巻き込まれて死亡した。アイナの死は世界の人々から学園への注目をより集める理由となったうえ、彼女の面影はその後もハルトやサキ、キューマにとってそれぞれ勇気の源となるなど、影響を与え続けている。
霊屋 ユウスケ（おたまや ユウスケ）
声 - 吉野裕行
2年生。「真歴における文化思想研究ならびに討論部」所属にして、男子文化部のリーダー。新生ジオール内閣設立に伴い、文部科学大臣に就任。
気弱な性格だが機械関係には詳しく、オタク仲間とよくつるんでいる。学園の独立前に女子更衣室の覗きを行っていたために校舎の構造にも詳しいことから、独立後は環境システムのダウン時などにリストア要員として駆り出されている。後にヴァルヴレイヴの整備クルーとなり、タクミから「筋が良く才能がある」と評価される。
『2nd』では引き続き、ヴァルヴレイヴの整備クルーとしてハルトたちと共に行動し、地球降下作戦に参加する。ハルトたちの正体を知っても掌を返すような態度は取らず、モジュール77奪還作戦の開始前は戦争を通して友情を育んだライゾウのことを気遣う態度を見せた。
オタク仲間に上杉セイヤ（かみすぎ セイヤ、声 - 須嵜成幸）と宮町トオル（みやまち トオル、声 - 増元拓也）がいる。
連坊小路 サトミ（れんぼうこうじ サトミ）
声 - 浪川大輔
3年生。生徒会長。新生ジオール内閣設立に伴い、官房長官に就任。
実務能力に長けたエリート気質で、学園設立以降生徒会長に3年連続トップ当選という実績を持つ優等生。同時に話す多数の人間の声を正確に聞き分けるという特技を持つ。生真面目でプライドが高く、公私問わず「私」を第一人称とするなど気取った口調で喋る。しかし、想定外の事態に直面すると挫折する気弱さを持つうえに気丈な女性には強く出られないため、特にタカヒには頭が上がらない。妹・アキラを大切にしており、多忙の合間を縫って連絡を取ったり食糧（菓子）を調達したりと世話を焼いているが、小・中学校時代にはアキラの受けていたいじめに対して保身のために見て見ぬふりをしていたため、少々邪険に扱われている。
咲森学園独立後は、その能力を生かして内政や指令室責任者などを担当。学園の生徒やアキラを守ろうという責任感は強いが、両者の中で徐々にショーコの影響力が強くなっていくことに苛立ちを募らせる。戦争については当初、ARUSに依存する消極的な姿勢を見せていたが、エルエルフの介入やARUS艦隊の全滅によって追い詰められるに伴い、生徒たちを守るべく弱腰ながらも戦う覚悟を決めていく。
『2nd』では引き続き、ハルトたちと行動を共にして地球降下作戦に参加する。その地球降下の際、過去の贖罪を果たすために危機に陥ったアキラを救おうとエルエルフに懇願し、降下シャトルの軌道を変更させた。それ以降何度も命の危機に瀕しながらも、諦めずにハルトやエルエルフを信じ続けるなどの精神的成長を見せ、エルエルフにヴァルヴレイヴIへ乗るよう促された際には、先述のアキラへの想いから迷わず了承したこともある。アマデウスとカインの告発放送の後はタカヒたちと共に月を脱出し、ハルトたちの正体を知ってなお彼らを信じ、不器用なりにもアキラのことを気遣い続ける。
モジュール77奪還作戦後、タカヒとの結婚式の模様が描かれた。
200年後に登場している連坊小路はカミツキとなった同一人物なのか、彼の子孫なのかの答えは不明である（小説版においては、アキラの独白の内容から別人であることが示唆されている）。
二宮 タカヒ（にのみや タカヒ）
声 - 寿美菜子
3年生。ゼロGバレエ部所属にして女子運動部のリーダー。新生ジオール内閣設立に伴い、外務大臣に就任。モジュール77司令部の配置整備後は、バリアシステムを用いたシールド制御を担当する。
縦ロールの金髪や自分の腕を挟めるほどの巨乳を持つ。常に他人を見下したような口調のため、生徒会のメンバーからの評判は悪いが、ARUSに見捨てられて落ち込んでいたサトミに平手打ちを食らわせて叱咤するなど、根は気丈で逞しい。しかし、ショーコの独立提案に賛同した割には環境システムがダウンすると真っ先に掌を返して彼女や自分を批判したサキを責めるなど、追い込まれることには弱い。
『2nd』では引き続き、ハルトたちと行動を共にして地球降下作戦に参加し、女性メンバーたちの中ではリーダー格を務める。戦いの中では弱気になることも多かったが、アキラを助けるためにサトミが降下シャトルの軌道変更を頼んだ際はフォローを申し出たり、マリエが命を落とした際は花が見つからなかった代わりに自らのリボンを彼女の遺体に添えたりするなど、思いやりのある面も見せている。また、ハルトたちの正体を知っても掌を返すような真似はせず、サトミと共に作戦の成功を見守っている。
モジュール77奪還作戦後、共に戦いを生き延びたサトミと結婚した。
取り巻きに山元リリィ（やまもと リリィ、声 - 木村はるか）と亘理エリ（わたり エリ、声 - 真田アサミ）がいる。
北川 イオリ（きたがわ イオリ）
声 - 安野希世乃
2年生。生徒会副会長。新生ジオールの内閣設立に伴い、法務大臣に就任。
サトミを盲信して恋焦がれるほど慕っているため、彼を巡ってタカヒと軋轢が生じることがある。
『2nd』ではモジュール77に残り、ショーコたちと地球降下作戦に発ったメンバーを見送った。ハルトたちが月に帰還した後、ドルシアに強制連行されていた父・ミツトシと再会を果たす。その再会をお互いに喜んでいた様子が見られる限り、親子の仲は良好であった模様。アマデウスの告発とミツトシの死によってハルトたちへの疑念を深め、シャトルでの脱出の際に彼を射殺する。その後に復活したハルトを「化け物」呼ばわりし、彼をARUSへ引き渡すようショーコに決断を促したが、アキラの流した告発放送の際にはショーコと共に世界の真実を目撃する。それでもハルト達への疑念は消えなかったが、負傷した状態で起き上がったリオンからもう一度話し合う事を諭される。モジュール77奪還作戦後、サトミとタカヒの結婚式に参列し、2人を祝福した。
貴生川 タクミ（きぶかわ タクミ）
声 - 羽多野渉
31歳。物理の教師。柔道部顧問。
ドルシア軍が襲撃してきた際、ショーコが救助に向かった車の中に取り残されていた。バッフェの流れ弾で車ごと地中に埋まって自身も負傷していたが、ショーコと共に辛うじて難を逃れていた。学園の独立後はヴァルヴレイヴの調査や整備に専念するため、モジュール77の格納庫で寝泊りしている。
正体はVVV計画に携わる元ジオール軍所属の研究者。エルエルフによれば、「認識番号：JS279154277。ジオール軍第4研究所所属マスターフェロー」とのこと。配属当初は研究職だったが、パイロット候補である生徒たちの扱いを巡って上層部と衝突し、生徒たちの監視役として学園へ左遷させられていた。そのため、ヴァルヴレイヴの全貌までは把握していないが、主任であるソウイチのことは「悪魔と契約した存在」と恐れており、ドルシアで対面するまでハルトに真実を話そうとしなかった。
『2nd』では月に到着後、エルエルフと共にRUNEの研究やハルトの人体実験の協力などを経て彼の身体の異常を知る者となり、モジュール77に残されていたデータを元に新装備の「インパクト・ブースター」を開発した。地球降下作戦中もハルトたちと行動を共にしており、RUNEやヴァルヴレイヴに関するアドバイザーを担っている。
七海 リオン（ななみ リオン）
声 - 堀江由衣
22歳。保健体育を担当する教育実習生の巨乳の女性。新生ジオールの内閣設立に伴い、厚生大臣に就任。
ドルシアの初襲撃時には避難先でスクール水着越しにマリエに乳房を揉まれても端末の映像に夢中で気づかなかったり、その後にARUSから提供された風呂では女子生徒たちと共に浴槽に浸かりながら気さくに会話するなど、少しゆるい所があるものの意思疎通は順調な模様。モジュール77に住まう大人の中で唯一の一般人だが、タクミは「学園という体裁を取るためにやむを得ず入れた」と推測している。
ショーコの独立提案に異議を唱えず賛同したり独立後も生徒会の質問をはぐらかすなど、教師としては頼りない。生前のフィガロから新生ジオールの代表に任命されてもそれを受け入れられずに狼狽したほどであるが、アイナの死亡後にはモジュール77の格納庫に付着した彼女の血痕の掃除を泣きながら自分の意志で行うなど、責任感を覗かせるようになった。また、「教師である」というだけの理由で自身が新生ジオールの代表であり続けることに疑問を持った結果、生徒たちの意見を尊重するために総理大臣選挙を提案し、自身も立候補した。
『2nd』では、地球降下作戦には参加せずにモジュール77に残り、ショーコたちと共に地球降下部隊を見送った。咲森学園の虐殺時には生徒たちの脱出を促し、その際に負傷したためにコンテナ内では寝込んでいたが、モジュール77奪還作戦時に起き上がり、疑心暗鬼に陥っていたイオリにもう一度ハルトたちと話し合う事を諭した。
その他の生徒達
上記の面々以外の、番匠ジュート（ばんじょう ジュート、声 - 高中宏之、3年生。ラグビー部所属にて男子運動部のリーダー。新生ジオール内閣設立に伴い、国土交通大臣に就任した男子生徒）、女井ヨウヘイ（おない ヨウヘイ、声 - 浅利遼太、1年生。生徒会書記）、赤石ミドリ（あかいし ミドリ、声 - 安済知佳、2年生。生徒会会計）など、多数の生徒・新生ジオールの住民達。
人数は膨大に上るが、ドリルビットと毒ガスを伴ったドルシア軍小隊の侵攻を受けた際には相当数が虐殺された。第21話では、生徒たちを「特定危険生物7号」と認定したARUS軍によってそれ以上の虐殺が行われたために、最初に射殺されたヨウヘイを始めとして生徒の大多数が殺害され、生き残りはマスドライバーを使って月から脱出した。その後、ハルト達の支援派（サトミやタカヒなど）とカミツキの危険視派（ショーコやイオリなど）に分裂してしまうが、世界の真実を知ったことでリオンから諭され、モジュール77奪還作戦後のサトミとタカヒの結婚式の時にはその関係は元の鞘に戻っている。
小説版においては、ヨウヘイではなくハルトが射殺され、ショーコが生徒達には何もしないで欲しいと懇願し、ジェフリー大統領もそれを受け入れたため、化け物として認定されたのはヴァルヴレイヴのパイロットだけに留まり、虐殺は起きていない。

#### 政治家・研究員
指南 リュージ（さしなみ リュージ）
声 - 黒田崇矢
ショーコの父親にしてジオールの内閣総理大臣。ジオール占領後はドルシア軍に拘束され、モジュール77の月到達寸前には、ドルシア艦隊指揮官のデリウス・バーテンベルクに交渉の人質として利用される。判断を迷うショーコへ後を託すことを告げ、ヴァルヴレイヴIのハラキリ・ブレードの直撃を受けてドルシア艦隊ごと散った。プライベートでは娘を大切にする良き父親だったようで、『2nd』の第13話ではショーコがリュージと一緒に撮った写真を飾っていた。
リュージの死はハルトに負い目を背負わせたくないと考えたショーコの提案により、彼女自身と提案を受けたエルエルフの胸に収められていたが、『2nd』の第22話でエルエルフからハルトに明かされ、彼のショーコへの想いを深めさせる要因となった。そして、「嘘の壁」の何たるかを理解したハルトはこれを肯定するカインに対し、最終決戦の中でショーコとリュージの一件を持ち出している。
時縞 ソウイチ（ときしま ソウイチ）
声 - 関俊彦
『2nd』から登場。ハルトの父親にしてVVV計画の責任者。傍目には子煩悩な父親だが、ハルトへの愛情は研究対象としてのそれであり、彼を自分の最高傑作と称するマッドサイエンティストでしかない。VVV計画に乗じて究極生命体「第二霊長類」の創造を標榜したり、ハルトたちのマギウス化を「祝福」と評するなど、独自の見解で喜んでいる。また、VVV計画がジオールの国家機密であることから、ハルトには製薬会社の研究員と偽り、素性を隠していた。ジオール占領後はドルシアの王都の地下にある研究施設へ他の研究員たちと共に収容されていたが、救出に来たハルトに前述の態度で全ての真実を明かし、彼に失望される。他の研究者たちはハルトたちと共に脱出したが、ソウイチだけは研究し放題だからとドルシアへ残った。
小説版では、ダーインスレイヴの開発者がソウイチであることが明かされている。ハルトに見放された後はカインに協力してII号機を改修し、ダーインスレイヴを完成させた。マギウスへの強い執着心を見せ、「プルーは欠陥品」、「ハルトは思想に難があるから（息子の）代わりを作らなくては」と述べるなど、その異常さにはカインすら侮蔑感を抱いていたことが描かれている。
また、『流星の乙女』ではソウイチが作成した研究資料が「トキシマレポート」の名前でドルシア軍に採り上げられており、劇中におけるVVV計画の関係者としてはジオールからドルシアへと寝返った身ながら出世を遂げている。
北川 ミツトシ（きたがわ ミツトシ）
声 - 千葉進歩
『2nd』から登場。北川イオリの父親にして、ドルシアに捕まっていたジオール研究員の1人。月へ戻ってきた際にイオリと再会した後はせめてもの罪滅ぼしにと、ヴァルヴレイヴの稼働時間が2.4倍になる「アーダー・グリップ」の発見に貢献するが、その後は他の研究員たちと共に姿を消す。アマデウスの告発放送の際には、ハルトたちが拿捕していた宇宙用ファントムで他の研究員たちと共にRUNEを強制搾取されている姿を発見され、謝罪の言葉を呟きながら死亡した。

### ドルシア軍事盟約連邦
エルエルフ
エルエルフを参照。
アードライ（A-DREI）
声 - 福山潤
ドルシア軍特務機関所属のエージェント。階級は特務大尉。17歳。誕生日は9月16日。乙女座のAB型。身長179cm。
ドルシアの王子という出自を持つが、周囲には軍人として接している。前髪で左目を隠しており、女性と間違えるほどの銀髪のボブカットで反対側の髪は編まれている。
同期のエルエルフのことは、ライバル視しつつも友情を感じている。モジュール77への初潜入時、ハルトに身体を乗っ取られたエルエルフの銃撃で、左目を負傷する。
一時的にベッドの上で治療中となったが、片目を負傷したままイデアールに乗って出動する。先述のエルエルフによる銃撃については、当初は事情を知らないために衝撃を受けて怒りを露にしたが、彼に降伏を呼びかけようとしていた。ハラキリブレードの一撃でイデアールを撃墜されてしまう。カインへの報告ではエルエルフに事情があるらしいことを含ませたりするなど、彼の裏切りを認めたくないと主張するが、カインから「友情」という言葉は嫌いではないと懇願されるなど、彼への信頼を捨て切れていなかった。
イクスアインたちが戦っている中、密かにバッフェでモジュール77に再度に侵入し、カインからの指令である調査を終えた。再びエルエルフと再会し、その際は目をえぐったエルエルフに裏切られたことを後悔し、自らの片腕として軍へ戻るように目の包帯を外して傷痕と義眼を露わにし、ハルトを自らの片腕として独自に動く事を宣言された。エルエルフの確保はうまくいかず、クーフィアのコクピットへ乗り込むが、エルエルフの策によってバッフェを宇宙に排除されてしまった。
カインに最後の機会を与えられると、エルエルフに真意を訊ねるべくモジュール77で対峙するが、ハルトとの「契約」を最優先する彼に軽くあしらわれる。その結果、エルエルフへの感情は憎悪の入り混じった複雑なものとなり、最終的には殺害した後に左目を貰うとまで言い放った。
『2nd』では、カインたちと共に地上のドルシア領へ帰還。同じく地上に降りたハルトたちの捜索のため、陸軍と合同でかつての故郷であるカルルスタイン機関へ赴き、エルエルフの作戦を看破した。落盤に巻き込まれた後は少年兵のカーツベルフ（中身はサキ）と行動を共にし、ハルトたちに奪われた輸送機を捜索する中、本来の肉体へ戻るサキの姿を目撃して彼女を追及する。後に宇宙へ上がり、拘束されているサキの姿を見て複雑な表情を浮かべた後、ハーノインの遺品であるイヤリングをエルエルフの分と2つ受け取る。アマデウスの告発後にサキを尋問し、その中で左目を負傷した際にエルエルフがジャックされていたという真相を知る。かつてはドルシアを革命しようとする野心を持っており、自身と同じくドルシア革命の夢を抱いていたエルエルフを信じきれなかったことを恥じ、独断でサキを釈放する。
その後、駆け付けたイクスアインによってハーノインの死の真相を知らされ、反旗を翻すことを決意し、再会したエルエルフに過去の恨みは既に無いことを示し、和解を果たす。「カイン大佐及びその関係者の排除」のためにエルエルフの原隊復帰を認める形でイクスアインと共に彼の作戦に相乗りし、マギウスの姿を世界に暴く。その後、出撃してカインを打倒しようとするが、クーフィアからの襲撃を受け、説得を全く聞き入れない彼をやむなく自らの手に掛ける。
モジュール77奪還作戦後は、王党派の中核として、地上で101人評議会打倒の指揮を執っている。モジュール77で行われたサトミとタカヒの結婚式にクリムヒルトと共に参列した際には、女性陣を差し置いてタカヒの投げたブーケを受け取ってしまった。
漫画「裏切りの烙印」では主人公の一人にして、本編では描かれていなかった彼のカルルスタイン機関の入隊、エルエルフとの出会いなどの壮大な過去が描かれている。
ハーノイン（H-NEUN）
声 - 宮野真守
ドルシア軍特務機関所属のエージェント。階級は特務大尉。19歳。誕生日は8月3日。獅子座のO型。身長183cm。
イクスアインとは同期の金髪の少年。イクスアインには「ハーノ」と呼ばれている。また、上官のクリムヒルトを「クリム姐さん」と呼んでいる。粗暴だが明るい性格をしており、部隊のムードメーカーとなっている。接近してきたヴァルヴレイヴIへ命令を無視して突撃するなど、白兵戦による一騎討ちを好む傾向を持つ。訓練をサボって街で女性をナンパするなど、享楽的で飄々とした表の顔に隠されてはいるが、隙を見てカインの自室を探るといった鼻が効く面を持つ。仲間たちの髪と同色のイヤリングを身につけるなど、口には出さないが友情にも厚い。クリムヒルトのカインへの不信感をきっかけとして、彼に疑念を抱き始める。その疑念は、ヴァルヴレイヴII強奪の際にカインが人ならざる力を見せた様子を目撃したことで確かなものとなる。
『2nd』では、クリムヒルトと情報を共有してカインの周辺を秘密裏に調査する。イクスアインがカインに呼び出されたことを知り、単身グリューナウ地区の洋館へと潜入。そこでカインが昔と別人だと気付き、101人評議会の儀式の邪魔をしたため、殺害される。イクスアインやクーフィアへは軍の情報を横流ししていた裏切り者だったという嘘の処分理由が告げられ、遺された4つのイヤリングは仲間たちの手へ渡った。イクスアインの髪色をしたイヤリングには録音機能が付けられており、その中に残してあった記録がアードライとイクスアインに反逆を促した。
イクスアイン（X-EINS）
声 - 細谷佳正
ドルシア軍特務機関所属のエージェント。階級は特務大尉。19歳。誕生日は9月29日。天秤座のA型。身長183cm。
ハーノインとは同期の冷静な少年。ハーノインには「イクス」と呼ばれている。カルルスタイン機関時代の教官かつ現在の上官であるカインには、幼い頃にハーノインと共に命を救われたこともあって崇拝に近い尊敬を抱いているが、それ以上に仲間達に対しては、友情に殉じようとする熱い思いを秘めている。ヴァルヴレイヴI・IVが近距離戦闘に特化していることを看破してその射程外からの砲撃による作戦や、ハーノインのイデアールに暴動鎮圧用の電磁吸着ブーメランを無数に撃たせてヴァルヴレイヴIVの身動きを封じる作戦を立てるなど、分析能力に長けている。
『2nd』では、ハーノインと共にキルシュバオムの性能実験に参加した。「賢そうな肉体」を欲した101人評議会のマギウスに新たな肉体の器として選ばれ、グリューナウ地区の洋館へ呼び出されるが、ハーノインの乱入で儀式は仕切り直しとなり、難を逃れる。ハーノインの裏切りを疑問に思う中、彼の遺品であるイヤリングの仕掛けによって真実を知り、彼の仇討ちを決意。遺されたイヤリングを身に付け、アードライと共にエルエルフの作戦に同乗する。
アマデウスがマギウスである事を暴露した後、ハーノインの仇を討つべく、カインの搭乗するダーインスレイヴと交戦。カインがマギウスに乗っ取られていた事実を知らぬまま捨て身の攻撃を仕掛けるも、ダーインスレイヴの左腕部を破壊するだけに留まり、ハーノインを思いながらモジュール77の海底へと沈み、乗機の爆発と共に戦死した。
クーフィア（Q-VIER）
声 - 梶裕貴
ドルシア軍特務機関所属のエージェント。階級は特務大尉。14歳。誕生日は11月30日。射手座のB型。身長145cm。
エージェント最年少であり幼い外見だが、ゲーム感覚で戦闘を楽しみ、殺人も躊躇しない危険で残虐非道な性格。瀕死の研究員に笑いながら止めを刺したり、エルエルフの「裏切り」に周りが動揺する中でも嬉々として攻撃を行うほか、彼の傍らにアードライがいるのも気にせずバッフェの機銃を無差別掃射し、その付近にいた櫻井アイナを巻き添えで殺害してしまうなど、自身の行動に関する罪の意識が常軌を逸するまでに欠如している。
『2nd』では、カインたちと共に地上のドルシア領へ帰還。アードライと作戦行動を共にし、カルルスタイン機関へ赴く。古都ドルシアナでは、カインの助言に従いリーゼロッテを連れて逃げるエルエルフと対峙した後、キルシュバオムを持ち出してロケットを追撃するが、リーゼロッテの犠牲により取り逃がす。再び宇宙に上がった後は、ハーノインのイヤリングを「裏切り者の遺品」と愚痴をこぼしつつも受け取る。
同盟式典時の戦闘では、アードライたちと配置が異なったためか唯一戦場に残る。ヴァルヴレイヴとの戦いを楽しみ、機体を損傷させながらもライゾウを殺害し、アマデウスがマギウスである事実が暴露されても全く興味を示さず、ひたすら自らの欲望の赴くままにアードライやイクスアインにまで攻撃を仕掛ける。最終的にはモジュール77を移動させていたヴァルヴレイヴIVを襲撃し、力ずくでの説得を試みたアードライとの撃ち合いに発展する。しかし、ヴァルヴレイヴIIIとの戦いでキルシュバオムの右腕を損傷していたためにシールドを張ることが出来ずコクピットに直撃を受け、最後にアードライの強さを讃えながら戦死した。
カイン・ドレッセル
声 - 小野大輔
ドルシア軍の将校。階級は大佐。38歳。誕生日は2月29日。魚座のAB型。身長199cm。
眼帯で右目を覆った大男。ドルシア総統のアマデウスとは友人であり、懐刀を務めている。特務機関のエージェントを統率する有能な指揮官であるが、格闘術や戦術指揮などの才能も持ち合わせており、軍人としての能力は高い。かつて「調教」した部下であるエルエルフの戦闘力と予言力を凌駕し、戦闘中でも彼の行動を冷静に評価してみせる。そのため、エルエルフからは最大の障害として危険視されている。
その肉体は10年前からマギウスに乗っ取られて首筋に紋章が浮かんでおり、人格も支配されている。ハルトたちヴァルヴレイヴのパイロットをその不死性から、「第三世代」と称している。モジュール77侵攻時にはプルーの秘められた結晶でヴァルヴレイヴIIを起動させて強奪したが、ヴァルヴレイヴに関する言動、エルエルフへの処置、侵攻時にRUNEの光を使用したことなどにより、ハーノインやクリムヒルトからは疑念を抱かれている。月で新生ジオールが主催するサミットが開かれた際、アマデウスと共にサキを利用し、マギウスの再生能力の秘密を全世界に公開する。
エルエルフが発端となったマギウスと評議会の存在の暴露は、WIREDによる虚実入り混じった情報の拡散により皮肉にもカインの言う通り（あるいはそれ以上）の凄惨なマギウス狩りへとつながった。だが、マギウス狩りもカイン自身が新生ジオール糾弾の為の謀略として使った「化け物は人類に対する脅威」という認識がマギウス自身に降りかかったことから来るという、皮肉にも彼自身が結果的にマギウス狩りの凄惨な展開を招く一役を買ってしまう事となった。
アマデウスの正体が全世界に晒された後、ヴァルヴレイヴIIを改修したダーインスレイヴに搭乗して、反逆したアードライやイクスアイン、そしてエルエルフの身体をジャックしたハルトの搭乗するヴァルヴレイヴIと交戦。捨て身の攻撃を仕掛けたイクスアインを冷徹に手に掛けた後、人間からの迫害を受け真実を隠し続けた自分達こそが世界の平和を守る正義で、真実を明かそうとするハルト達こそが世界の秩序を脅かす悪であると断言し、「別々に暮らすこと」が争いを無くす条件だと豪語する。しかし、ハルトからは「傷ついたから諦めて、互いが傷つかないよう、嘘の壁を作った事実」を指摘され、全てのRUNEを代償としたヴァルヴレイヴIの猛攻撃を受け、戦死した。
元のカインは過去にドルシア武勇勲章を3つ授与された英雄で、12年前（真暦59年）のドルシア改新の中心人物であった。カルルスタイン機関でのエルエルフたちの教官を経て、マギウスに肉体を乗っ取られるまで彼らの上官を務めていた（上官の立場は、マギウスが自らの正体を隠蔽するためにその後も引き継いでいる）。かつて窮地に陥ったハーノインとイクスアインを助けた際には「仲間に背中を守らせるな。背中も仲間も守れる強さを持て」と2人に説くなど勇猛果敢であったが、カインを乗っ取ったマギウスはそのことまでは把握しておらず、対峙したハーノインに「背中を守れる仲間は大切だ」と矛盾する発言をしたために、元のカインとは別人と断定される原因となった。
クリムヒルト
声 - 水樹奈々
ドルシア軍の将校。階級は少佐。26歳。誕生日は12月23日。山羊座のO型。身長177cm。
優秀な成績で士官学校を卒業したエリート。カインの副官でプライドの高い女性だが、ハーノインの軽口を受け流すなど、柔軟性に優れた性格。戦場ではカインを補佐する一方で彼のことも冷静に見ており、ヴァルヴレイヴについての発言など不可解な言動を気にかけている。
『2nd』では、ドルシア王党派であることが判明する。自分と同じくカインに疑念を抱いていたハーノインとの情報共有によって不信感を強め、カインの不審な動向を探っている。リーゼロッテを通じて新生ジオールの地球降下メンバーを援助することになり、エルエルフとも再会した。同盟式典中は王党派としてアードライを利用して何かを目論んでおり、式典をヴァルヴレイヴが襲撃した際、エルエルフからの通信を受ける。アマデウスがマギウスであると発覚した後、エルエルフから101人評議会のメンバーの情報を提供されたことをきっかけに王党派として決起を開始した。
モジュール77奪還作戦後は、アードライと共にサトミとタカヒの結婚式に参列しており、タカヒが投げたブーケをアードライが受け取った際には複雑な表情を浮かべていた。
マニンガー
声 - 坂本くんぺい
ドルシア軍の将校。階級は准将。カインの艦隊とモジュール77を挟撃する。地位を傘に威張り散らす高圧的な性格で、副官のアウレリア（声 - 広瀬有香）からは良く思われていない。キューマとライゾウの出撃で目論見が崩れ、ヴァルヴレイヴVの攻撃が乗艦の艦橋に直撃し、副官共々戦死した。小説版では「超伝導流体加速砲」のことを「超マニンガー砲」と名付けていた。
デリウス・バーテンベルク
声 - 小西克幸
ドルシア軍の将校。階級は少将。スキンヘッドと強面が特徴。艦隊を率いてモジュール77を月の目前で待ち受け、ジオール元総理大臣の指南リュージを人質に取ってショーコと交渉を行うが、その最中にハルトが放ったハラキリ・ブレードの直撃を受け、リュージ共々戦死した。小説版によれば、カインがわざとハラキリ・ブレードの情報を伝えなかったため、対処不能だった模様。
リーゼロッテ・W・ドルシア
声 - 豊崎愛生
ドルシアの王女。16歳。誕生日は7月11日。蟹座のA型。身長145cm。かなり高位の王位継承権を持っている。『1st』では回想シーンのみの登場。兵士たちからは「姫」と呼ばれる。
物語開始の10年前の真暦61年、兵士たちに追われていたエルエルフと偶然出会い人質にされてしまうが、「私の命を半分あげる」と自分の髪を切ってエルエルフに渡し、彼の助命を願い出た。クーデター後は王党派残党に対し、人質の意味で幽閉されている。また、エルエルフのことを覚えており、彼を本名で呼ぶ唯一の人物でもある。3年前、一度はエルエルフによって外へ連れ出されるが、逃亡の先に「道」が無いと判断し、脱走を断念している。
『2nd』では、16歳に成長した姿で登場する。王党派であるクリムヒルトを通じ、王党派の活動を支援している。実は肉体はエルエルフと会う以前からマギウスの支配下にあり、マギウスとしては第二世代にあたる。エルエルフとの触れ合いを通して人間のRUNEを喰らい生き続けることへの罪悪感と「愛」を知ったため、人間との共存を提唱するという101人評議会に背いた行動の結果、RUNEを使おうとするとそれが拡散してうまく使えない呪いを受けた挙句、定期的にRUNEを搾取され続け、既に生命力が衰えていた。
エルエルフの手引きで再度脱出した際、ハルトに自分やマギウスの真実を伝えるが、ロケットで宇宙へ上がる彼らを逃がすため、残り少ないRUNEを使い果たす。最期は、自分を愛してくれたエルエルフへ感謝の言葉を紡ぎ、命を散らせた。
小説版によれば、マギウスの中でも比較的長寿であった彼女（マギウス）は、利用価値がある本来のリーゼロッテの体に10年以上前に乗り移ったのだが、その際の儀式が半分失敗し、元に所持していたルーンの大半を失ってしまったという。その後、少しずつルーンを蓄えながら人間のように成長していった。
アマデウス・K・ドルシア
声 - 子安武人
第68代ドルシア総統で最高指導者。10年前に「赤い木曜日」と呼ばれたクーデターでリーゼロッテたち王党派を追いやり、ドルシアをより強固な軍事国家とした張本人である。その後、101人評議会に無断でマギウスの領域へ踏み込むことを目論んでいたが、月付近でのドルシア軍のモジュール77侵攻時、ARUSのジェフリー大統領と会合中に周りの101人評議会から先述の件を問い詰められ、その1人である「ミルコ」という人物に肉体を乗っ取られた。その後、月で新生ジオールが主催するサミットが開かれた際、サキを利用してマギウスの再生能力の秘密を全世界に公開する。さらに、ファントムを暗躍させていたのはヴァルヴレイヴのパイロットたちであると全世界に向けて宣言し、咲森学園への全面攻撃を決行する。
しかし、同盟式典の最中に乱入したエルエルフによりその正体を暴かれ、皮肉にも自らが用いた手段によって反撃される。それでも最初は情報操作によって、世界には有耶無耶に出来るはずだったが、兼ねてから決起を狙っていた王党派の活動開始や、混乱に乗じて101人評議会の殲滅に切り替えたジェフリーの裏切りによって、WIREDでの情報拡散や自分達側についていた権力者達が強引に逮捕・粛清されていった結果、真実は嘘も交える形で隠しきれなくなってしまった。最後は、ARUSの兵士達に追い詰められ、その口からマギウスの真実を語っていた。
小説版では、アマデウスがジオール侵攻を決意したのはヴァルヴレイヴの確保とマギウスに対する反逆であると101人評議会では推測されていた。咲森学園での自身がマギウスだという告発をカインの通信衛星破壊による放送遮断と101人評議会の情報操作で有耶無耶にした際には、エルエルフにマギウスの事実と人間の愚かさを侮蔑する様に語って勝ち誇っていたが、遮断したはずの放送がアキラによりリアルタイムで今も全世界へ中継されていることを彼から教えられ、愕然とする。
エフゼクス
声 - 平川大輔
ドルシア軍管轄のカルルスタイン機関に所属していた少年。
エルエルフ、アードライ、ハーノイン、イクスアイン、クーフィアの5人と一緒に行動していたが、王党派とつながりがある反乱分子としてエルエルフに射殺された。

### 環大西洋合衆国（ARUS）
フィガロ
声 - 遊佐浩二
環大西洋合衆国（ARUS）の上院議員。モジュール77への特使として訪れた咲森学園でハルトを激励するが、その真の目的はヴァルヴレイヴIの確保であり、それがハルト以外に動かせないと知ると彼を拘束したうえで生徒たちを見捨てて脱出を目論むなど、裏の顔は典型的な利己主義者。また、自らを「モーゼ」と称して奢り高ぶったり、盾突いてきたライゾウを平然とサブマシンガンで撃つなど、部下の兵士たちすら戦慄させるほどの冷酷さも持ち合わせている。
脱出を阻止したショーコたちにも銃を向けるが、ヴァルヴレイヴIを取り戻したハルトによって完全に武装を解除させられ、ショーコの発案した学園の独立国化になし崩し的に同意させられる。その後はARUSの戦艦でモジュール77に追随してリオンを新生ジオールの代表に任命するなど、学園の面々との関係も修復されつつある節が見られたが、ドルシア軍に包囲された際にクーフィアのイデアールによって乗艦を撃沈され、死亡した。
バーネット
声 - 阪口周平
『2nd』から登場。ARUS全域で放映されている「ARUSゴールデンニュース」に所属する有名なジャーナリスト。お涙頂戴の番組は作らない主義で、相手の気持ちを逆撫でするような取材もする。これまで数多くの革命家を取材した経験があり、「彼らは皆、繊細だった」と語っている。ショーコら咲森学園の学生たちの執拗な依頼交渉を受け、カメラマンと助手のアイリーンを連れて新生ジオールを取材に訪れるが、ARUSとの月面サミット中にアマデウスの告発放送とアイリーンの死、そしてARUSとドルシアの連合化を目の当たりにすることとなる。
アイリーン
声 - 杉浦奈保子
『2nd』から登場。バーネットのやや強引な取材方針に気圧されながらも、助手を務めている女性。バーネットに連れられて訪れた新生ジオールの取材を経て、月面サミットの最中に姿を消す。アマデウスの告発放送の際には、ハルトたちが拿捕していた宇宙用ファントムでRUNEを強制搾取されている姿を発見され、駆けつけたバーネットの目の前で死亡した。
ジェフリー・アンダーソン
声 - 武虎
ARUSの大統領。咲森学園を支持して柔和な顔を見せる裏でフィガロたちを暗躍させたり、ヴァルヴレイヴを量産する計画を立ち上げ、ドルシアの殲滅を考えている。月付近でのドルシア軍のモジュール77侵攻時、101人評議会に囲まれながらアマデウスと会合していた。その際、101人評議会によってアマデウスがマギウスにされる姿を目の当たりにして、マギウスの異質性を否応なく思い知らされる。その後は新生ジオールやヴァルヴレイヴとドルシアの戦いに直接は手を出さず漁夫の利を得ようと立ち回るが、情勢の変化により新生ジオールが主催する月面サミットへ参加する。アマデウスの告発放送の際には手際良く乗じ、新生ジオールの抹殺に着手すると共にARUSとドルシアの連合化を宣言した。
本心ではマギウスを恐れ警戒しているのだが、自らもアマデウスの様に乗っ取られる事を恐れ、101人評議会の意に従っていた。しかし、エルエルフらの活躍でマギウス殲滅を宣言したアマデウス自身がマギウスである真実が暴露された際、この機に乗じて101人評議会を駆逐する事を決意。WIREDに載せられた情報が偽者と知りながらも、あえて情報に乗っていた有力者達の逮捕を命令し、更にはWIREDの情報拡散を利用して101人評議会のメンバーを公表。最終的には彼らを全滅に追い込んだ。

### 第三銀河帝国
皇子
声 - 堀江由衣
200年後の第三銀河帝国で登場する銀髪の少年。誕生日は9月5日、血液型はA型。
200年後のサキや連坊小路からは「皇子」と呼ばれ、その容姿はエルエルフ譲りの銀髪とハルトに酷似した顔つきをしているが、それ以上の素性は不明。帝国暦211年の時点ではサキから帝国の成り立ちを教えられている。
連坊小路
声 - 浪川大輔
200年後の第三銀河帝国で登場する、サトミそっくりの青年（本人である可能性もあるが、アニメ版では正体に特に言及していない）。皇子からは「連坊」というニックネームで呼ばれているが、本人はそれを不服に思っている。

### ヴァルヴレイヴのGUI
ピノ
声 - 茅野愛衣
ヴァルヴレイヴIに搭載されているGUIに組み込まれた、華やかな外見の美少女。ヴァルヴレイヴIが待機状態でもモニターに表示されるほか、モニターのメッセージを利用して空腹や性欲を訴えるなど、行動に規則性が見られず自律意思や感情を持つような動作を行う。
サキがコクピット内でハルトにキスをして以降は性欲に強い関心を持っており、狂暴化したハルトがサキを強姦した際には満足したような反応を見せるなど、彼の発作やその際の行動と関連性を見せている。その一方、ハルトがサキに求婚した際には「ケッコン」と連呼しながら無邪気に喜ぶなど、外見年齢相応の少女らしい面も見せている。地球降下作戦辺りからは人の言動を他人にすぐ喋るチクり魔と化しているが、ショーコがハルトがマギウスであることを知り疑念を持っていた時、ショーコにはハルトがマギウスになった経緯、そしてハルトにはジオール総理大臣としての立場に苦しんでいるショーコの姿をそれぞれ客観的に伝え、互いの誤解を解く役割を果たした。
プルーによるヴァルヴレイヴIIの覚醒に伴い、初めての発声でプルーを「お兄ちゃん」と呼ぶなどより強い反応を見せるようになったが、プルーがドルシアへ去って以降は再び沈黙を続けていた。マリエがハルトの戦闘記録を確認するためにヴァルヴレイヴIへ乗り込んだ際には彼女に反応して現れ、マリエが5年前にテストパイロットをしていたこと、その境遇から孤独に打ちひしがれていた彼女の友達になったこと、自分がRUNEを吸収したことで記憶を失くしたことを語った。人間の内在しているRUNEの残量を診断したり、人間とマギウスを見分けることができるようで、エルエルフに対しハルトにジャックされた影響で体内のRUNEが減少していることを、記憶と命をいつか失う危険性を交えて警告している。一方で自分の空腹を満たす事には容赦が無く、第22話ではショーコに対してヴァルヴレイヴIの搭乗者登録をするように迫っている。
ドルシア脱出を含めたジオール人救出作戦ではリーゼロッテと対面。そこで自身と彼女がお互い同じマギウスであり、ピノ（およびプルー）は彼女たちとは異なる経緯で遭難した事実を明かしている。彼女とプルーはリーゼロッテ達よりもかなり後に地球へ辿りついた若いマギウスで、偶然ジオールの科学者に発見され、あろうことかヴァルヴレイヴの原動機レイヴ内に閉じ込められてしまったのである（後にプルーは逃げ出している）。このことが人工的なマギウスを作り出すきっかけとなった。ハルトの人間性については評価しており、同盟式典の戦いでカインが搭乗するダーインスレイヴと対峙した際にはプルーの説得を試みた。エルエルフをジャックしたハルトがカインに勝利し、プルーがヴァルヴレイヴIのレイヴエンジンに入り込んだことで再会を果たした後、ハルトが既にRUNEを使い果たしていたことを悟り、エルエルフ、プルーと共にハルトの最期を看取った。
朗読劇『明日へのメッセージ』では直接は登場しないものの、ハルトの意を受けて彼が残したメッセージの記録係を務めている。
プルー
声 - 代永翼
カインが所有していた緑色の結晶体に秘められていた、青い髪の男性。ピノからは「お兄ちゃん」と呼ばれている。カインが搭乗したヴァルヴレイヴIIのGUIに組み込まれたことで覚醒し、人間（ジオール人）への憎悪を露わにしながらヴァルヴレイヴIIの不足した四肢部分から膨大な硬質残光を手足のように放出させ、起動させた。彼の正体はピノと同じ若いマギウスで、自身を原動機レイヴのコアとして閉じ込めたジオール人に激しい恨みを抱いている。
ピノとの接触中、不完全なシステムでの起動が原因で異常を発生し沈黙。ヴァルヴレイヴIIと共にドルシアへと去り消息不明だったが、グリューナウ地区の館で101人評議会のマギウスたちと共に、結晶体の中に潜む形で儀式に参列している。カインたち101人評議会にVVV計画のことが漏れたのは、ジオール人科学者の下から逃げ出し、宇宙を彷徨っていたプルーがカインに拾われたためであった。カインはプルーが持つ乗り移り（ジャック）能力が弱まることを恐れ、彼をルーンを蓄えることが出来る希少な石（結晶体）の中へ避難させたのだった。同盟式典の戦いではカインと共にダーインスレイヴでハルトと対峙し、激戦の末に敗れ致命傷を負ったカインによってダーインスレイヴから解放され、ヴァルヴレイヴIのレイヴエンジンに入り込む形でピノと念願の再会を果たす。その後、ピノやエルエルフと共にハルトの最期を看取った。

### 外伝『アンダー・テイカー』の登場人物
電撃ホビーマガジンで連載されている外伝作品『アンダー・テイカー』の登場人物。
ジンたち咲森学園の生徒は、アニメ本編にも『2nd』の第20話で他の生徒たちと共にモブキャラクターとして登場している。
陽本 ジン（ひのもと ジン）
主人公。咲森学園の2年生。誕生日は7月15日、血液型はA型。帰宅部。
ヴァルヴレイヴを操る同級生のハルトに嫉妬する中、カゲロウを入手する。当初はカゲロウを遠隔操作で動かしていたが、後に直接乗り込んだことでマギウスとなる。
於保多 ナオ（おおた ナオ）
ヒロイン。咲森学園の2年生。誕生日は11月21日、血液型はAB型。ゼロG読書部所属。
学園内では有名な美少女だが、自分に自信が持てないでいる。
虹河 ゴウ（にじかわ ゴウ）
咲森学園の2年生。誕生日は5月5日、血液型はO型。帰宅部。
ヴァルヴレイヴの整備クルーの1人。ジンの幼馴染で良き理解者。カゲロウの操縦適性がなかったため、2人のサポートとエルエルフとの連絡係を担当する。
インフィガール
ドルシア軍の将校。階級は少尉。誕生日は3月6日、血液型はO型。27歳。名前に「ガール」と付くが、男性である。
ARUSの要人暗殺を目的とした秘密部隊「フライクーゲル」の隊長。辺境宙域で飼い殺し同然の日々を送っていた。優秀だが、出自の違いから危険任務ばかりを請け負わされてきた。ヴァルヴレイヴに対し、深いこだわりを抱いている。当初は彼専用のバッフェ・ギガントに乗っていたが、その後に機体を試作型霊長兵器のヴルム・オーベンへと乗り換える。
ファダー
ドルシア軍の将校。階級は准将。隊長であるインフィガールに長年付き従っている。
技量を活かすインフィガールとは対照的に力で押し込むタイプ。ヴルム・オーベンの同型機のヴルム・ウンテンに搭乗する。

## 登場兵器

### ヴァルヴレイヴ

#### 機体解説
中立国ジオールの「モジュール77」内で、VVV（スリーブイ）計画に基づき“機関”なる組織が開発した、「霊長兵器」と呼ばれる人型兵器。「VALVRAVE」は「VAmpire Link Vessel Rune Activate Vital Engine」の略称である。I号機が咲森学園の水泳プールの地下に、II号機が四肢欠損状態で研究区画に、III〜VI号機がモジュール77の更に深い区画、カゲロウがそれを遠隔操縦するためのDRI-Veが10基ある謎の区画「オクツキ」に格納されており、ドルシア軍とジオールとの戦争に伴って以上の全機がパイロットを得て起動に至った。なお、アードライがカインに下された任務で調査した区画には、II号機を含めた複数のヴァルヴレイヴの残骸が透明なカプセルに保管されていた。これら機体の出自の全貌は明かされていないが、ヴァルヴレイヴは物語開始よりはるか以前から存在していた古代兵器であることが示唆されている。
中立国という立場から大規模な軍隊を持てないジオールが、単機で戦局を変え得る性能を求め、同じジオール軍研究者であるタクミをして「人類の科学レベルを遙かに超えている」と言わしめた技術の限りを尽くして開発した。それゆえ、調整された資格者による運用が成された場合は、たとえパイロットが十分な訓練を積んだ者でなくとも、単機で戦艦を撃破するほどの戦闘力を発揮する。
特徴として、II号機以外の外観カラーはそれぞれ虹に属する色と白のツートンになっており、機体各所に「センシズ・ナーヴ」と呼ばれる黄緑色のセンサー、および機体番号の漢数字と共に八咫烏のエンブレムが刻印されている。動力機関として、I号機とII号機が「原動機レイヴ」、III〜VI号機が原動機レイヴの複製品である「ミラーレイヴ」という小型の球体を、機体胸部装甲内部にそれぞれ格納している。これら動力機関は半永久的に稼働させることが可能であるため、200年後の世界でも稼働しているヴァルヴレイヴが存在し、「古代兵器」と評されながらも200年後の機動兵器を圧倒するほどの機体性能を発揮させている。
燃料には情報素粒子「RUNE（ルーン）」が用いられており、RUNEが欠乏すると装甲がパイロット登録前の白い色へ戻り、機能停止を引き起こす。燃料の補給の際には、ヴァルヴレイヴ操縦者がRUNEを多く有している人間と特定の身体接触（噛みつきやセックスなど）を行う必要がある。I号機とIII〜VI号機は実質的な主従関係にあり、I号機のマギウスであるハルトがRUNEの補給をすることで、I号機のみならずIII〜VI号機にもRUNEが充填される。
機体の機動によって生ずる燐光（各機体のイメージカラーと同じ色）は「硬質残光」と呼ばれ、放たれた後に硬質化する特性を持っている。この機構はヴァルヴレイヴ最大の特徴で、その特性を活かして盾代わりに使用するほか、爪のように振るって敵機を引き裂いたり足場代わりに利用したりと、機体特性ごとに多岐にわたる運用ができる。
全機体共通の武装として、側頭部に様々な弾丸を放てる機銃「バリアブル・バルカン」、手甲部分に対人用レーザー砲「ハンド・レイ」、両脇に収納されている折り畳み式の小型鎌「フォルド・シックル」の3種を固定装備し、さらに各機体ごとに固有で霊長兵器専用に開発された特殊装備「特能装備」を持つ。全機のフレーム構造が共通しているため、他号機の武装や特能装備をマウントして使用できるが、それぞれの機体は固有の特能装備ごとに調整されているため、性能をフルに発揮できるわけではない。
カゲロウ以外の全機はシステム初起動の際、中央のモニターに「ニンゲンヤメマスカ?」の質問が表示され、「はい」と返答を入力することで運用時の注意事項が表示される。その内容は搭乗者の人権を半ば無視したものであり、以下のようになっている。
- ヴァルヴレイヴの搭乗者登録に際し、“機関”の定めた課程を全て修了していない者、かつ非適性者の身体の安全は保証しない。
- 搭乗者登録は搭乗者の意思によって行うものとし、それに伴う想定外の身体の不調や変調に対し、“機関”は一切の責任を負わない。
- 登録認証の完了後、搭乗者は“機関”の命令に対する拒否権を持たない。
- ヴァルヴレイヴの運用によって得られた情報は、搭乗者の生体情報も含め、全て“機関”に提供される。
- 原則として、登録認証を完了した搭乗者の生殺与奪権は“機関”に帰属する。

上記の注意事項が表示された後、搭乗者の生体情報を解析して資格者か否かを判別し、正式な搭乗者となった時点で装甲の白い部分が黒く変色して起動する。また、パイロットとなった人間はシステム初起動の際、シートから現れる注射器状の機構によって機体に充填されたRUNEを首筋へ打ち込まれることで、人ならざる者「マギウス」へ変貌させられる（ハルトはこれを便宜的に「呪い」と呼んでいる）。なお、正式な搭乗者でない者がシートに座って動かそうとした場合はモニターに「アナタマチガエ」とエラーメッセージが表示され、同様にRUNEを首筋に打ち込んで殺害するというセキュリティが作動する（実際にこの現象が起こったのはピノが宿る1号機のみ）。ただし、マギウスがジャックした相手がパイロットとなった場合、または搭乗前からマギウスである場合はその限りではない。
欠点としては熱に弱く頻繁にオーバーヒートしてしまう点が挙げられ、メインモニター右下のメーターが100に達すると、機体冷却のために強制的に機能を停止する。そのため、熱い鉄板で挟むという原始的な攻撃にも弱い。ただし、冷却機能を持つ外部装置を用いれば機能停止時間の短縮が可能とされ、モジュール77のヴァルヴレイヴ専用ハンガーには冷却設備が存在するほか、月への到着後には攻撃力の強化と廃熱の補助を目的とした支援機「インパクト・ブースター」が開発された。外部からの電気的な干渉にも弱い模様で、イデアールに電磁吸着ブーメランを貼り付けられ、機動性が大きく低下してしまうシーンが散見される。2ndシーズンでは、同じパイロットが長期間に渡り搭乗し続けるとRUNEを吸い尽くされ、やがては死に至らしめることがピノの証言とタクミの調査で明らかになった。
なお、コックピットには搭乗者の様子を記録する為の録音録画機器が搭載されており、その記録内容はピノを通してコックピットのモニターで閲覧することが出来る。
基本デザインについては、監督の松尾の「『人の形をしている』ことを強調したい」という要望から、メカニカルデザインの石渡との間で相当の時間をかけて決定されており、それを基にメカニカルコーディネーターの関西リョウジが各機別に様々なアイデアやコンセプトを提示している。

#### 機体一覧
ヴァルヴレイヴI
ヴァルヴレイヴの1号機。正式名称・“火人（ヒト）”。メインカラーは赤。汎用性に長けたオールマイティな性能を持ち、ヴァルヴレイヴの「オリジナル」とも呼べる独自要素を多く備えた、特別な機体。背部や腰部にはアタッチメントが存在する。
物語開始から5年前は機体フレームが未完成で、コクピットと動力機関「原動機レイヴ」のみを接続した状態で稼働実験を行っており、テストパイロットとしてマリエを搭乗者登録していた。彼女の登録抹消後に完成し、咲森学園水泳プールの地下で密かに格納されていたが、襲撃してきたエルエルフたちに奪取されそうになり、瀕死の技術者が咄嗟に地上へ脱出させた結果、衝動的に乗り込んだハルトが無我夢中で起動させて搭乗者となった。その後、WIREDへ戦いの模様が拡散されたことで、その絶大な戦闘力を求めたARUSからも本機の奪取を目論まれたが、ARUSの企みを看破したショーコがその戦闘能力を逆手に取り、本機をARUSとドルシアの双方に対する「人質」とすると声明を出したことで、咲森学園を独立国家として認める材料として使われた。
日本刀に似た長短2本の剣「ジー・エッジ」を主武装とした、近接戦闘を得意とする。他にも、光線や通常弾などの撃ち分けが可能なハンドガン「ボルク・アーム」（III〜V号機救助戦においては、VI号機が予備のこの武装で遠距離戦を行った）、衝撃力に特化した鎖鎌「ブレーデッド・バイケン」、槍状から手裏剣状に変形可能な長板状ブレード「メテオール・プレート」、武装冷却装置を備えた籠手状防御兵装「ストライク・ブレイス」といった、標準的ながら豊富な武装を携行する。また、共通装備であるフォルド・シックルを含め、上記の携行装備を全て合体させることで完成する大型万能武器「ヴルトガ」を特能装備としている。
原動機レイヴの独自性として、機体熱量100のオーバーヒートによる行動不能状態に陥った直後、熱量メーターの上限値が100から666に変化する。そのまま熱量が上昇し続けて666に到達すると、機体が「RUNEの光」と呼ばれる黄金色の輝きを放つという特性を持つ。この状態になると一時的に再起動し、ジー・エッジの刀身を腹部の原動機レイヴに突き立てる要領で「RUNEの光」を付加する、莫大なエネルギーをまとった広範囲かつ高威力の特殊斬撃「ハラキリ・ブレード」を放つことが可能となり、一撃で艦隊を殲滅でき得る逆転の可能性を秘めている。この機能はヴァルヴレイヴIの各所に書かれた文字が書体を統一するために書き直された跡を発見したエルエルフが、熱量メーターの変化を見て「こんな事をする几帳面な性分の人物が無意味な事をするのか」と考え、ハルトに熱量が規定値まで上がるまで待つよう指示した結果発見された。コクピット内モニターにはパイロットへのメッセージのほか、本機独自のGUIとして、華やかな衣装を纏った女性「ピノ」が表示される。
『2nd』第20話で「アーダー・グリップ」が新たに取り付けられた。第21話ではカゲロウ（ナオ機）の武装であった「バズ・バスター」を新たに装備している。
ハルトが死に、第三銀河帝国が建国された後は、新たなマギウスとなったショーコが引き継ぎ、第三銀河帝国の遺産として安置されている。コクピットには咲森学園の思い出と、「ニンゲンシンジマスカ?」のメッセージが表示される。
ヴァルヴレイヴI フル・インパクト
『2nd』第23話から登場。ヴァルヴレイヴIの最強形態。両手と両脚に多数のインパクト・ブースターを備え、腰部には大量の排熱カートリッジをマウントし、そして背部にはエネルギーの流量調節を行い、稼働時間を2.4倍にも高め、稼動限界を超えるエンジン出力すら発揮可能な「アーダー・グリップ」を搭載している。これはII号機の特能装備であった「アーダー・アクセル」の失敗を踏まえて開発されたものである。武装のバズ・バスターは標準装備されている。最終話にて、ハルトとエルエルフの両者が力を合わせてダーインスレイヴを撃破するが、勝利と同時にハルトのRUNEを全て使い果たし、彼を死に至らしめた。
ヴァルヴレイヴII
ヴァルヴレイヴの2号機。正式名称・“鉄火（テッカ）”。メインカラーは銀と金。未解明の原動機レイヴを極限まで利用するという、無謀な開発思想による次世代型（セカンドステージ）への到達のための機体である。特能装備として「アーダー・アクセル」と「プリズマティック・ギャム」の2種を持っていた。「アーダー・アクセル」はレイヴのエネルギーを強制的に引き出し、他号機の特能装備を複数マウントして同時運用するという極めて攻撃重視な特能装備であったが、安全マージンが考慮されておらず、後の暴走事故を引き起こした最大の要因となった。
過去の起動実験中の暴発事故によって四肢が自爆欠損し、武装や特能装備、更にレイヴ内部の重要部が喪失したため封印措置がとられ、半壊したままモジュール77の最深部の区画に保管されていた。この事故の結果を受け、III号機以降は安全面を重視して機能が制限されたミラーレイヴ搭載型となっている。
モジュール77に侵攻してきたカインが所持するプルーの結晶体を干渉させた結果、四肢部分から膨大な硬質残光を手足のように放出させ、強制起動した。次世代型を目指したというだけあって他のヴァルヴレイヴとは一線を画する性能を有しており、モジュール77内部での戦いでは機体の大部分を欠損している状態でありながら、硬質残光を駆使してヴァルヴレイヴIを中破させる戦闘力を見せつけたが、その無謀な開発思想ゆえにパワーが必要以上に上がり過ぎてオーバーロードが起こり、撤退せざるを得なくなった。その後、ドルシアで新型機キルシュバオムの開発のための基になる。内部にはヴァルヴレイヴIと同じくGUIとして「プルー」を持つ。
ダーインスレイヴ
『2nd』最終話に登場。カインが奪取したヴァルヴレイヴIIをベースに、時縞ソウイチの協力により大規模な改修が行われ完成した霊長兵器。マギウスの技術が開発に取り入れられ、欠損していた四肢部には同時並行で作られていたミラーレイヴ搭載型試作機が転用され、合計5基もの原動機関を搭載し、人間が組み合ったような異質で巨大な外見を持つ機体となった。本体のヴァルヴレイヴIIに関しては、装甲を付け足すだけの改装に留めている。両腕の2機は硬質残光を巨大な盾や剣に形成する事ができ、翼のようにはためかせて叩きつける事もできる。左腕にあたる機体にはハエトリソウの様に武器を噛み砕く盾が装備されている。両足の2機はクリア・フォッシル素材のナイフを大小各2本、計4本装備しており、隠し腕として機能する。開発者達が意図したものなのかは不明だが、ジオールのヴァルヴレイヴの集大成の様な機体となっている。
メインウェポンの特能装備「メーネ・ゼルトザーム」は、イデアールとの戦闘試験において本機が発した硬質残光によりイデアールの内部構造が変化したものが基礎となっている（開発時には想定されていなかった）。レイヴエネルギーの増幅器だけでなく、斬撃武器、ビーム砲、盾として機能するなど、II号機版「ヴルトガ」と言えるような万能兵器である。戦闘ではI号機やVI号機を圧倒し、イクスアインのキルシュバオムをも退ける強さを見せつけるが、イクスアインの攻撃でメーネ・ゼルトザームを失い、その後にエルエルフの体をジャックしたハルトの猛攻撃を受け、破壊された。
ヴァルヴレイヴIII
ヴァルヴレイヴの3号機。正式名称・“火神鳴（ヒカミナリ）”。メインカラーは黄。パワー・火力・手練に特化しており、近距離戦・長距離戦に優れるが、中距離の相手に対しては決め手を欠き、また、多数の火器を搭載しているため熱が溜まりやすいという欠点もある。死んだ友人・ノブの仇を討ちたい一心でライゾウが搭乗者となり、彼により友人と自分の名を取って「ノブ・ライトニング」と名付けられる。
両肩に装備された巨大双腕状特能装備「アームストロンガー・カノン」を主武装としている。このカノンにはエネルギー増幅機構が内蔵されており、高出力ビームによる超遠距離砲撃を放てる上、格闘戦によってイデアールを力任せに圧壊させるなど、強大なパワーを発揮する。さらにカノンは8本のアームユニットへの分割展開機構を備えており、展開することで元の腕と合わせて10本腕の形態へ変貌する。この状態では多数の腕を生かした連打（ライゾウ曰く「マシンガンパンチ」）や、後述のダイ・アームズの多数携行による精密な攻撃が可能となり、状況に応じた変幻自在の近距離戦を実現している。
サブウェポンとして、肩部に装備された中距離支援火器「チェーン・ソーサー」、背部コンテナに格納した展開アーム用携行武器「ダイ・アームズ（切断用の「ダイ・アルファ」、刺突用の「ダイ・ガンマ」、射撃用の「ダイ・ベータ」、防御・投擲用の「ダイ・デルタ」の4種を格納しており、ダイ・アームズはこの総称）」を備えている。
第23話のモジュール77奪還作戦においては、ヴァルヴレイヴVが最後に残したIMPの盾を左肩に装備し、通信衛星をハッキングするヴァルヴレイヴVIの護衛役として随行。クーフィアのキルシュバオムと白兵戦を行い、あと一歩の所まで追い詰めるも、クーフィアの奇策に敗れて腹部を大破。その後、バッフェ部隊の一斉攻撃を受けて爆散したが、戦後修復されている。
ヴァルヴレイヴIV
ヴァルヴレイヴの4号機。正式名称・“火ノ輪（ヒノワ）”。メインカラーは緑。機動力・強襲性に特化しており、近距離・中距離戦に優れる。興味本位から搭乗したサキが搭乗者となり、本来の名称を嫌った彼女に「カーミラ」の通称で呼ばれる。200年後の時点でも稼働しており、かつて黒色だった装甲が黄金に染まっている。
腰背部に装備された多脚状特能装備「マルチレッグ・スパイン」を最大の特徴としている。通常時は硬質残光を用いたブースターとして機能するほか、6本への分割展開機構を備えており、展開することで元の脚と合わせて8本脚の形態へと変貌する。この状態ではスパイン先端から円形の硬質残光を無数に形成し、それを踏み台にして3次元を縦横無尽に駆け巡るアクロバティックな機動を実現する。なお、展開後のスパイン先端は鋭利な形状となっており、刺突武器としても使用が可能。
主武装としては、ホイール形状のスピンドルと、射出基部のナックルの2ユニットで構成された「スピンドル・ナックル」を両肩に搭載しており、これらを両手に持ち替え、ナックルからスピンドルを射出することで戦闘を行う。射出されたスピンドルはナックルとエネルギーでヨーヨーのように接続されており、スティック操作で自在に操ることで、充填エネルギーと高速回転により敵を近・中距離から切り裂く。スピンドル射出後のナックルは、殴打武器としての単独使用も可能。
200年後の世界では、新たに装備した冷却カプセルでオーバーヒートを回避する一方、機体を分身させて敵の機動兵器を多方向から連続攻撃する「断罪のミラージュ」を披露している。
ヴァルヴレイヴV
ヴァルヴレイヴの5号機。正式名称・“火打羽（ヒウチバ）”。メインカラーは青。ディフェンスに特化しており、中距離戦に優れる。自分のために戦うことを決意したキューマが搭乗者となった。月到着後、キューマ発案によりネーミングライツを獲得した清涼飲料水「ビースト・ハイ」のニックネームが与えられた。月に到着して以降は大型シールドにビースト・ハイのロゴマークが付けられている。
両肩には通常の装甲材を上回る強度を持つ「クリア・フォッシル」で形成された半透明の大型シールドを装備すると共に、全身にも特殊エネルギー皮膜でコーティングされた追加装甲が施されており、これらの増加装甲類を総称した「IMP（アイエムピー）」を特能装備としている。これによりドルシア艦隊の艦砲射撃はおろか、要塞攻略用の「超伝導流体加速砲」すら無傷で弾く、圧倒的な防御力を実現している。
武装としては、矢のような硬質残光を射出するクロスボウ型火器「ボルト・ファランクス」を両前腕部に装着している。射程を重視した収束と範囲を重視した拡散の撃ち分けが可能のほか、硬質残光の特性を利用して着弾後に時間差で爆発させるような使い方も可能。
その防御力を以って、文字通り前線で盾となり仲間を守る役割を果たしてきたが、ドルシア・ARUS連合軍によるモジュール77攻防戦にて片方の盾をキルシュバオムの主砲で失い、残った盾もシャトルを守るため切り離した結果集中砲火を受け大破、更に敵のキルシュバオムに捨て身の特攻を仕掛け相討ちとなり爆発、喪失した。この盾はモジュール77奪還作戦にてIII号機が装備、その後はVI号機の手に渡り、作戦終了後も残った。機体自体も戦後修復されている。
ヴァルヴレイヴVI
ヴァルヴレイヴの6号機。正式名称・“火遊（ヒアソビ）”。メインカラーは紫。電子戦に特化している。アキラがショーコを助けたい一心で搭乗者となった。
ヴァルヴレイヴ共通のセンサー機器「センシズ・ナーヴ」が、機体のあらゆる箇所に多数配置されており、このマルチセンサーアーマーを総称した「森羅万象」を特能装備としている。これにより戦況把握能力（受信）に特化しているほか、限定的に敵機へ搭乗者の意思を介入（送信）させる支配機能を有する。主武装は近接格闘武器としても使えるロッド状の「ハミング・バード」で、森羅万象と連動して侵食回路を生成することで対象をハッキングし、強制操作する機能を持つ。ハッキングはハミング・バードが対象に触れさえすれば発動するので盾などで防御された場合でも有効であり、持続時間は対象によって異なる。また、複数の対象を同時に操作する事も可能。この装備をフル活用するためには搭乗者にも相応の情報処理能力が要求される。
また、他にも鉤爪状の刃5本を扇状に束ねた「ファン・タロン」を持ち、掌に装着して斬撃や硬質残光放射といった攻撃を行う。
モジュール77奪還作戦では通信衛星をハッキングして、アマデウスがマギウスだと暴かれる瞬間の映像を世界に拡散し、戦局の変化をもたらした。直後にダーインスレイヴと交戦して左足を切断され、ハルトに促されてやむなく戦線を離脱。戦闘終了後、ダーインスレイヴに勝利したヴァルヴレイヴIを回収して帰還する。
陽炎（カゲロウ）
外伝作品『アンダー・テイカー』に登場。I号機からVI号機までのヴァルヴレイヴとはあらゆる意味で一線を画している。咲森学園内に秘匿されているヴァルヴレイヴのシミュレーターであり武装のテストに使用されていたコクピットブロック状の操縦装置「DRI-Ve」による遠隔操縦方式を採用しているため、パイロット登録なしで起動できる。ただし、誰でも起動できるわけでもなく、ジンとナオと同じくDRI-Veに乗り込んだゴウやエルエルフは起動できなかった。機体色はパイロット登録前の他ヴァルヴレイヴと同じような白の装甲だけでなくセンシズ・ナーヴとクリア・フォッシルまで真っ白に染まっており、正式名称であるPF名称も無い。
ドルシア軍によってモジュール77に撒かれた毒ガスから逃げる中、偶然DRI-Veルームを発見したジンとナオが操縦することになった。その際、どこからともなく戦場へ現れて戦闘後はどこかに去っていくという「陽炎のようにどこか曖昧な存在」であること、正式名称が無かったこと、「正式機に冠されるPF名称の『火』よりも『炎』の方が強そう」と思ったジンによって、“陽炎（カゲロウ）”と名づけられた。現時点で確認できる限りでは、赤ラインのカラーリングのジン機と青ラインのカラーリングのナオ機の2機が存在しているが、どちらの機体もII号機のデッドコピーとも言えるほどに構造がII号機と酷似しており、動力も不明。その出現範囲はモジュール77の半径30〜50km内で、出現と消失の際には強力なジャミングを周囲一帯にかけるために隠密性が高い。帰投後から再出撃に掛かる時間は実際のヴァルヴレイヴ運用後の冷却に掛かる時間と同じである。エルエルフはこの区画とカゲロウのこと自体について、ジンたちを潜在的防衛力とするために緘口令を敷いている。ハルトたちが地球降下作戦に当たっている間はショーコたちによる予備パーツを組みあげたハリボテと本機で防衛体制をとっている。
その正体はミラーレイヴ搭載型ヴァルヴレイヴの試験機であり、複製エンジンはオリジナルよりも出力が低下するため、エンジンとパイロットを生体直結するという非人道的な開発過程の元に作られ、コクピット内には実験失敗から脳死状態となったテストパイロットが組み込まれている。テストパイロットはジンとナオに瓜二つであり、2人が本機を遠隔操作できたのはこのためだとジンとゴウは推測している。
陽炎（ジン機）
外伝作品『アンダー・テイカー』に登場。武装として6本の長刀が仕込まれた多銃身連射砲「エッジド・ガトリング」を装備し、特能装備としてかつてのII号機の特能装備であり、暴発事故の大きな原因となった「アーダー・アクセル」を搭載している。後に両前腕部を合体することでエネルギーを注ぎ込み、硬質残光を衝角化して機体全体を超高速の刺突兵器とできる専用装備「ベロウズ・シェル」を装着している。
インフィガールとの戦闘で大破したために改修が行われ、破損した頭部とカラーリングを変更し、新たな特能装備となる「ヴイ・ソードキル」が取り付けられた。これは内部でレイヴ・エネルギーを循環し超収束状態へと発展させ、硬質残光を極限まで研ぎ出すエネルギー・シャープナーであり、刀剣としての使用もできる。
陽炎（ナオ機）
外伝作品『アンダー・テイカー』に登場。右肩に専用武装として3枚のバレルフィンで構成され、多種多様な撃ち分けが可能なマルチランチャー「バズ・バスター」を（後にI号機に受け渡された）、特能装備として装甲とフィンで構成されフィンの角度を変えることで様々な用途に扱え、同様にII号機の特能装備であった「プリズマティック・ギャム」を脚部に装備している。2つの特能装備は同時搭載の際にはとてつもなく相性が悪く、それが原因で暴発事故が起こったが、別個で運用する際は問題は発生しない。
ヴァルヴレイヴVII
外伝作品『アンダー・テイカー』に登場。正式名称・“火界呪（カカイジュ）”。コクピットとエンジンを通常のミラーレイヴ搭載機と同一仕様に改修した陽炎（ジン機）。
ジンが正規パイロット認証を行ったことでI号機とほぼ同一のカラーリングになった。戦後において、ヴァルヴレイヴの7号機の称号が贈られた。
ヴァルヴレイヴII2
外伝作品『アンダー・テイカー』に登場。正式名称・“火焔（カエン）”。VII号機同様に通常のミラーレイヴ搭載機に改修された陽炎（ナオ機）。VII号機から外したアーダー・アクセルを追加装備したことで、ミラーレイヴ搭載機であることを除けば凍結の後奪取され欠番となったII号機と同一仕様になっている。
特能装備の同時搭載に伴う危険性は技術的に解決できていないが、パイロットであるナオの操縦技術で補っている。リンド・ヴルムとの最終決戦では両肩にアームストロンガー・カノン、腰にマルチレッグ・スパイン、背中にアーダー・アクセルを背負い、IMPシールドも装備するなど特能装備の全部乗せ状態と言えるような姿で戦った。戦後において、鉄火に代わるヴァルヴレイヴの2号機の称号が贈られた。
ヴァルヴレイヴ（未完機および調整機）
II号機と共に、モジュール77の最深部の区画に複数存在している。

#### ヴァルヴレイヴの支援メカ
インパクト・ブースター
『2nd』で貴生川タクミが開発した新装備。通称「使い魔」。鳥（ヤタガラス）型の支援メカで、通常はウェポンキャリアーとして使用されるが、ヴァルヴレイヴの四肢に合体することで、武装の強化と機体廃熱の補助を行う。本機との連携のため、ヴァルヴレイヴ側のコクピットには制御装置が後付けされている。また、『2nd』の第17話ではエルエルフが携帯端末を使って本機を無人戦闘機のごとく操作している。各機能の詳細は以下の通り。
エキゾースト・ヒート
拳状に変形し、ヴァルヴレイヴの両手または両足に合体することで使用可能になる。敵機を殴る、または蹴りつけると同時に、機体に溜まった熱エネルギーを瞬間的に流しこむことで爆裂させる。イデアールを一瞬で融解させるほどの威力に加え、命中させることで機体温度を一気に下げるという、攻撃と廃熱を兼ねた一挙両得の効果を持っている。
シェイクハンド・モード
本機を介してヴァルヴレイヴ同士を接続し、尾翼部の廃熱カートリッジに熱エネルギーを移して廃棄することで、速やかな廃熱と機体温度の平均化を行う。この機能を応用して、他の機体からヴァルヴレイヴIにあえて熱を移してオーバーヒートを誘発させ、ハラキリ・ブレード発動までの時間を短縮することも可能。

### ジオール軍 / モジュール77の兵器

#### ジオール軍の艦艇
ジオール戦艦
ジオール軍で運用されている洋上戦闘艦。武装はミサイルと、艦体後部の航空機格納庫らしき部分の上部に設置された砲塔。カラーリングはグレイ。モジュール77の海に3隻が停泊していたが、『1st』の第8話でその中の1隻をアードライ率いる部隊が奪取して咲森学園へミサイルによる威嚇攻撃と降伏勧告を行うも、エルエルフの作戦によって海が嵐と化したため頓挫した。

#### モジュール77の兵器
可動式バリアシステム
元来はデブリ対策としてモジュール77に備えられていたバリア。モジュール77上部の黄色いガラス面内を円状のバリアでデブリの直撃から防護するシステムで、デブリの直撃点に合わせてバリアの展開域自体を指令室から端末を介して操作する。バリアの防御力はバァールキート級からのビーム砲撃に耐えられる優れものだが、モジュール77の送電システムがダウンしてしまうと連動して機能を停止し、無防備となってしまう。『1st』の第9話以降、タカヒ達がバリア操作の担当となった。
迎撃砲塔
元来はデブリを迎撃するべく、先述のバリアシステムではカバーできないモジュール77下部に多数設置された砲塔。迎撃の要である機関砲は火力と有効射程共に優れ、バッフェを遠距離から容易に撃墜可能。砲手が砲塔内の操作室から動かす仕組みだが、バリアシステムと同じく動力源がダウンすると機能を停止する欠点を持つ。また、脱出機構を備えていないため砲手は自力で脱出する必要はあるが、被害を抑えるため隔壁が自動的に作動する。『1st』の第9話ではキューマが砲手を務めた。

### ドルシア軍の兵器

#### ドルシア軍の機動兵器
バッフェ
ドルシア軍の量産型機動兵器。下半身に歩行脚を持たないが、スラスターによる機動で自在に飛行できる。両肩には大型盾「アイゼン・ガイスト」が固定装備され、胴体中央部に展開式のビーム兵器「デュケノワ・キャノン」を持つ。両腕の武装は、ビームや実体弾式のガトリングガン、近接格闘用のマシン・クローのほか、ロケット・ランチャー、ドリル・ランス、ビーム・バスター、マニピュレーター・アームなどへ目的に応じて換装が可能。通常はパイロットが乗る「有人タイプ」が「無人タイプ」を2機遠隔操作する3機1小隊で運用される。「有人タイプ」と「無人タイプ」の形状の違いは、頭部にコクピットが存在するか否かで区別できる。一部のイデアール級機動殲滅機のオプションとして数十もの「無人タイプ」が搭載される場合もあり、その場合は複数の「無人タイプ」を連携させて防壁や攻撃といった遠隔操作兵器として運用されている。『2nd』ではドルシア陸軍の所属機が多数登場するほか、キルシュバオムのオプションとして「無人タイプ」が運用されている。なお、エースパイロット用のカスタム機も存在する。その他の兵装は以下の通り。
放熱スパイク
対ヴァルヴレイヴ用装備。「アイゼン・ガイスト」部分に蓄積された熱量を放射するスパイクを取り付け、イデアールの「ピエドラ・デル・ソル」で蓄熱した後は各ヴァルヴレイヴに密着し、対象を早急にオーバーヒートさせる。
バッフェ・ギガント
外伝作品『アンダー・テイカー』に登場。秘密部隊「フライクーゲル」で運用されているバッフェのカスタム機。機体は黒系統のカラーリングに塗装されている。通常のバッフェと同じく「有人タイプ」と「無人タイプ」があり、操作法も同一。両タイプとも大型盾「アイゼン・ガイスト」の形状が変更されている。部隊長のインフィガール専用機は頭部にマルチスコープを装着し、エンジン出力の向上など機体性能の強化が行われたほか、シールドには鬼面をあしらったマーキングが施されている。また、「無人タイプ」は4基のマルチアームと1基のセンサーアームを増設した特殊なシールドを装備しており、シールドを閉じた状態では人間の手を模したシルエットになるなど、多彩な機能性を持つ。
イデアール級機動殲滅機
ドルシア軍の戦略兵器。高い戦闘能力を持ち、全長100mを超える大型機ながら機動力も秀でている。武装も豊富で、単機で艦隊クラスと渡り合える。各指揮官やエースパイロット用にカスタマイズされたバリエーション機が存在する（例としてアードライ機は黄色、ハーノイン機は緑色、イクスアイン機は青色、クーフィア機は赤色のマーキングカラーが施されている）。コクピットは緊急時に機体から切り離され、脱出ポッドとなる。また、コクピット以外にも機体内に小隊人員を収容できるスペースを持つ。戦局に応じて各種兵装（大型火砲、拡散レーザー、大型ミサイル、マイクロミサイル、クローアーム、シールドなど）を変更でき、翼部分にはハードポイントを持つ。『2nd』第14話では、単独で地球降下が可能な特殊仕様の機体（大気圏突入用改良型）も登場した。その他の兵装は以下の通り。
電磁吸着ブーメラン
暴動鎮圧用の非殺傷兵器。無数に射出して貼り付けることで敵機の機動力を低下させることができるため、熱に弱く稼動限界時間を持つヴァルヴレイヴに対して有効である。
ピエドラ・デル・ソル
ブースターユニットの先端に装備する追加兵器。ピエドラ・デル・ソルとは「太陽の石」を意味し、文字通り中心部に小型の人工太陽を持つ。バッフェの放熱スパイクに熱を蓄熱できるほか、イデアール本体にもエネルギーを供給できる。
ドリルビット
拠点攻略用兵器。モジュール77の真下から咲森学園へ向けて発射され、隔壁をものともせずに穿ちながら致死性の毒ガスを散布することで、大規模破壊と大量殺戮を同時に行う。
イデアール[ブルーメ]級機動殲滅機
『2nd』から登場。ドルシア陸軍が運用している移動拠点兵器。イデアールの地上戦仕様で、通称「イデアール・ブルーメ」。空中要塞のような巨体を持ち、敵陣に強襲降下して中央部の一本足を地面に突き立て、機体そのものを橋頭堡にすることが可能。また、足にはバッフェ用のハードポイントがあり、ブルーメから直接操作できる。武装は二対の腕部（有線式で射出も可能）から放つビームキャノン、上面に装備する39連装（縦13列×横3列）のミサイルランチャー、各所の対空機銃。
強大な火力で、戦車など上部装甲が脆弱な陸戦兵器の上方から砲撃の雨を浴びせるという運用思想で開発された。サキとエルエルフとの会話によると、ジオール本国への侵攻作戦に実戦投入されたとのこと。しかしながら、機動力と防御力を兼ね備えたヴァルヴレイヴ（特に任意の方向に防御力を集中させられるV号機）に対しては決め手を欠く部分があり、戦闘の末に撃破されている。エルエルフ曰く「ヴァルヴレイヴが登場した今では過去の兵器」。なお「ブルーメ」とはドイツ語で「花」を意味する。
キルシュバオム
『2nd』から登場。ドルシア軍の霊長兵器。カインが持ち帰ったヴァルヴレイヴIIのデータを解析し、イデアールの技術を基に対ヴァルヴレイヴ用として開発された。そのためカインから「ヴァルヴレイヴの子供たち」と称される。戦闘機状の通常形態から人型（殲滅出力形態）への変形機構を有する可変機。ヴァルヴレイヴIIIを大破させ、ヴァルヴレイヴVの盾を溶かすほどの圧倒的な性能を持つが、欠点としてエネルギーの消耗が激しい（特に胸部の荷電粒子砲「レーベン・グリッツェン」は一射で約9割を消費する程）ために、エネルギーパックの換装を必要とする。
掌部は形態を変化させて、ビームを撃つライフル機能、電撃を放つ打撃機能、小型バリアを展開する防御機能と使い分けることができ、格闘戦も行える。また、両腕部を合体してより強力なビームを放つことも可能。他の武装は上記のレーベン・グリッツェンやオプションとして装備できるミサイルポッド。
ヴルム・オーベン
外伝作品『アンダー・テイカー』に登場。ドルシア軍の試作型霊長兵器。キルシュバオムとは全く別のラインによる設計・開発で、技術データなどは極秘とされている。原動機関はキルシュバオムと同規格の外部エンジンパックを装備し、ヴァルヴレイヴにも引けを取らない戦闘力が発揮できる。量産は考えられていない技術検証機であり、運用試験後に保管されていた機体は秘密裏にインフィガールの手に渡った。武装は、柄の部分からビームの発射や刀身の射出が可能な実体剣と、胸部に備えられたキルシュバオムと同じ荷電粒子砲の「レーベン・グリッツェン」。また、10本の替え刃を収納する大型のシールドを持つ。
ヴルム・ウンテン
外伝作品『アンダー・テイカー』に登場。ヴルム・オーベンの同型機。性能数値はオーベンと同一だが、搭乗者であるファダー准将の戦法に倣って携行装備（剣やシールド）のセットアップはオーベンと逆位置に行われている。
リンド・ヴルム
外伝作品『アンダー・テイカー』に登場。ヴルム・オーベンとヴルム・ウンテンの2機が合体変形した機体。専用のエンジンパックを使用し、キルシュバオム3機分もの最大出力を発揮できる。元はイデアールの後継機として開発が行われていたが、技術検証段階で開発は中止され、人型機構の一部がダーインスレイヴへと受け継がれた。

#### ドルシア軍の艦艇・航空機・車両
バァールキート級宇宙重巡洋艦
ドルシア軍の大型艦。全長718m。船体各所に姿勢制御用ブースターを装備する。武装は甲板上にあるビーム主砲。また、艦体の中央部には要塞攻略用の重装砲である「超伝導流体加速砲」が搭載されている。カラーリングはワインレッド。宇宙空間での運用を主体に設計されているが、洋上艦としての機能も有する。小説版によれば、カインやクリムヒルトたちの乗艦の名前は「ランメルスベルグ」。第六艦隊のマニンガー准将の旗艦の名前は「ノヴゴルド」。月軌道方面艦隊のデリウス・バーテンベルクの旗艦の名前は「フェルクリンゲン」。
強襲揚陸艦
ドルシア軍の中型艦。武装はビーム砲。カラーリングはワインレッド。バァールキート級より一回り小さい分機動性に長け、目的地に素早く移動してから上陸部隊を降ろし、必要とあらばビーム砲での火力支援や単独での戦闘も可能。『1st』では第8話でアードライ率いる部隊がモジュール77に侵入するのに用い、『2nd』の第13話ではアードライとハーノインをはじめとする部隊がモジュール77から撤退するのに用いた。
輸送艦
『2nd』から登場。エルエルフの提案で、ハルトたちがジオールへの移動手段の確保のために強奪した輸送艦。上下に4枚の翼が存在する。輸送に特化しているため大量の人員や物資、軍用車両を搭載することが可能だが、武装は施されていない模様。船体番号はDS-HUW40768S254。
ファントム
『2nd』から登場。ドルシアの記録にも存在しない用途不明の潜水艦で、「ファントム」はその通称。その正体は、101人評議会が人間からRUNEを搾取・保存するための設備を備えたRUNE輸送艦。「宇宙型」も存在する（宇宙型は光学迷彩が展開可能）。月へと向かっていた艦はハルトたちに拿捕された。拿捕した艦をハッキングしたアキラの情報によれば、同型艦が100隻以上はいるとのこと。
シャトル
『2nd』から登場。古都ドルシアナの博物館に展示されていた灰銀色の宇宙シャトル。既に実戦配備を終えた旧式品ながら保存状態は良く、修理を終えてからはハルト達が新生ジオールへ帰還するのみならず、宇宙における新たな母艦や、ドルシアとARUSの連合軍による虐殺から逃れるための脱出手段として使われた。
打ち上げ時には小型のロケットエンジン4基からなる、ロケットユニット5対で構成された補助ロケットを装着し、一定の高度に達してからは補助ロケットを切り離した上で、ロケットエンジン4基からなる本体のロケットユニットで飛行する。
戦闘ヘリコプター
ドルシア軍で用いられている戦闘攻撃ヘリコプター。コクピットの下に旋回可能な機関砲を備え、左右の安定翼のハードポイントには空対地ロケット砲やミサイルを装着可能。機体色は緑で、キャノピーには透明な防弾素材が用いられている。後部に兵員室を備えているため、戦闘のみならず人員輸送にも対応している。『1st』の第2話ではキューマが本機を強奪し操縦を行ったほか、『2nd』ではリーゼロッテの救出に向かうエルエルフに対してドルシア陸軍所属機複数が攻撃を行っている。
戦闘機
『2nd』から登場。ドルシア陸軍で用いられている戦闘機。機体色は白で、先端のノーズコーンは灰。単座機で、操縦はパイロット1名だけで行う。ドルシア領内に不時着したサザナミ型宇宙艇を索敵するために投入された。
輸送車両
ドルシア軍で用いられている大型トラック。車体色は緑。キャブ側に2輪、ボディ側に4輪の6輪車で、キャブの上部には赤ランプが2基設置され、ボディは上面が幌で覆われている。『1st』の第2話ではドルシア軍に占領されたジオール領各地で民間人を含むジオール人を強制連行するのに多数の本車が使われ、『2nd』でもドルシア陸軍の所属車が多数登場する。
戦車
『2nd』から登場。ドルシア陸軍で用いられている戦車。車体色は白。主砲の砲口部にはマズルブレーキがある。『2nd』の第17話の回想シーンでは、物語開始から12年前のハーノインとイクスアインが対峙した武装勢力が本車を保有していたことから、ドルシア国内では総統派や王党派の枠を超えて広く使われていたことが示唆されている。同第19話ではサトミらが立て籠もった博物館への攻撃時に多数が投入されたがヴァルヴレイヴIによって一部が撃破され、同機が構築した硬質残光のバリケードによって残存車による砲撃も阻まれた。
指揮車両
『2nd』から登場。ドルシア陸軍で用いられている装甲車。車体色は白。武装は無く、指揮管制に特化している。
自走ロケット砲
『2nd』から登場。ドルシア陸軍で用いられている自走式の地対地ロケット砲。車体色は白。多連装ロケット砲2基を備える。ロケット砲の砲口は密閉されており、ロケット弾の発射時に弾体によって砕かれる仕様。サトミらが立て籠もった博物館への攻撃に多数が投入されたが、戦車隊と同じくヴァルヴレイヴIによって阻まれた。

#### ドルシア軍のその他の兵器
ドルシア軍ナイフ
ドルシア軍で用いられているナイフ。柄と刀身の間に敵兵の刃物による攻撃を妨害する多数の溝が刻まれた特異な形状をしている。後述の拳銃同様、カルルスタイン機関出身の人間にとってはメインアーム（刺突や斬撃だけでなく、ナイフ投げの用途も含む）として使いこなせる武器であり、劇中ではエルエルフやカイン（回想シーンにて使用）が用いた他、クーフィアはエルエルフにナイフによる決闘を持ちかけた。
ドルシア軍拳銃
ドルシア軍で用いられている拳銃。黒を基調にした銃身をスライドが覆った形状の物と、銀を基調にした銃身の前部分が露出した物の2タイプが存在する。前者はエルエルフたちがカルルスタイン機関で訓練を受けていた時既に採用され、後者も物語開始から12年前の、カインがマギウスに乗っ取られる前の時点で採用されている。現実の銃器を用いた白兵戦ではアサルトライフルやライフルがメインアームであって射程距離も威力もこれらに劣る拳銃はサイドアームという位置付けだが、カルルスタイン機関出身の人間にとっては十分メインアームとして使いこなせる銃となっている。
ドルシア軍サブマシンガン
ドルシア軍の歩兵部隊で用いられているサブマシンガン。黒を基調にフォアグリップと伸縮式のストックを備える。全体的にアサルトライフルよりもコンパクトなので、市街地や屋内の警備任務に使われている。
ドルシア軍アサルトライフル
サブマシンガン同様、ドルシア軍の歩兵部隊で用いられているアサルトライフル。黒を基調にスリングと光学照準器、中抜きされたストックを備える。10年前のエルエルフとリーゼロッテが初めて出会った当時既に正式採用されている。

### ARUS軍の兵器

#### ARUS軍の全領域型戦闘機
スプライサーZ
環大西洋合衆国（ARUS）製の全領域型戦闘機（宇宙空間から空中、水中まで運用が可能）。ARUS軍の他にジオール軍でも採用され、モジュール77にも配備されている。機体はコアユニットとそれにドッキングするウィングユニットで構成され、ウィングユニット部は換装が可能。主武装は展開式のアーム先端部のフレキシブル・ビームガン。また、サブアームとキャノピーの後部にバルカン砲を搭載している。カラーリングはARUS軍機がライトブルー、ジオール軍機がクリーム色。ARUSとドルシアの同盟後はスプライサーGと共に元・味方であったヴァルヴレイヴに対し牙をむく。
スプライサーG
スプライサーの実体弾を使う爆撃型。本機もジオール軍に採用され、モジュール77に配備されている。コアユニットは複座型で、武装としてミサイルや6発の誘導爆弾を備えている。コアユニットは機体が大破した際に分離する機能が備わっているが、コアユニット自体も分離してパイロットが外部に放り出されるため、宇宙空間では宇宙服の着用が必須。カラーリングはARUS軍機がライトブルー、ジオール軍機がピンク。第8話ではモジュール77に配備されていた機体へエルエルフが一時的に搭乗し、ハルトたちを援護した。

#### ARUS軍の艦艇・航空機・車両
ARUS戦艦
ARUS軍の宇宙戦艦。上下左右対称のデザインで、計4基のカタパルトを持つ。多数のスプライサーを搭載しており、空母的な性格も帯びている。着艦用デッキは船体後部に存在する。武装は可動式のビーム主砲やミサイル。カラーリングは薄紫。宇宙用だがドルシア軍のバァールキート級と同じく、洋上艦としての機能を有する。ARUSとドルシアの同盟後はバァールキート級と共に艦隊を組んでいる。
ARUS旗艦
『2nd』から登場。ARUS軍の旗艦。全長651m。全幅273m。全高168m。船体各所に姿勢制御噴射口があり、船体中央部に可動式のブリッジが存在する。大型のカタパルトを持っており、艦載機数は30機。武装は多数のミサイルや魚雷発射基。新生ジオール（モジュール77）でのサミット時にはジェフリー大統領が乗り込んでいた。
サザナミ型宇宙艇
『2nd』から登場。ハルトたちが地球への威力偵察に際して母艦として運用した輸送艇。四角い箱型の外観で、上部にハッチを備える。通信モニター上部に「ARUS」の名が表示されていることから、ARUS製と思われる。宇宙ステーションで降下シャトルと合体して地球へ降下するが、アクシデントでドルシア領内へ着陸したため、乗り捨てられた。また、第21話では咲森学園の生徒達が月から脱出する際に同型の輸送挺が2隻使われている。
輸送ヘリコプター
ARUS軍で用いられている輸送ヘリコプター。前後にプロペラを持つタンデムローター機で、全体的に前低後高のデザインが特徴。『1st』の第3話ではドルシア軍の襲撃を受けたモジュール77内で咲森学園へ救援物資を空輸するのに大量投入され、第4話ではフィガロの意向によりヴァルヴレイヴIを2機がかりでワイヤーで吊り下げて空輸した。
装甲車
ARUS軍で用いられている装甲車。6輪車で、車体上部に機関銃を設置している。

#### ARUS軍のその他の兵器
ARUS軍拳銃
ARUS軍で用いられている拳銃。黒を基調にしたシンプルな外観で、シグ・ザウエルP226に似た外観をしている。劇中ではタクミが独自に調達した本銃を護身用に所持していた。
ARUS軍サブマシンガン
ARUS軍で用いられているサブマシンガン。フォアグリップを備え、コンパクトながら火力とフルオート射撃時の扱いやすさを両立している。劇中ではエルエルフやフィガロが使用していた。
ARUS軍アサルトライフル
ARUS軍の歩兵部隊で用いられているアサルトライフル。本体上部にキャリングハンドルを備え、他にストックとスリングを備える。また、銃口には着脱可能なフラッシュハイダーがある。安全装置としてトリガーの左側面にセレクターレバーがあり、右利きの人間が所持した状態では右手の親指で操作が可能。フィガロ率いるARUS軍の部隊がモジュール77に持ち込んだ装備品であったが、ショーコの独立宣言を経て一部が咲森学園の生徒たちによって回収され管理下に置かれるものの、銃器の使用技術を持つ者は皆無だった。そのため、もっぱら警備を担当する者だけが限定的に所持する程度で、他はライゾウが勝手に持ち出した本銃をスリングで身に付けたり、サトミが激高して本銃の銃口をエルエルフに向けるくらいだった。また、キューマは無力な自分を変えようと独断で本銃の取り扱い訓練を行っている。
ARUS軍火炎放射器
ARUS軍で用いられている火炎放射器。背中に燃料タンクを背負うバックパック式であり、火炎放射兵は本放射器と全身を包む防護服を標準装備としている。

### 200年後の兵器
獣頭（仮）
200年後の世界（第三銀河帝国暦214年）でサキの駆るヴァルヴレイヴIVと戦っていた機動兵器。黄色い双角を生やした白い獣の頭部のような形状をしており、それを展開させて人型へ変形する。オーバーヒートの近いヴァルヴレイヴIVを搭載火器で攻撃していたが、冷却カプセルで素早く機体を冷却したヴァルヴレイヴIVの「断罪のミラージュ」で撃破された。操縦者は片目に傷のある中年男性で、人類がさらに宇宙へ進出した先の人物（地球人ではなく、別の銀河の異星人）であるらしい。

## 用語

### 世界観・歴史
真暦（しんれき）
作中世界で使われている元号。人類が月で2回ほど大きな戦争を行った後、その爪痕の大きさから各国が月を恒久的な中立地帯と定めた「静かの海協定」を結んだ年が元年となっている。人類の約7割が宇宙（ダイソンスフィア）で生活している。
第三銀河帝国暦（だいさんぎんがていこくれき）
作中世界の現時点から200年後で使われている元号。214年という年数から、最低でも214年は続いていることが確定している。第12話のサキのモノローグによれば、本編開始時の真暦71年が帝国暦元年に相当する。
ダイソンスフィア
作中世界で人類が宇宙に作り上げたスペースコロニー。月と地球のラグランジュポイントに多数存在しており、物語開始時点では全人類の約7割がダイソンスフィアでの衣食住を営む。ハルトたちが住まうのは、前述の通りジオールが建造したダイソンスフィア（通称：ジオールスフィア）の「モジュール77」である。
その外観は小型（直径200〜300kmほど）のダイソン球を模したデザインになっている。中心に浮かぶ人工太陽の周囲にハニカム型をした直径10kmほどの居住ブロック（モジュール）が多数取り囲み、球状を形成している。
人類の宇宙進出に伴い、旧来の軍における陸軍・海軍・空軍のカテゴライズは再編され、宇宙方面の軍を「宇宙軍」、地球本土の軍を「陸軍」と総称し、艦船や航空機はダイソンスフィア内に配置されれば「宇宙軍」に属し、地球本土に配置されれば「陸軍」に属するようになった。
フォロリング
地球の衛星軌道上に存在する宇宙ステーションから、地球へ自動的に降下するための装置。軌道エレベータの外壁の代わりに無数の光のリングで構成されているような構造物だが、リングから外れてしまうと通常の大気圏再突入の灼熱に晒される上、降下先へはたどり着けない。
ニューギニア条約
物語開始の2年前の真暦69年に起こったニューギニア紛争をきっかけとして、国家間で締結された条約。モジュール77でハルトに噛みつかれて失神中のエルエルフを捕えたARUS軍人の台詞や、致死性の毒ガスを散布しながらモジュール77を穿つドルシア軍のドリルビットを見たエルエルフの台詞から、戦中における人道的行為を定めたものであることが示唆されている。
赤い木曜日（あかいもくようび）
10年前にドルシアで起こった軍事政変。後の総統となるアマデウス・K・ドルシアがクーデターを起こし、旧王党派を追いやった。この政変後にドルシアはより軍事に特化した政治体制となる。かなりの犠牲者が出た模様で「赤い木曜日の悲劇」とも呼ばれる。ドルシア王都であったドルシアナはスラム化する等、現在にも傷跡を大きく残している。

### 国家・組織

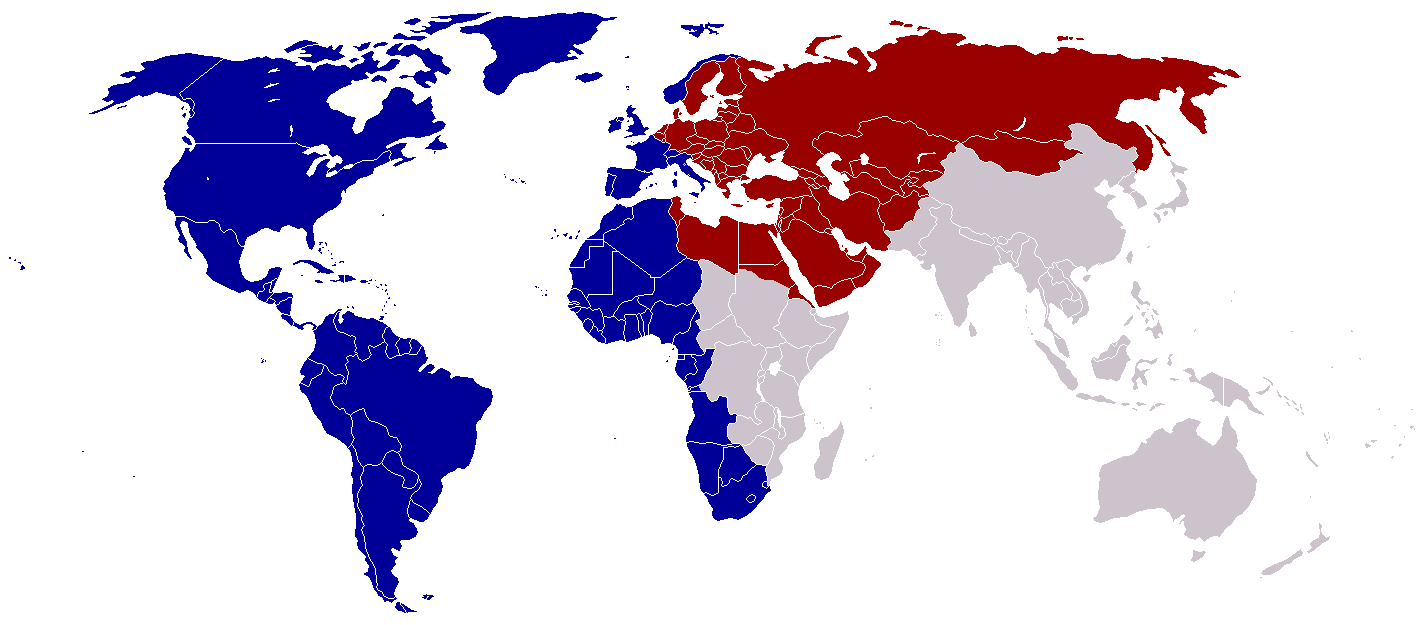
勢力図
ARUS（青色）
ドルシア軍邦（赤色）
ジオール（日本やオセアニアなど、灰色の一部分）

ドルシア軍事盟約連邦（ドルシアぐんじめいやくれんぽう、DORSSIA）
ロシアや中東、東ヨーロッパや北欧、北アフリカの一部を含むユーラシアを主体とした軍事大国。「ドルシア軍邦」とも呼称される。作中で首府が登場しているが、所在地は不明。旧首都は地球にある王都ドルシアナであるが、現在は首都機能が移されている。戦争互助会的な軍事同盟からの発展を経て全世界を併合しようと動いており、ヴァルヴレイヴIを狙ってジオールのモジュール77へ侵攻する。「力なき者は理想や正義を成せない」という暴力的な思想の下で運営されており、厳しい言論統制を敷き、反体制分子（王党派であることが窺える）や国民への弾圧が存在する全体主義の統制国家である模様。物語開始の20年前に発生した現総統派のクーデターにより王党派を倒して現体制になったが、今でも王党派の勢力が残存しており、第20話ではハルトたちの強行偵察とそれに伴うリーゼロッテ皇女の死によって反政府運動が激化・頻発している。また、現体制下でも王族は存続しており、アードライやリーゼロッテが該当する（後者は明確に特権階級の人間として扱われている）。また、ドルシア国王も存在する。王党派の王族の多くは総統派に虐殺・処罰されたが、王位継承権を持つ者の内56名はドルシア領外に所在しており、国内に居るのは7名である。ドルシア王家の紋章は『七つ龍』でこの紋章がある施設は王族の所有物であり、その使用には王位継承権を持つ王族のサインが必要である。
『2nd』にて68代目総統アマデウスがマギウスの領域であることを認識しながらジオールのヴァルヴレイヴに手を出したことでアマデウスはマギウスに乗り移られてしまい、実質的にドルシアはマギウスに乗っ取られてしまう。モジュール77奪還作戦中にエルエルフ達によりドルシア総統アマデウスがマギウスであることが全世界に暴露された結果、ドルシア領土全域で王党派によるクーデターや暴動が多発し、大混乱に陥る。
国力では後述の環大西洋合衆国ARUSに劣っているため、無人兵器や戦略機動兵器の開発、「カルルスタイン機関」と呼ばれる兵士育成機関を要するなど、「質」を重視している。クリムヒルトなど女性士官も相当数居る描写が見られる。なお、敬礼の際に「ブリッツゥン・デーゲン（Blitzen degen）」と呼び合う習慣がある。固有名詞にはドイツ語に類するものが多用されているが各種兵器のモニターには英文が表示されていることから、公用語には英語が用いられているようである。王都ドルシアナは千年続く都であった（つまり、それだけ民衆は王族を支持していた）が、「赤い木曜日」以降はスラム、ゴーストタウンと化しており、地元の勝手を知る王党派の根城となっている。
小説版ではARUSの経済的侵略から脱却するために東欧の軍事同盟が母体となり誕生した国家であり、元々ドルシアの名前も軍事同盟が結ばれた最初の地方都市から名前が取られている。当初は東欧の軍事組織であったが、ARUSに対する反感の強い中近東の国々は反ARUSの革命や政権クーデターが続発し、ARUSと旧政権派に対抗する軍事力を欲したため、次々に軍事同盟に参加。肥大化し、ドルシア軍事盟約連邦が成立した。設立後はARUSと小競り合いをしながらも厭戦気分から冷戦構造になっていたが、「赤い木曜日」の軍事クーデターによる旧王党派駆逐により軍事色をさらに強めた全体主義国家として生まれ変わることになる。
環大西洋合衆国（かんたいせいようがっしゅうこく、通称：ARUS）
アメリカ合衆国や南米、ヨーロッパやアフリカの一部を主体とした大国。GDP世界一の超大国であり、「世界の警察」とも呼ばれる。貿易協定を拡大することで設立した勢力で、「環大西洋条約機構」とも呼称される。民主主義国家であるためにドルシアとは対立しており、ジオールとは友好関係を結んでいるが、ジオールが開発したヴァルヴレイヴIの戦闘力を知った首脳陣は機体の入手と量産を目論み、ドルシアとの全面戦争を可決する。しかし、咲森学園への寄付状況によれば、国民の中には学園を支持している者もいる模様。上層部は苦々しく思いながらも選挙戦略の手前から学園を邪険に扱えないため、咲森学園や彼らを支持する国民を容認する方針を取っている。イクスアインの発言からドルシアよりも強大な国力と経済力を有していると思われる。大統領府が存在するが、所在地は不明。『2nd』では大統領府が宇宙のARUS領ダイソンスフィア内にあると思われる描写がある。
軍事力は国力の関係で規模の面ではドルシアに勝ってはいるものの、将兵の錬度や兵器の性能といった「質」の面では劣っている（一例として、ジオールスフィアに駐屯したARUS月周回軌道艦隊の兵員はエルエルフから練度評価「E」と酷評されている）。それ故か劇中ではドルシア軍に比べて単純な作戦ながら「物量」で押し切る傾向がある。また、軍服は青や緑を基調としたデザインとなっている。
モジュール77が月に到着してからは正式にこれを「独立国家としての新生ジオール」として承認するが、出入国や資産管理といった国家運営上必要な実務を行う能力がショーコたちに無いのをいいことに、これらを自国の管理下で行うことで合法的に宗主国となる。なお、自国民に対してはこれまでと同様に、先述の咲森学園支持派の国民による寄付は一切禁止せず、サキの歌が自国内でヒットするのも放任しているので、これらがガス抜きとなる形で「合法的な宗主国化」に対する反発は特に起こっていない。
小説版では正式名「Atlantic Rim United States」であり、西欧と北南米によるブロック経済圏協定から始まっているが、欧州連合の東西対立を得て軍事的な色合いを強めていったことで誕生したとされる。かつては世界唯一の超大国として世界中に経済的侵略ともいえる行動を繰り返していたが、その結果の反発により東欧の都市ドルシアで軍事同盟が誕生し、反ARUS国家が次々に合流する事態を招き、ドルシア軍事盟約連邦が誕生する原因を作った。モジュール77奪還作戦後でマギウスの存在が世界中に暴露された後は『人類派』の中核組織になり、徹底した反マギウス勢力となった模様。
ジオール（JIOR）
上記の2大勢力に属さない中立の国家。日本を含めたアジアやオセアニアを主体とし、宇宙ではジオールスフィアと呼ばれるダイソンスフィアを一基保有している。ドルシアの侵攻を受けてダイソンスフィア（後述）のモジュール77以外（ジオールの本国も含まれる）は無条件降伏したが、国民の中にはドルシアの暴虐と戦うハルトを支持する者が多い。中立国家を謳っていることから大規模軍備を整えられないため、少ない兵器で他国と戦えるようにと考え、VVV計画に手を出した。中立国であるが環大西洋合衆国ARUSとは友好関係にあり、ジオール軍の機動兵器はARUS製の全領域対応型戦闘機スプライサーが使用されている。
咲森学園の独立後にキューマが開設したホームページをはじめ作中に登場する表記描写によれば、公用語には日本語や英語、通貨には円がそれぞれ用いられている模様。ドルシアに侵攻される前はショーコの父・指南リュージが総理大臣であったが、それ以降は消息不明を経て死亡したと見なされており、総理大臣代行が就任している。
小説版では制圧後のジオールはドルシア軍による厳重な情報統制下に置かれている。
モジュール77（モジュールセブンセブン） / 新生ジオール
ジオールが作ったダイソンスフィアで77番目に建造・設営されたモジュール。ハルトたちの通う咲森学園が置かれている。環境システムによりジオールの本国と同様の自然や建物などの住環境が管理・整備されており、それを維持するためにある程度の自動修復機能も備わっている。街中にはポルノ映画館すら存在する。また、外壁にはスペースデブリへの対策として可動式のバリアや迎撃砲塔群も備わっているが、これらは後にエルエルフの指示でドルシア軍の攻撃を防ぐ用途へ転用された。
ショーコがヴァルヴレイヴIを「人質」として学園の独立国家化を宣言すると同時に、ヴァルヴレイヴIによってダイソンスフィアから切り離され、物理的にも完全に独立した存在（学園も含めて「新生ジオール」と呼称されている）となった。しかし、人工太陽から離れたことで環境システムには負荷がかかっており、独立から1週間後には一時的なダウンに陥った。
元ジオール軍の研究者であったタクミによれば、学園だけでなくモジュール77全体が研究施設であり、リオン以外の大人は全員がジオール軍人や軍属であった模様。大人達の大半が侵攻したドルシア軍によって強制連行されるか殺害されて以降は、事実上軍と呼べる組織が存在せず、ハルトやエルエルフ達の手で自主的に防衛活動が行われている状態であったが、後述する月への到着後には独自に軍服が作られ、地球への強行威力偵察に参加する面々が着用した。
月に到着してからはARUSから公式に「独立国家としての新生ジオール」として承認されるが、国家運営の実務能力がショーコたちに欠けていたことからヴァルヴレイヴの運用といった自力で遂行可能な部分を除いた実務の多くをARUSの管理下に置かれ、合法的に「ARUSの属国」にさせられる。さらにアマデウスが公開したマギウス（カミツキ）の秘密によりドルシアとARUSが同盟を結び、モジュール77の生徒達は全世界の敵と認定されて虐殺行為を受け、生き残った人間は月から脱出し、国家としての新生ジオールは崩壊した。同時に世界に見え隠れしていたマギウスの存在を明るみに晒した場所でもある。一度連合軍により接収され、仮本部として使用されたが、ハルトとライゾウとサキとアキラの活躍のおかげで無事に取り戻された。
咲森学園（さきもりがくえん）
物語開始の3年前にモジュール77へ設立された全寮制の学園。現在の生徒数は約3000人ほど。生徒を過度に束縛しない校風と広大な敷地を持つが、ヴァルヴレイヴIの出現に伴い、ハルトたちの知らない区画が存在していたことが明らかとなった（#ヴァルヴレイヴを参照）。
地下でヴァルヴレイヴ各機が開発・格納されていた点や独特のカリキュラムなどから、エルエルフには学園そのものがヴァルヴレイヴのパイロットたちを育成する機関であると分析されており、タクミの証言からそれが事実であると判明する。そのため、生徒たちは全員パイロット適性を持つ。アイナの死をきっかけに、エルエルフの指導下で軍事教練が行われるようになった。
第三銀河帝国暦211年では帝国領内で自然に飲まれながらも校舎が保存されている。帝国始まりの地であり、呪いと祝福の地とされている。
カルルスタイン機関（カルルスタインきかん）
ドルシア軍特務隊エージェントの出身機関。ここ出身の兵士は「パーフェクツォン・アミー」の名で認識され、入隊時に名前を取り上げられ、ドイツ語でアルファベット→数字（例：エルエルフ = L-ELF〈11〉）の法則に基づいたコードネームを与えられる。幼い子供たちで構成されているが、身体・戦闘能力は大人の軍人とも引けを取らない。表向きはドルシアにおける一般的な集落（断崖に横穴を掘った住居に居住）を装っており、不審者、内通者、脱落者、目撃者は殺せと厳命されている。訓練兵は班を作って行動しており、裏切り者が出た班は班員全員が処刑される。
101人評議会（ひゃくいちにんひょうぎかい）
マギウスの集団で構成された謎の組織。蛍光ピンク色の丸い4弁の花弁の花の輪郭のような紋章を使っている。彼らの下でアマデウスとジェフリーの会談が行われた。その後、アマデウスをマギウスの領域に踏み込んだという理由で彼らの一員である「ミルコ」に肉体を乗っ取らせるのを見る限り、マギウスに対する独特の価値観を抱いている模様。
彼らの実態は人間とマギウスの実力者を選別して作られた組織であり、マギウスの存在の秘匿と食糧（RUNE）の摂取を人間に黙認してもらう事を目的としている。世界に影響力を持つ人物（政治家、資産家、裁判官、警官、マスコミなど）で構成され、文字通り彼らが裏から地球を牛耳っているといえる。但し、リーゼロッテのように人間との共存を望む者達もいる。
しかし、モジュール77にて行われた式典で、マギウス打倒を宣言したアマデウス自身がマギウスであったという事実が暴露され、それでも情報操作によって捏造であると公表したが、ドルシア内に王党派による革命を巻き起こす決定的な原因となり、更には捏造と真実の入り混じった情報公開によって有力者達が次々と逮捕されていった結果、真実を隠し切れなくなってしまい、最期は、マギウスの排斥を掲げていると思われる武装組織によって皆殺しに追い込まれた。
小説版では101人評議会の壊滅により人とマギウスの蜜月は崩壊し、マギウスの技術提供を失った人類の宇宙開発は大きな停滞を迎えたとされる。101人評議会も一枚岩ではなく、リーゼロッテの様に人との共存を願うマギウスはモジュール77に受け入れられたが、その他のマギウスはARUSを中心とした「人類派」に追い詰められ、次々に殺されていき、極僅かに生き延びた者は強欲な者達に不老不死を与えるなどの甘言を餌に世界中を必死に逃げ回っているのが、現状である。
第三銀河帝国（だいさんぎんがていこく）
作中にて始まるとされる国家。『2nd』最終話の出来事の後、世界はマギウスを排斥し人間だけの元の世界に戻そうとする人類派、不老不死を望む101人評議会の生き残りやその他の隠れ潜むマギウス達、そして王党派に協力しリーゼロッテのような人間との共存を願うマギウスを迎え入れたモジュール77の人々の三つへと分かれた。サキやアキラ達はマギウスの母星を探すために研究・開発を続け、紆余曲折のあった200年間の末に銀河系よりも古く知的生命体の住む銀河を二つも発見する。それぞれが第一銀河、第二銀河と名付けられ、サキ達人類の住む銀河系は第三銀河（帝国）と呼称されるようになった。そしてマギウス達の母星が第一銀河にあると判明するが、そこまで行ける恒星間宇宙船は造られておらず、未だ母星へは到達できていない。反面、銀河の向こうからやって来る種族がおり、サキ達は多くの接近遭遇を果たしているという。なお、全ての始まりとされるモジュール77が浮かぶ地球圏は「銀河系の端っこ」と称されている。咲森学園を「祝福と呪いの地」としており、ハルト達を始めとする建国の礎となった英雄たちの像とヴァルヴレイヴIが「メモリアル・コア」と呼ばれる区画に安置されている。

### ヴァルヴレイヴ関連
マギウス
「世界の裏側に在る者」と呼称される、人ならざる存在。外見は常人と差異はないが、特徴としてマギウスの身体のどこかには逆さにした三つ菱模様の輪郭のような形状をしている「マギウスマーク」という紋章が存在する。また、マギウスの固有能力「マギウスの力」として特異な能力を持っている。
その正体は、数百年前に不慮の事故で地球へ漂着し、母星へ帰ることも通信を取ることもできなくなった異星人（精神生命体）である。肉体を持たない彼らは地球では肉体が無ければ生きていけず、地球上の人間や動物に乗り移ることで生を得て、肉体を乗り換え続けRUNEを搾取しながら現在まで生き延びてきた。カイン曰く、当初は地球人類と共存を望んだが向こう（地球人類）から攻撃を仕掛けられ、作中世界各地で語り継がれている怪異はマギウスの受難の歴史であるという。後に自分たちの中から人間とマギウスの実力者を選別して「101人評議会」が設立された。なお、ピノとプルーは彼らより遥かに後に地球に漂着・遭難した若いマギウスである。
また、マギウスは第一世代と第二世代が存在するが、両者の差はほとんどない（ピノとプルーがどちらの世代かは不明）。ハルトら人工的に創り出されたマギウス（カミツキ）は第三世代と呼ばれる。
上記のように、異星人としての「マギウス」に乗り移られた生物の同一性（人間の場合は人格）は、その異星人のものとなる。人間に乗り移っている「マギウス」がその肉体を捨て、新たな肉体である他の人間へと乗り移る場合、対象の人間に噛み付くことでそれが行われる（後述のジャックを参照）。「マギウス」となった人間は常人なら即死する重傷からでもすぐに蘇生する身体能力や、ヴァルヴレイヴを使わなくとも、呪文のようなものを唱えることでRUNEの力を行使して物理現象を起こすことができる。しかし、その力を行使することで一定以上のRUNEを喪失すると、記憶や思い出を徐々に過去から失っていき、記憶が全て無くなり、最終的には生命維持に必要な体内物質をも「生命」という情報として消費してしまい、死に至る。
小説版では地球に漂着してから長い年月の内にマギウス達の能力と生存力が低下していることが明かされている。かつては第三世代同様に噛み付いただけで相手の体に乗り移れたが、現在では大量のルーンを利用した儀式が必要となっており、近年では更に儀式を利用しても乗り移りに失敗する事例も出ている。
カミツキ
人間を人工的にマギウスに変質させた、マギウスの「似姿」。咲森学園の生徒たちは、ヴァルヴレイヴの搭乗者登録を行うことで自動的にこれに変えられる。ハルトたち当事者の間では、その現象を目撃したアイナから「神が憑いている」という意味で「カミツキ」と名付けられている。カインたちマギウスからは（存在ではなく事象的な意味で）「第三世代」「レベル3」「人工マギウス」、開発責任者である時縞ソウイチからは「第二霊長類」と呼称される。真暦66年（5年前）にマリエが人類初の「第三世代」マギウスとなり、真暦71年にジオールがドルシアに初めて襲撃を受けたことをきっかけにハルト、サキ、キューマ、ライゾウ、アキラが続いて「第三世代」マギウスとなった。
物語開始時から200年後の世界でもサキが登場しており、彼女と皇子の会話からその世界ではマギウス化は「祝福」と称されている様子であり、「カミツキ」は不老の肉体であることが示唆されている。ただし完全な不死身ではなく、体内のRUNEを完全に失えば、たとえ肉体は無傷でも死に至る。また、肉体が爆発などによって完全に破壊される損傷を受けた場合なども命を失う。エルエルフは脳の完全な破壊や、首を切り離すなどの手段をとれば殺すことが可能と判断している。
マギウスの中でも、ハルトのみが不定期に理性を失って狂暴化する発作現象が、衝動的に他人に噛みつく行動と共に表れている。発作は何らかの要因でハルト本人が意識を失えば治まるが、発作間隔はマギウス化してからの時間経過に伴い短くなり、より狂暴化したハルトがサキを強姦する事態も生じた。その原因はヴァルヴレイヴを稼働させるためのエネルギー源であるRUNEの欠乏および枯渇であり、発作はそれによってもたらされる禁断症状であった。そのことからエルエルフは定期的に人間からRUNEを摂取すれば発作は起こらないと考え、ハルトに自身を噛ませることで同時にRUNEの供給への対策としていた。
上記のような発作現象から、ハルトはマギウスの力を「呪い」と称している。
ジャック
マギウスの力の1つで、噛みついた相手の肉体に乗り移る能力。肉体をジャックしたマギウス本来の肉体は昏倒状態となり、ジャックされた側は完全に意識を封印されるという、マギウス側が相手の肉体を一方的に乗っ取る様子から、ハルトたちマギウスの力を知る者には「ジャック」と呼称されている。能力の発動には対象の素肌に直接噛みつくことが必要である。
人格はジャックしたマギウスのものであるが、戦闘能力といった手続き記憶についてはジャックされた対象のものに依存するため、マギウスが非戦闘員でも熟練した戦闘員をジャックすることである程度の戦闘能力を獲得することになる。ただし、被ジャック者の信条などの感情傾向までは引き継げない模様。第三世代の場合は、ジャックされた対象が本来の肉体に再度噛みつくと、能力が解除されて元に戻るが、第一・第二世代の場合は肉体を乗り換えるための能力であるため、乗り換え先の肉体の人格はマギウスにのみ込まれ消失してしまう。なお、噛みつく対象がマギウスであっても能力は発動する。
RUNE（ルーン）
ヴァルヴレイヴの持つ、桁違いの力の源となっている情報素粒子。目に見える状態では通常は淡い緑色に光って見える。タクミが知る限りでは「物体の構成単位の最小単位として原子が存在するように、情報の最小単位として存在するRUNEというものがあるらしい」とのこと。それにより、単機で艦隊を相手できるほどにヴァルヴレイヴがその力を発揮する。また、ヴァルヴレイヴIの「ハラキリ・ブレード」に伴うエネルギーの光をカインは「RUNEの光」と呼んでいる。RUNEが枯渇するとヴァルヴレイヴは機能停止してしまう。言語、感情、DNAなどを構成するものと推測されており、それを地球上で最も多く持つのが人間であるため、RUNEの補給は人間を襲って手に入れることが唯一の供給源とされている。なお、RUNEはマギウスの食料でもある。
また、小説版によればRUNEの摂取というのはただの食事ではなく、一方的に吸収されず、交換・融合・複製できるものであり、他人のRUNEを吸ってそれを吸った者の中に残す（預ける）ことが出来るとのこと。
VVV計画（スリーブイけいかく）
ジオール軍により行われたヴァルヴレイヴの開発計画およびパイロット育成計画。RUNEを基幹システムとする兵器開発計画で、単機で戦局を変える性能を持たせることを基礎とする。責任者は時縞ソウイチ。
当計画によって選抜されるヴァルヴレイヴのパイロット候補者は、計画の研究者、または協力者の子供たちである。選ばれた子供たちは誕生前から遺伝子操作やRUNE操作が施され、マギウス化や操縦の適性が付与される。その上で彼らは工作によって咲森学園に入学させられ、ヴァルヴレイヴを搬入したモジュール77で暮らすよう仕向けられていた。それら子供たちの親である研究者の中には良心の呵責に苛まれる者もいたが、我が子が人質となっていたために計画から離れることを許されなかった。
上記のように人道的とは言い難い計画であるが、それでもジオールにとっては自国と他国の戦争を想定した場合、国家と国民を守るための兵器を開発する有効な手段であった。だが、ヴァルヴレイヴの実戦運用体制が未完成の段階でこの計画はドルシア軍邦に察知され、それが侵略の呼び水となり、皮肉にもジオールはドルシアからモジュール77以外の全領土の無条件降伏を強いられてしまう。ジオールがドルシアの侵略を受けたためジオール軍での計画は頓挫したが、モジュール77内で開発・完成されていた5機のヴァルヴレイヴは、ハルトがヴァルヴレイヴIに搭乗したことから次いで、サキ、キューマ、ライゾウ、アキラを含む計5人がパイロットになり実戦運用されることとなる。
なお、過去の暴走事故により最深部に保管されていたヴァルヴレイヴIIはカインに奪取され、計画の範疇外ではあるが、そのデータを元に対ヴァルヴレイヴ戦を目的とした霊長兵器「キルシュバオム」がドルシアにて独自に開発されている。および、後にヴァルヴレイヴIIはカインの下で改修が施され「ダーインスレイヴ」へと生まれ変わることとなる。その他、VVV計画の範疇では、ヴァルヴレイヴIIを元にしたミラーレイヴ搭載型ヴァルヴレイヴの試験機であるカゲロウが開発されている。
「カミツキ」から人間へ戻る決意をしたハルトはその方法を探るべく、この計画に関わったジオール人と会うことを当面の目標とし、威力偵察を行った先の地球にて、父である計画責任者のソウイチに再会する。しかし、ソウイチはVVV計画推進の意図は「現在の人類の上に立つ新たな人類を作り出す」という目的にあり、ヴァルヴレイヴに武器を搭載したのは「軍をスポンサーにしているために仕方なく載せただけ」と嘯いた。
プリメート・フレーム
ヴァルヴレイヴのメインフレームで略称はPF。日本語に訳すると霊長フレームとなり、既存の兵器とは異なる「霊長兵器」としてカテゴライズされたヴァルヴレイヴのメインフレームとして相応しい名称である。
VLCポリマー
ヴァルヴレイヴを構成する装甲材質。詳細は不明ながら、劇中ではパイロット登録前の装甲が白い状態ですら、ある程度の耐久性を有している描写がある。ただし、ヴァルヴレイヴVのIMPを構成する「クリア・フォッシル」に比べると硬度や被弾時における熱量上昇抑制力では劣っている。
オクツキ
外伝作品『アンダー・テイカー』に登場する、宇宙のある宙域に存在する人工的な不可侵領域。中心部にはヴァルヴレイヴの墓場がある。名目上は廃棄場だが、その実は陽炎（カゲロウ）開発者の個人的執着心により生み出された「立ち入り不可能な自分の作品展示場」。陽炎以外にも数々の兵器や特能装備の試作品が眠っていた。後に虹河ゴウがこの場所の統括責任者となる。

### その他の用語
WIRED（ワイアード）
作中世界で広く使われているSNS。ログイン時には網膜認証を必要とするなど、厳重なセキュリティ体制が敷かれている。開発者は連坊小路アキラ。
群像劇や戦争に無関係な一般大衆を描くための演出装置としても位置付けられており、彼らの一喜一憂を数多くのウインドウによって描くシーンが散見されるほか、サキがハルトの身体をジャックした際にはアイドルとしての彼女自身の売名にも用いられた。
ゼロGバレエ（ゼロジーバレエ）
タカヒが部活動で行っているスポーツ。通常のバレエ以上に露出度の高いセクシーなコスチュームを着て無重力空間で行う、前衛的なバレエである。
ゼロG読書
ナオが所属する部活動。ゼロGバレエ部と同様に、無重力空間で行われる模様。
ファウンダー
第三銀河帝国暦211年でサキが皇子に自分たちの始祖と語った存在。詳細は不明。
黄金の七人
第三銀河帝国の建国に功のあった七人の人物のこと（帝国暦214年において、流木野サキ以外の六人は不明）。別にヴァルヴレイヴのパイロットに限ったもの（枠）ではない。
始まりの騎士
第三銀河帝国建国の礎となって死んでいった英雄達。ハルトやキューマ、ライゾウ、マリエなどが該当し、メモリアル・コアには彼らの像が置かれている。
第53生命体
第三銀河帝国のメモリアル・コアに侵入した異星人。小説版によれば、彼らは第二銀河のクリスタル星人とのこと。黄緑色をした半透明の体を持ち、液体のように体を変形させられる。体は銃などの武器にも変形できる模様。マギウスとなったショーコに友好を持ちかけられるシーンで、本編の幕は降りる。

## スタッフ
- 原作・アニメーション制作 - サンライズ[19]
- 監督 - 松尾衡[19]
- シリーズ構成 - 大河内一楼[19]
- 副シリーズ構成 - 三木一馬[19]、熊剛[19][注 50]
- キャラクター原案 - 星野桂[19]
- キャラクターデザイン・総作画監督 - 鈴木竜也[19]
- メカニカルデザイン - 石渡マコト[19]、鷲尾直広[19]、寺岡賢司[19]、宮本崇[19]、柳瀬敬之[19]、大河原邦男[19]
- メカニカルアニメーションデザイン - 鈴木卓也[19]
- メカニカルコーディネーター - 関西リョウジ
- SF考証 - 三輪清宗
- 美術監督 - 甲斐政俊
- 色彩設計 - 甲斐けいこ、池田ひとみ
- 特効監督 - 谷口久美子
- CGI監督 - 篠田周二
- CGモデルスーパーバイザー - 小高忠男
- 音響監督 - 三間雅文
- 音響効果 - 倉橋静男
- 撮影監督 - 田中唯
- 編集 - 武宮むつみ
- 音楽 - 千住明[19]
- 音楽プロデューサー - 野崎圭一、黒田学
- 主題歌プロデューサー - 三嶋章夫、外村敬一
- ゼネラルプロデューサー - 河口佳高、中西豪、清水博之、丸山博雄
- プロデューサー - 池谷浩臣、新宅洋平、前田俊博
- 製作 - サンライズ、MBS、ヴァルヴレイヴ製作委員会（キングレコード、アニプレックス、MBS、サンライズ、バンダイ、バンダイナムコゲームス、電通、ムービック）

## 主題歌
オープニングテーマ
「Preserved Roses」（第2話 - 第12話）
作詞 - 井上秋緒 / 作曲・編曲 - 浅倉大介 / 歌 - T.M.Revolution×水樹奈々（エピックレコードジャパン）
第1話ではエンディングテーマとして使用。
ヴァルヴレイヴの新しいマギウスが加わる毎に、若干アニメーションが変更されている。
Blu-ray及びDVDに収録されている第12話のOPには新たにマギウスとなったアキラが追加されている。
「革命デュアリズム」（第14話 - 第24話）
作詞 - Hibiki / 作曲 - 上松範康 / 編曲 - 岩橋星実 / 歌 - 水樹奈々×T.M.Revolution（キングレコード）
第13話ではエンディングテーマとして使用。

エンディングテーマ
「僕じゃない」（第2話 - 第6話）
作詞 - atsuko / 作曲 - atsuko、KATSU / 編曲 - KATSU / 歌 - angela（スターチャイルドレコード）
第12話と第19話では挿入歌として使用。
「そばにいるよ」（第7話 - 第12話）
作詞・歌 - ELISA（SMEレコーズ） / 作曲 - しほり / 編曲 - 大久保薫
ELISAにとっては1年半ぶりの復帰曲でもある。2013年7月1日付「Billboard JAPAN Hot Animation」では、初登場で首位を獲得した。
第16話と第24話では挿入歌として使用。
「REALISM」（第14話 - 第18話）
作詞・歌 - ELISA（SMEレコーズ） / 作曲 - Mish-Mosh / 編曲 - 大久保薫
「赤いメモリーズをあなたに」（第19話 - 第23話）
作詞・作曲 - 俊龍 / 編曲 - Sizuk / 歌 - かなでももこ（スターチャイルドレコード）
第23話のED映像ではイクスアインがハーノインのピアスを左耳につけている。
挿入歌
「咲森学園校歌」（第4話）
作詞 - 松尾衡 / 作曲・編曲 - 千住明
「Good luck for you」（第5話）
作詞 - ああ / 作曲 - manzo / 編曲 - 菊地創 / 歌 - 流木野サキ（戸松遥）
「Can you save my heart?」（第6話）
作詞・作曲 - 俊龍 / 編曲 - Sizuk / 歌 - かなでももこ
「Mother land」（第8話、第21話）
作詞 - 唐沢美帆 / 作曲 - 尾澤拓実 / 編曲 - 河野陽吾 / 歌 - 南里侑香

## 各話リスト
| 話数        | サブタイトル             | 脚本        | 絵コンテ          | 演出            | 作画監督                                     | 作画監督                              |
| 話数        | サブタイトル             | 脚本        | 絵コンテ          | 演出            | キャラクター                                 | メカニカル                            |
| 1stシーズン | 1stシーズン              | 1stシーズン | 1stシーズン       | 1stシーズン     | 1stシーズン                                  | 1stシーズン                           |
| ----------- | ------------------------ | ----------- | ----------------- | --------------- | -------------------------------------------- | ------------------------------------- |
| 第1話       | 革命の転校生             | 大河内一楼  | 松尾衡            | 松尾衡          | 鈴木卓也                                     | 鈴木卓也                              |
| 第2話       | 666を超えて              | 大河内一楼  | 松尾衡            | 神保昌登        | 森下博光                                     | 森下博光                              |
| 第3話       | エルエルフの予言         | 大河内一楼  | 松尾衡            | 三宅和男        | 門智昭                                       | 崎山知明                              |
| 第4話       | 人質はヴァルヴレイヴ     | 大河内一楼  | 松尾衡            | 高橋健司        | 中島渚                                       | 山岸正和                              |
| 第5話       | 歌う咲森学園             | 大河内一楼  | 森田修平          | 南川達馬        | 長田伸二 宇田早輝子                          | 長田伸二 宇田早輝子                   |
| 第6話       | サキ・カムバック         | 大河内一楼  | 松尾衡            | 吉村章          | 澤田美香                                     | 安藤義信                              |
| 第7話       | 瓦礫の下のハルト         | 熊谷純      | 西澤晋            | うえだしげる    | 鈴木卓也                                     | 鈴木卓也                              |
| 第8話       | 光の王女                 | 熊谷純      | 松尾衡            | 孫承希          | 小野さやか 今岡大                            | 松井章                                |
| 第9話       | 犬と雷                   | 大河内一楼  | 松尾衡            | ヤマトナオミチ  | 門智昭 吉田雄一 堀内博之                     | 崎山知明 安藤義信 都竹隆治 鈴木卓也   |
| 第10話      | 恋の選挙公約             | 大河内一楼  | 松尾衡            | 神保昌登        | 山岸正和、長田伸二 池田佳代、吉田雄一        | 山岸正和、長田伸二 池田佳代、吉田雄一 |
| 第11話      | 軍事法廷第54号           | 大河内一楼  | 寺岡巌 松尾衡     | 亀井治          | 永富浩司 森下博光                            | 永富浩司 森下博光                     |
| 第12話      | 起動する異端者           | 大河内一楼  | 松尾衡            | 松尾衡          | 鈴木卓也 田村里美 戸井田珠里                 | 鈴木卓也 田村里美 戸井田珠里          |
| 2ndシーズン |                          |             |                   |                 |                                              |                                       |
| 第13話      | 呪いの絆                 | 大河内一楼  | 松尾衡 安藤尚也   | 亀井治          | 小野早香 今岡大                              | 須永頼太                              |
| 第14話      | 大気圏の兄妹             | 熊谷純      | 松尾衡            | うえだしげる    | 村田峻治 田村里美 戸井田珠里                 | 崎山知明                              |
| 第15話      | カルルスタインへの帰還   | 大河内一楼  | 松尾衡            | 西村大樹        | 鈴木卓也                                     | 鈴木卓也                              |
| 第16話      | マリエ解放               | 大河内一楼  | 松尾衡            | 中原れい 松尾衡 | 中島渚 長田伸二                              | 安藤義信                              |
| 第17話      | 情報原子（ルーン）の深淵 | 熊谷純      | 松尾衡 安藤尚也   | 鳥羽聡          | 木藤貴元 菱沼祐樹 山名秀和                   | 鴨川浩                                |
| 第18話      | 父の願い                 | 大河内一楼  | 伊藤達文 松尾衡   | 岩田幸大        | 本田敬一                                     | 鴨川浩                                |
| 第19話      | 悲しみは降る雪のごとく   | 大河内一楼  | 松尾衡 安藤尚也   | 亀井治          | 鈴木卓也 小野早香                            | 山岸正和                              |
| 第20話      | 曝かれたカミツキ         | 熊谷純      | 松尾衡            | 野亦則行        | 今岡大 澤田美香                              | 崎山知明                              |
| 第21話      | 嘘の代償                 | 熊谷純      | 松尾衡            | うえだしげる    | 中島渚 加藤洋人                              | 中島渚 加藤洋人                       |
| 第22話      | 月面の拳                 | 大河内一楼  | 大橋誉志光 松尾衡 | 園田雅裕        | 本田敬一 長田伸二                            | 安藤義信                              |
| 第23話      | モジュール77奪還作戦     | 大河内一楼  | 亀井治 松尾衡     | 亀井治          | 小野早香 蘇武裕子                            | 須永頼太 上杉達也                     |
| 第24話      | 未来への革命             | 大河内一楼  | 松尾衡 安藤尚也   | 松尾衡 安藤尚也 | 鈴木竜也 澤田美香 今岡大 田村里美 戸井田珠里 | 鈴木卓也                              |

## 放送局
| 放送地域       | 放送局             | 放送期間                      | 放送日時                     | 放送系列            | 備考                                         |
| 1stシーズン    | 1stシーズン        | 1stシーズン                   | 1stシーズン                  | 1stシーズン         | 1stシーズン                                  |
| -------------- | ------------------ | ----------------------------- | ---------------------------- | ------------------- | -------------------------------------------- |
| 近畿広域圏     | 毎日放送           | 2013年4月12日 - 6月28日       | 金曜 1:35 - 2:05（木曜深夜） | TBS系列             | 製作局 連動データ放送                        |
| 関東広域圏     | TBSテレビ          | 2013年4月13日 - 6月29日       | 土曜 1:55 - 2:25（金曜深夜） | TBS系列             | 連動データ放送                               |
| 中京広域圏     | 中部日本放送       | 2013年4月13日 - 6月29日       | 土曜 2:35 - 3:05（金曜深夜） | TBS系列             | 連動データ放送                               |
| 日本全域       | BS-TBS             | 2013年4月14日 - 6月30日       | 日曜 0:00 - 0:30（土曜深夜） | BS放送              | [ 注 52 ]                                    |
| 日本全域       | ニコニコ生放送     | 2013年4月14日 - 6月30日       | 日曜 0:30 - 1:00（土曜深夜） | ネット配信          |                                              |
| 日本全域       | ニコニコチャンネル | 2013年4月14日 - 6月30日       | 日曜 1:00 更新（土曜深夜）   | ネット配信          |                                              |
| 北海道         | 北海道放送         | 2013年4月14日 - 7月7日        | 日曜 2:18 - 2:48（土曜深夜） | TBS系列             | 連動データ放送                               |
| 福岡県         | RKB毎日放送        | 2013年4月14日 - 7月7日        | 日曜 3:00 - 3:30（土曜深夜） | TBS系列             | 連動データ放送                               |
| 日本全域       | バンダイチャンネル | 2013年4月17日 - 7月3日        | 水曜 0:00 更新（火曜深夜）   | ネット配信          |                                              |
| 日本全域       | ビデオマーケット   | 2013年4月21日 - 7月6日        | 日曜 1:00 更新（土曜深夜）   | ネット配信          |                                              |
| 日本全域       | 楽天ShowTime       | 2013年4月22日 - 7月8日        | 月曜 12:00 更新              | ネット配信          | 会員制 第1話のみ無料配信 第2話以降は有料配信 |
| アメリカ合衆国 | Aniplex Channel    | 2013年4月25日 - 7月11日       | 木曜 更新                    | ネット配信          | 最新話のみ無料配信                           |
| 日本全域       | NOTTV              | 2013年5月7日 - 7月23日        | 火曜 19:30 - 20:00           | モバキャス          | リピート放送あり                             |
| 日本全域       | アニマックス       | 2013年6月3日 - 8月19日        | 月曜 22:00 - 22:30           | アニメ専門BS/CS放送 | リピート放送あり                             |
| 日本全域       | AT-X               | 2016年5月16日 - 8月1日        | 月曜 21:30 - 22:00           | アニメ専門CS放送    | リピート放送あり                             |
| 日本全域       | BS日テレ           | 2019年10月8日 - 12月31日      | 火曜 0:30 - 1:00（月曜深夜） | BS放送              | 『アニメにむちゅ〜』枠                       |
| 2ndシーズン    |                    |                               |                              |                     |                                              |
| 近畿広域圏     | 毎日放送           | 2013年10月11日 - 12月27日     | 金曜 1:35 - 2:05（木曜深夜） | TBS系列             | 製作局 連動データ放送                        |
| 関東広域圏     | TBSテレビ          | 2013年10月12日 - 12月28日     | 土曜 1:55 - 2:25（金曜深夜） | TBS系列             | 連動データ放送                               |
| 中京広域圏     | 中部日本放送       | 2013年10月12日 - 12月28日     | 土曜 2:35 - 3:05（金曜深夜） | TBS系列             | 連動データ放送                               |
| 日本全域       | BS-TBS             | 2013年10月13日 - 12月29日     | 日曜 0:00 - 0:30（土曜深夜） | BS放送              | [ 注 53 ]                                    |
| 日本全域       | ニコニコ生放送     | 2013年10月13日 - 12月29日     | 日曜 0:30 - 1:00（土曜深夜） | ネット配信          |                                              |
| 日本全域       | ニコニコチャンネル | 2013年10月13日 - 12月29日     | 日曜 1:00 更新（土曜深夜）   | ネット配信          |                                              |
| 北海道         | 北海道放送         | 2013年10月13日 - 12月29日     | 日曜 2:18 - 2:48（土曜深夜） | TBS系列             | [ 注 54 ]                                    |
| 福岡県         | RKB毎日放送        | 2013年10月13日 - 12月29日     | 日曜 3:00 - 3:30（土曜深夜） | TBS系列             |                                              |
| 日本全域       | バンダイチャンネル | 2013年10月16日 - 2014年1月1日 | 水曜 0:00 更新（火曜深夜）   | ネット配信          |                                              |
| 日本全域       | ビデオマーケット   | 2013年10月20日 - 2014年1月5日 | 日曜 1:00 更新（土曜深夜）   | ネット配信          |                                              |
| 日本全域       | 楽天ShowTime       | 2013年10月21日 - 2014年1月6日 | 月曜 12:00 更新              | ネット配信          |                                              |
| 日本全域       | dアニメストア      | 2013年10月24日 - 2014年1月9日 | 木曜 12:00 更新              | ネット配信          | [ 注 55 ]                                    |
| 日本全域       | NOTTV              | 2013年11月12日 - 2014年2月4日 | 火曜 21:00 - 21:30           | モバキャス          | リピート放送あり                             |
| 日本全域       | アニマックス       | 2013年11月12日 - 2014年2月4日 | 火曜 22:00 - 22:30           | アニメ専門BS/CS放送 | リピート放送あり                             |
| 日本全域       | AT-X               | 2016年8月8日 - 10月31日       | 月曜 21:30 - 22:00           | アニメ専門CS放送    | リピート放送あり                             |
| 日本全域       | BS日テレ           | 2020年1月7日 - 3月24日        | 火曜 0:30 - 1:00（月曜深夜） | BS放送              | 『アニメにむちゅ〜』枠                       |

## BD / DVD
- 発売元：アニプレックス
- 販売元：キングレコード（スターチャイルドレーベル）、アニプレックス

| 巻 | 発売日         | 収録話          | 規格品番      | 規格品番      | 規格品番  |
| 巻 | 発売日         | 収録話          | BD限定版      | DVD限定版     | DVD通常版 |
| -- | -------------- | --------------- | ------------- | ------------- | --------- |
| 1  | 2013年6月26日  | 第1話 - 第2話   | ANZX-9041 - 3 | ANZB-9041 - 3 | ANSB-9041 |
| 2  | 2013年7月24日  | 第3話 - 第4話   | ANZX-9044/45  | ANZB-9044/45  | ANSB-9044 |
| 3  | 2013年8月21日  | 第5話 - 第6話   | ANZX-9046/47  | ANZB-9046/47  | ANSB-9046 |
| 4  | 2013年9月25日  | 第7話 - 第8話   | ANZX-9048/49  | ANZB-9048/49  | ANSB-9048 |
| 5  | 2013年10月23日 | 第9話 - 第10話  | ANZX-9050/51  | ANZB-9050/51  | ANSB-9050 |
| 6  | 2013年11月27日 | 第11話 - 第12話 | ANZX-9052/53  | ANZB-9052/53  | ANSB-9052 |

| 巻 | 発売日         | 収録話          | 規格品番     | 規格品番     | 規格品番  |
| 巻 | 発売日         | 収録話          | BD限定版     | DVD限定版    | DVD通常版 |
| -- | -------------- | --------------- | ------------ | ------------ | --------- |
| 1  | 2013年12月25日 | 第13話 - 第14話 | ANZX-9054〜6 | ANZB-9054〜6 | ANSB-9054 |
| 2  | 2014年1月22日  | 第15話 - 第16話 | ANZX-9057/58 | ANZB-9057/58 | ANSB-9057 |
| 3  | 2014年2月26日  | 第17話 - 第18話 | ANZX-9059/60 | ANZB-9059/60 | ANSB-9059 |
| 4  | 2014年3月26日  | 第19話 - 第20話 | ANZX-9061/62 | ANZB-9061/62 | ANSB-9061 |
| 5  | 2014年4月23日  | 第21話 - 第22話 | ANZX-9063/64 | ANZB-9063/64 | ANSB-9063 |
| 6  | 2014年5月28日  | 第23話 - 第24話 | ANZX-9065/66 | ANZB-9065/56 | ANSB-9065 |

| 発売日        | 発売日        | 収録話         | 規格品番      | 規格品番      | 規格品番      |
| ------------- | ------------- | -------------- | ------------- | ------------- | ------------- |
| 2020年2月19日 | 2020年2月19日 | 第1話 - 第24話 | ANZX-13081/84 | ANZX-13081/84 | ANZX-13081/84 |

## 小説
革命機ヴァルヴレイヴ
乙野四方字の著筆、ゆーげんのイラストによる小説化作品。『電撃ホビーマガジン』（アスキー・メディアワークス）2013年7月号から9月号まで連載され、以降の内容はライトノベルとして電撃文庫より刊行。全3巻。
1. 2013年8月10日発売 ISBN 978-4-04-891755-1
2. 2013年11月9日発売 ISBN 978-4-04-866079-2
3. 2014年3月8日発売 ISBN 978-4-04-866380-9

革命機ヴァルヴレイヴ アンダー・テイカー
関西リョウジの著筆、小野さやかのキャラクターデザインによる小説化作品。『電撃ホビーマガジン』2013年11月号から2014年5月号まで連載。ヴァルヴレイヴIIと、同機に酷似した謎のヴァルヴレイヴ「カゲロウ」を中心とした外伝。

## 書誌情報

### 漫画
革命機ヴァルヴレイヴ
土屋彼某による漫画化作品。『ジャンプスクエア』（集英社）2013年7月号に第1話が掲載された後、『ジャンプSQ.19』Vol.9〜11まで連載。第1話はアニメにおける第1話に相当するが、第2話以降はライゾウ、アキラ、キューマの順に、ヴァルヴレイヴ搭乗者一人ずつにスポットを当てた一話完結のオムニバス形式となっている。全1巻。
- 2014年2月4日発売 ISBN 978-4-08-880017-2

革命機ヴァルヴレイヴ 裏切りの烙印（うらぎりのらくいん）
漣一弥による漫画化作品。『シルフ』（KADOKAWA アスキー・メディアワークス）2013年8月号から2014年3月号まで連載。アードライを主人公とした外伝であり、ドルシア側の視点で描かれる。全2巻。
1. 2013年10月22日発売 ISBN 978-4-04-866039-6
2. 2014年2月22日発売 ISBN 978-4-04-866347-2

革命機ヴァルヴレイヴ 流星の乙女（りゅうせいのワルキューレ）
大堀ユタカによる漫画化作品。『月刊コミック電撃大王』（KADOKAWA アスキー・メディアワークス）2013年8月号から2014年5月号まで連載。サキを主人公とした外伝であり、彼女の視点で描かれた本編と過去が描かれる。全2巻。
1. 2013年10月26日発売 ISBN 978-4-04-866017-4
2. 2014年5月27日発売 ISBN 978-4-04-866551-3

革命倶楽部ヴァルヴレイ部
かにかまによる漫画化作品。『コミック電撃だいおうじ』（KADOKAWA アスキー・メディアワークス）Vol.1〜8まで連載。ハルト、ショーコ、エルエルフたちが活動する「革命倶楽部」での日常を4コマ漫画で描いている。全1巻。
- 2014年5月27日発売 ISBN 978-4-04-866550-6

### 関連書籍
- 『革命機ヴァルヴレイヴ デザイナーズノート』 SBクリエイティブ、2015年5月23日発売、ISBN 978-4-7973-7547-3

## WEBラジオ
2013年2月17日に開かれたWEBラジオ企画会議イベントにおいて、時縞ハルト役の逢坂良太、エルエルフ役の木村良平、指南ショーコ役の瀬戸麻沙美が番組のタイトルを提案し、イベントの模様を生中継していたニコニコ生放送による投票の結果、番組名は瀬戸が提案した『ハルトはナイーヴ♪』に決定した。パーソナリティに逢坂、瀬戸を迎え同年3月22日より公式サイトにて配信開始し、アニメ1stシーズン放送終了と同時期の第12回をもって終了した。第13回以降は番組名やパーソナリティを毎回変更して配信されている。全33回。
ゲスト
- 第3回 - 浪川大輔（連坊小路サトミ役）
- 第4回 - 茅野愛衣（櫻井アイナ役）
- 第5回 - 吉野裕行（霊屋ユウスケ役）
- 第7回 - 戸松遥（流木野サキ役）
- 第9回 - 小野友樹（犬塚キューマ役）
- 第10回 - 木村良平
- 第11回 - 福山潤（アードライ役）、宮野真守（ハーノイン役）

番組名・パーソナリティ
- 第13回『スーパー!』 - 瀬戸麻沙美、悠木碧（連坊小路アキラ役）
- 第14回『いつイク?佳正!』 - 福山潤、宮野真守、梶裕貴（クーフィア役）
- 第15回『シュガーコーヒー』 - 逢坂良太、木村良平
- 第16回『君の中の獣が目覚める!』 - 逢坂良太、小野友樹、中村悠一（山田ライゾウ役）
- 第17回『修羅場ラジオ♪』 - 戸松遥、寿美菜子（二宮タカヒ役）
- 第18回『モジュールシグマセブン』 - 瀬戸麻沙美、福圓美里（野火マリエ役）
- 第19回『裸眼鏡』 - 吉野裕行、羽多野渉（貴生川タクミ役）
- 第20回『ノブ・マリエ・ライトニング』 - 中村悠一、悠木碧
- 第21回『平和なふたり』 - 瀬戸麻沙美、豊崎愛生（リーゼロッテ役）
- 第22回『どなたかハーノインを見つけた方はこちらまで』 - 福山潤、梶裕貴
- 第23回『アハハハハ』 - 戸松遥、悠木碧
- 第24回『眼帯とW眼鏡』 - 小野大輔（カイン役）、細谷佳正（イクスアイン役）
- 第25回『天国からお送りするてんかた』 - 小野友樹、茅野愛衣
- 第26回『ショーコはナイーヴ♪』 - 逢坂良太、瀬戸麻沙美
- 第27回『「エルエルフ原隊復帰を認めりゅ!」「ブリッツゥンデーゲン!」』 - 木村良平、福山潤
- 第28回『俺の友達だ』 - 逢坂良太、木村良平
- 第29回『マリッジブルー』 - 中村悠一、吉野裕行
- 第30回『のし袋ラジオ』 - 浪川大輔、寿美菜子
- 第31回『ラジオやろっさ！』 - 宮野真守、細谷佳正
- 第32回『壮絶片思い!』 - 木村良平、豊崎愛生
- 第33回（最終回）『ハルトは天国』 - 逢坂良太、瀬戸麻沙美、木村良平、戸松遥

## パチンコ・パチスロ
パチンコ
- CRフィーバー革命機ヴァルヴレイヴ（2018年3月、SANKYO）
- Pフィーバー革命機ヴァルヴレイヴ（2018年8月、SANKYO）
- Pフィーバー革命機ヴァルヴレイヴ2（2021年4月、SANKYO）
- Pフィーバー革命機ヴァルヴレイヴ2 カミツキVer.（2022年2月、SANKYO）

パチスロ
- L革命機ヴァルヴレイヴ（2022年11月、SANKYO）

## イベント
2013年9月13日にシネマート新宿にて1stシーズンの総集編となる「革命機ヴァルヴレイヴ スペシャルエディション」を上映。この「スペシャルエディション」は9月20日以降、3回に分けてニコニコチャンネルにて配信された。
2013年9月29日にパシフィコ横浜国立大ホールにて、本作のスペシャルイベントが開催された。BD/DVD第1・2巻には、このイベントの先行優先申込券が同梱された。

## ゲーム
スーパーロボット大戦DD
2019年8月21日より配信中のiOS / Android用アプリゲーム。本作のキャラクター、ロボットが登場する。
スーパーロボット大戦X-Ω
iOS / Android用アプリゲーム。2019年11月に期間限定でコラボイベントが開催された。